# Spojené království
Spojené království Velké Británie a Severního Irska (anglicky United Kingdom of Great Britain and Northern Ireland), standardizovaným krátkým názvem Velká Británie a Severní Irsko, zkráceně také Spojené království nebo Velká Británie či jen Británie, je ostrovní stát v severozápadní Evropě, při pobřeží kontinentální pevniny. Tvoří ho čtyři země: Anglie, Skotsko, Wales a Severní Irsko. Zahrnuje ostrov Velká Británie, severovýchodní část ostrova Irsko a řadu menších ostrovů, které jsou součástí Britských ostrovů. Severní Irsko má pozemní hranici s Irskou republikou, jinak je Spojené království obklopeno Atlantským oceánem, Severním mořem, Lamanšským průlivem, Keltským a Irským mořem. Spojené království si udržuje svrchovanost nad britskými zámořskými územími, která se nacházejí v různých oceánech a mořích po celém světě. Jihovýchod země je převážně nížinný a rovinatý, naopak sever, severovýchod a západ jsou hornaté, proměnlivé mírné oceánské podnebí je ovlivněno Golfským proudem. Na ploše asi 244 000 km² žije 68 milionů obyvatel; je pátou nejlidnatější evropskou zemí. Hlavním a největším městem Spojeného království a Anglie je Londýn, města Edinburgh, Cardiff a Belfast jsou hlavními městy Skotska, Walesu a Severního Irska. Mezi další velká města patří Birmingham, Glasgow, Bristol, Liverpool a Manchester. Úředním jazykem je angličtina. Necelá polovina obyvatel se hlásí ke křesťanství, 6 % k islámu a 2 % k hinduismu.
Spojené království je nepřetržitě osídleno od neolitu. V roce 43 n. l. začalo římské dobývání Británie; po odchodu Římanů následovalo anglosaské osídlení. V roce 1066 dobyli Anglii Normané. Po skončení válek růží se anglický stát stabilizoval a začal nabývat na síle, což v 16. století vyústilo v anexi Walesu a vytvoření Britského impéria. V průběhu 17. století se role britské monarchie snížila, zejména v důsledku anglické občanské války. V roce 1707 se Anglické a Skotské království sjednotily na základě smlouvy o unii a vytvořily Království Velké Británie. V georgiánské éře byl zaveden úřad ministerského předsedy. Zákony o unii z roku 1800 připojily Irské království a v roce 1801 vzniklo Spojené království Velké Británie a Irska. Většina Irska se od Spojeného království oddělila v roce 1922 jako Irský svobodný stát a v roce 1927 vzniklo současné Spojené království.
Velká Británie se stala první průmyslovou zemí a po většinu 19. a počátek 20. století byla nejvýznamnější světovou velmocí, zejména v období Pax Britannica v letech 1815–1914. Britské impérium bylo po většinu 19. století přední hospodářskou mocností, což bylo podpořeno prosperitou zemědělství, rolí dominantní obchodní země, obrovskou průmyslovou kapacitou, významnými technologickými úspěchy a vzestupem Londýna v 19. století jako hlavního světového finančního centra. V době svého největšího rozkvětu ve 20. letech 19. století zahrnovalo britské impérium téměř čtvrtinu světové rozlohy a populace a bylo největším impériem v dějinách. Její účast v první a druhé světové válce však poškodila hospodářskou moc Británie a celosvětová vlna dekolonizace vedla k osamostatnění většiny britských kolonií.
Spojené království je konstituční monarchií a parlamentní demokracií, hlavou je král, zákonodárnou moc má dvoukomorový parlament. Země má tři různé jurisdikce: Anglie a Wales, Skotsko a Severní Irsko. Od roku 1999 mají Skotsko, Wales a Severní Irsko vlastní vlády a parlamenty, které kontrolují různé decentralizované záležitosti. Spojené království je vyspělou zemí s rozvinutou ekonomikou, patří mezi největší ekonomiky podle nominálního hrubého domácího produktu a je jedním z největších světových vývozců a dovozců. Je jadernou velmocí s jedním z nejvyšších vojenských rozpočtů na světě. Její vliv měkké síly lze pozorovat v právních a politických systémech mnoha jejích bývalých kolonií a britská kultura má stále celosvětový vliv, zejména v oblasti jazyka, literatury, hudby a sportu. Angličtina je nejrozšířenějším jazykem na světě a třetím nejpoužívanějším rodným jazykem. Spojené království je stálým členem Rady bezpečnosti OSN. Je členem Commonwealthu, Rady Evropy, G7, Organizace pro hospodářskou spolupráci a rozvoj, Severoatlantické aliance, Five Eyes. V letech 1973 až 2020 byla členem Evropské unie.

## Název
Současný složitý název britského státu odráží jeho komplikované státoprávní dějiny. Na počátku novověku Anglické království již ovládalo také Wales a Irsko a proces sjednocení dovršil Jakub I. Stuart roku 1603 propojením Skotska a Anglie personální unií. Zákony o unii z let 1706 a 1707 spojily Anglii, Skotsko a Wales do jediného království, anglicky nazvaného Great Britain podle ostrova Velká Británie. O téměř 100 let později zákony o unii Velké Británie a Irska z roku 1800, jež nabyly účinnosti roku 1801, připojením dosavadního Irského království vytvořily United Kingdom of Great Britain and Ireland (Spojené království Velké Británie a Irska). A konečně po osamostatnění většiny Irska roku 1922 se britský stát roku 1927 přejmenoval na United Kingdom of Great Britain and Northern Ireland (Spojené království Velké Británie a Severního Irska).
V angličtině se dnes proto oficiálně odlišuje United Kingdom (Spojené království) jako zkratka plného názvu státu zahrnujícího i Severní Irsko a Great Britain (Velká Británie) jako politický celek složený jen z Anglie, Skotska a Walesu. Podle Geografické sekce OSN, která stanovuje a standardizuje mezinárodní názvy států platné v normě ISO 3166, je jediným oficiálním mezinárodním názvem země United Kingdom of Great Britain and Northern Ireland (Spojené království Velké Británie a Severního Irska), a to zároveň plným i zkráceným. V praxi se však jako zkrácený název obvykle používá United Kingdom, resp. zkratka UK. Například i internetová doména nejvyššího řádu Velké Británie je .uk. Vyskytuje se ovšem i Great Britain, zkratkou GB; pod tímto označením soutěží britští sportovci na olympijských hrách nebo vyjíždějí britské automobily do zahraničí.
I když anglické Great Britain bylo oficiálním názvem jen do roku 1801, v češtině se jako zkrácený název státu ujala jeho česká obdoba Velká Británie a používá se tak i po změně anglického názvu. Ze starších pramenů jen tuto verzi uvádí například Ottův slovník naučný v hesle Britannie Veliká nebo Slovník spisovného jazyka českého v hesle Brit. Do roku 2022 tento název stanovovala jako standardní Názvoslovná komise Českého úřadu zeměměřického a katastrálního a oficiálně ho používá například Ministerstvo zahraničí ČR nebo český web Organizace spojených národů. V roce 2022 změnila Názvoslovná komise Českého úřadu zeměměřického a katastrálního zkrácenou formu na Velká Británie a Severní Irsko. Kromě toho se vyskytuje ještě kratší a méně formální název Británie, například v ustáleném slovním spojení bitva o Británii. Po roce 2000 se ve spisovném projevu častěji začalo jako zkrácený název objevovat i Spojené království, odpovídající anglickému United Kingdom. Tuto variantu například na svém českém webu užívá Evropská unie. Ve všech případech se jako jednoslovné označení obyvatel používá Britové a jako přídavné jméno britský.

## Dějiny

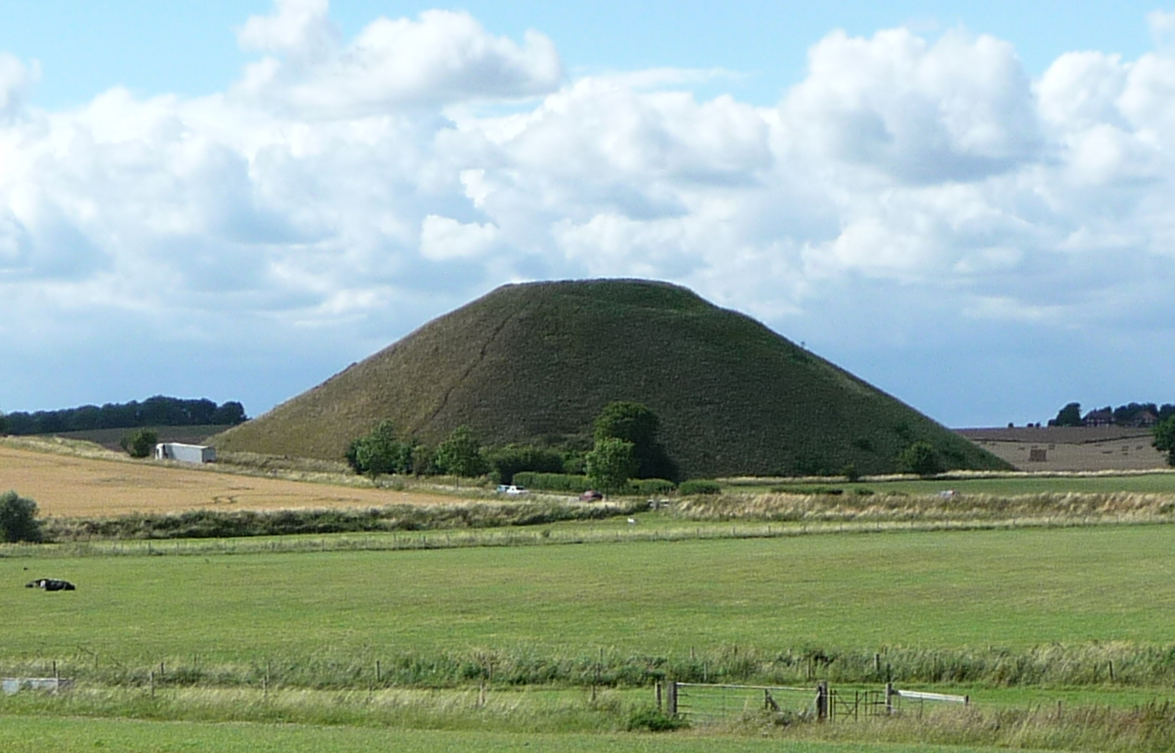
Umělý pahorek Silbury Hill, vytvořen asi 2400 př. n. l.

Ostrov Velká Británie byl v pravěku spojen s evropskou pevninou, migrace suchozemských druhů byla proto snadná a první lidé se zde objevili již před necelým milionem let, jak dokazují nálezy kamenných nástrojů v Happisburghu, připisovaných druhu Homo antecessor. Anatomicky moderní lidé Homo sapiens jsou doloženi nálezem ceremoniálního pohřbu z doby před asi 30 tisíci lety. Poslední doba ledová zřejmě učinila region neobyvatelným pro lidi, stálé osídlení se předpokládá od jejího skončení, asi před 11 700 lety. Před 11 tisíci lety se následkem zvyšující se hladiny oceánu oddělil ostrov Irsko a někdy kolem roku 5600 př. n. l. se potopením šíje zvané Doggerland Velká Británie oddělila od pevniny a vznikly Britské ostrovy v dnešní podobě.
Od neolitu se obyvatelé ostrovů zapojovali do mezinárodního obchodu, exportoval se zejména cín. V době bronzové se zde vyskytoval lid kultury se zvoncovitými poháry, známý i z českých archeologických nálezů, a v jižní Anglii vznikl nejznámější prehistorický monument Velké Británie, komplex menhirů a kamenných kruhů Stonehenge, jehož nejstarší části byly postaveny asi před 5000 lety. Na konci prehistorické doby byly ostrovy obývány keltskými národy, které sem přišly kolem roku 800 př. n. l. a přinesly halštatskou kulturu. Pojem Británie (Βρεταννική) jako první v písemné formě užil řecký mořeplavec Pýtheás z Massalie ve své práci Peri tú Ókeanú (Περί του Ωκεανού), kterou napsal kolem roku 325 př. n. l.

### Starověk a raný středověk: Římané a Anglosasové

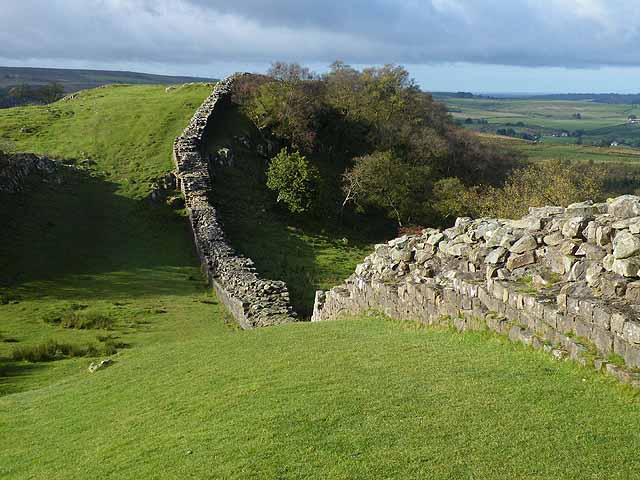
Ruiny Hadriánova valu

Ostrov Velkou Británii, který tenkrát obývaly různé keltské kmeny, napadl Julius Caesar v rámci svého galského tažení dvěma výpravami v letech 55 až 54 př. n. l. Dosadil zde sobě nakloněného krále a začal vybírat tribut. Trvale si Římané jih Velké Británie podrobili Claudiovou výpravou z let 43 až 47 a zorganizovali zde svou provincii (Provincia Britannia, hlavní město nejdříve Colchester, pak Londýn), kterou později za císaře Hadriána opevnili ze severu Hadriánovým valem proti severobritským kmenům, jako byli Piktové. Provincie byla ve 3. století rozdělena na severní Britannia inferior (York) a jižní Britannia superior (Londýn), a počátkem 4. století pak na diecéze Britannia prima (Cirencester), Britannia secunda (York), Flavia caesariensis (Lincoln) a Maxima caesariensis (Londýn). Roku 287 Británii od římské říše odtrhl vzbouřený důstojník Carausius, západní caesar Constantius I. Chlorus ji však roku 296 dobyl zpět. V době římské nadvlády byly Britské ostrovy počínaje 3. stoletím částečně pokřesťanštěny. Baštou křesťanství se stalo zejména Irsko se svou svébytnou mnišskou kulturou. Římskou nadvládu nad Británií v době hroutící se západní části impéria ukončila armádní vzpoura z roku 409, byť zde přinejmenším do 40. let 5. století přetrvaly poměry římské doby.

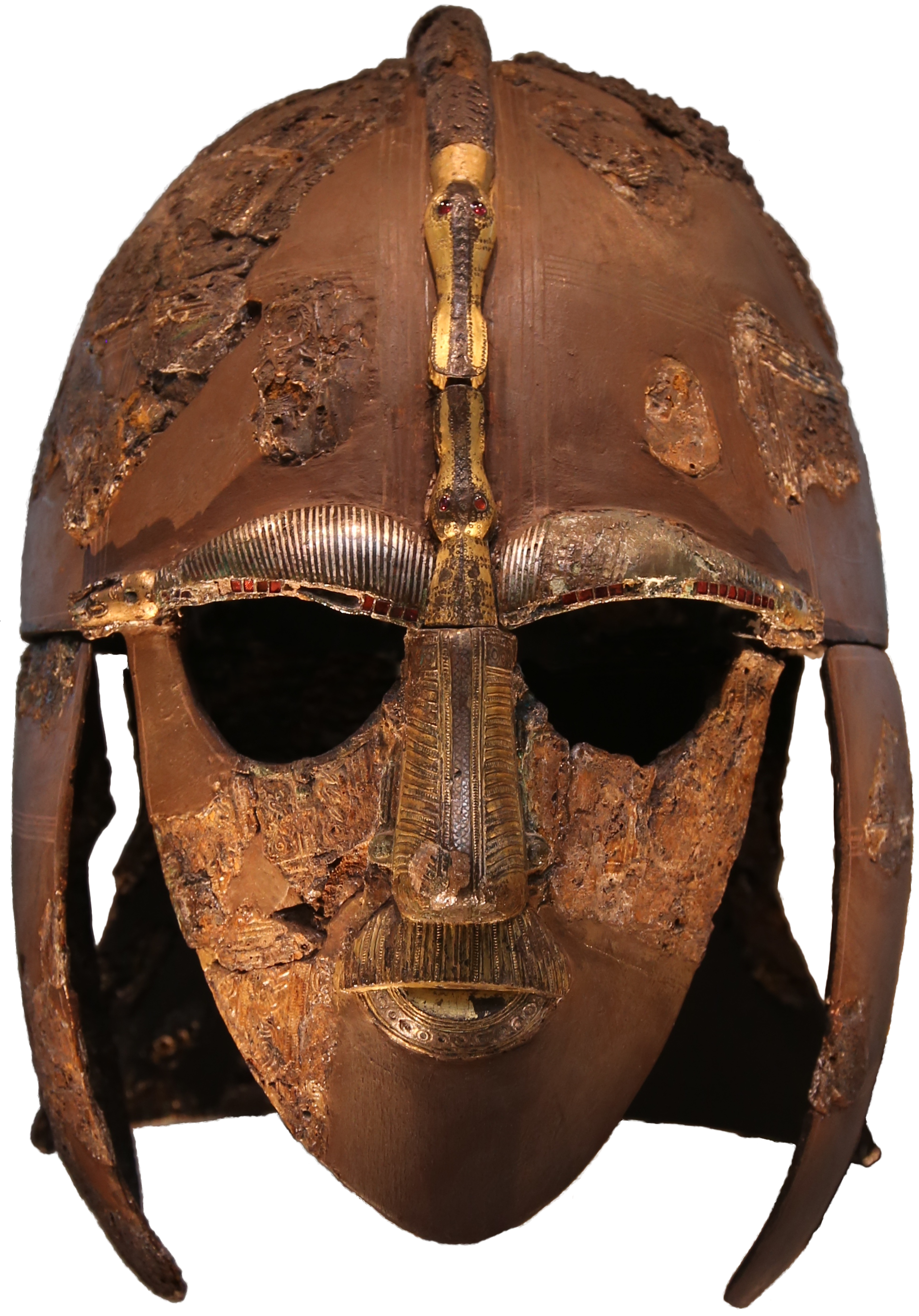
Ceremoniální anglosaská přilbice ze Sutton Hoo, 7. století

Po pádu římské moci v 5. století na ostrovy pronikaly germánské kmeny z dnešního severního Německa, souhrnně označované jako Anglosasové (Anglové, Sasové, Jutové a Frísové). Jejich jazyk je základem dnešní angličtiny. Britské ostrovy byly v té době politicky nejednotné, byly však položeny základy pozdějšího Skotského království, a to v podobě království Dál Riata, vzniklého v 6. století. V 7. století vykrystalizovalo sedm nejdůležitějších anglosaských království v dnešní Anglii, a to Wessex, Sussex, Essex, Northumbrie, Mercie, Východní Anglie a Kent, jejichž vzájemná síla se měnila a vedle kterých zřejmě existovala řada dalších, menších politických celků. Mocný král Offa z Mercie (735–796) se jako první označoval titulem „král Angličanů“.
Anglosaskou epochu v kultuře připomíná například legenda o králi Artušovi a epos Béowulf. V tomto období bylo také dovršeno pokřesťanštění ostrovů, nejprve Irska v 6. století vlivem sv. Patrika a jeho žáků, a pak dalších oblastí hlavně zásluhou iroskotských misionářů. Irské a skotské křesťanství také vytvořilo specifické formy církevního života, soustředěné kolem klášterů, jako byly Lindisfarne a Whitby, jež se staly i centry vzdělanosti. V tomto klášterním prostředí Beda Ctihodný napsal svou kroniku Církevní dějiny anglického lidu, základní zdroj informací o anglických dějinách do roku 731.
Roku 789 došlo k prvnímu nájezdu loupeživých Vikingů (Norů a Dánů) na východní pobřeží Velké Británie a brzy následovaly další, od roku 835 prakticky každý rok. Dánská invaze ve východní Anglii roku 865, kterou vedli Halfdan Ragnarsson a Ivar Bezkostý, pak znamenala začátek trvalé přítomnosti Vikingů v Anglii. Jejich hlavním protivníkem tehdy byl wessexský král Alfréd Veliký, jemuž se podařilo udržet západní část Anglie a založit zde mocenské centrum, jež se po několik dalších generací potýkalo s trvalým tlakem Dánů, leč lze je považovat za počátek anglického království. Králi Athelstanovi se po roce 926 dokonce na čas podařilo podrobit většinu území Velké Británie.

### Normanské období a vrcholný středověk

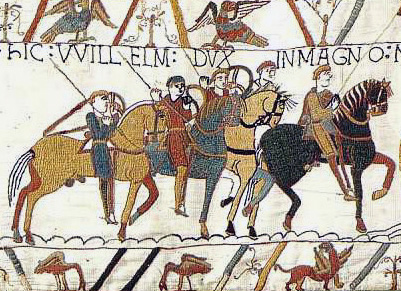
Výjev z tapisérie z Bayeux, popisující bitvu u Hastingsu

Smrt Eduarda Vyznavače roku 1066 přivodila dynastickou krizi, na kterou sousedé anglosaského království, Dánové a Normané, reagovali invazí. Poslední anglosaský král Harold II. odrazil Dány, avšak vylodění normanského vévody Viléma Dobyvatele již nedokázal čelit. Bitva u Hastingsu 14. října 1066 znamenala Haroldovu smrt a podrobení Anglie Normanům. Francouzsky mluvící Normané postupně zabrali velkou část Británie, potlačili a nahradili dosavadní elity, přinesli na ostrovy gotickou kulturu i feudální systém a spojili Velkou Británii do jednoho celku s Normandií, a tím i Francií. Toto spojení existovalo až do roku 1204. Novověcí angličtí dějepisci obvykle hodnotili pofrancouzštění jako národní katastrofu. Neznamenalo však jen úpadek; rostoucí státní správa potřebovala gramotné úředníky, což podnítilo rozvoj sítě škol v čele s nově založenými univerzitami v Oxfordu a Cambridgi.

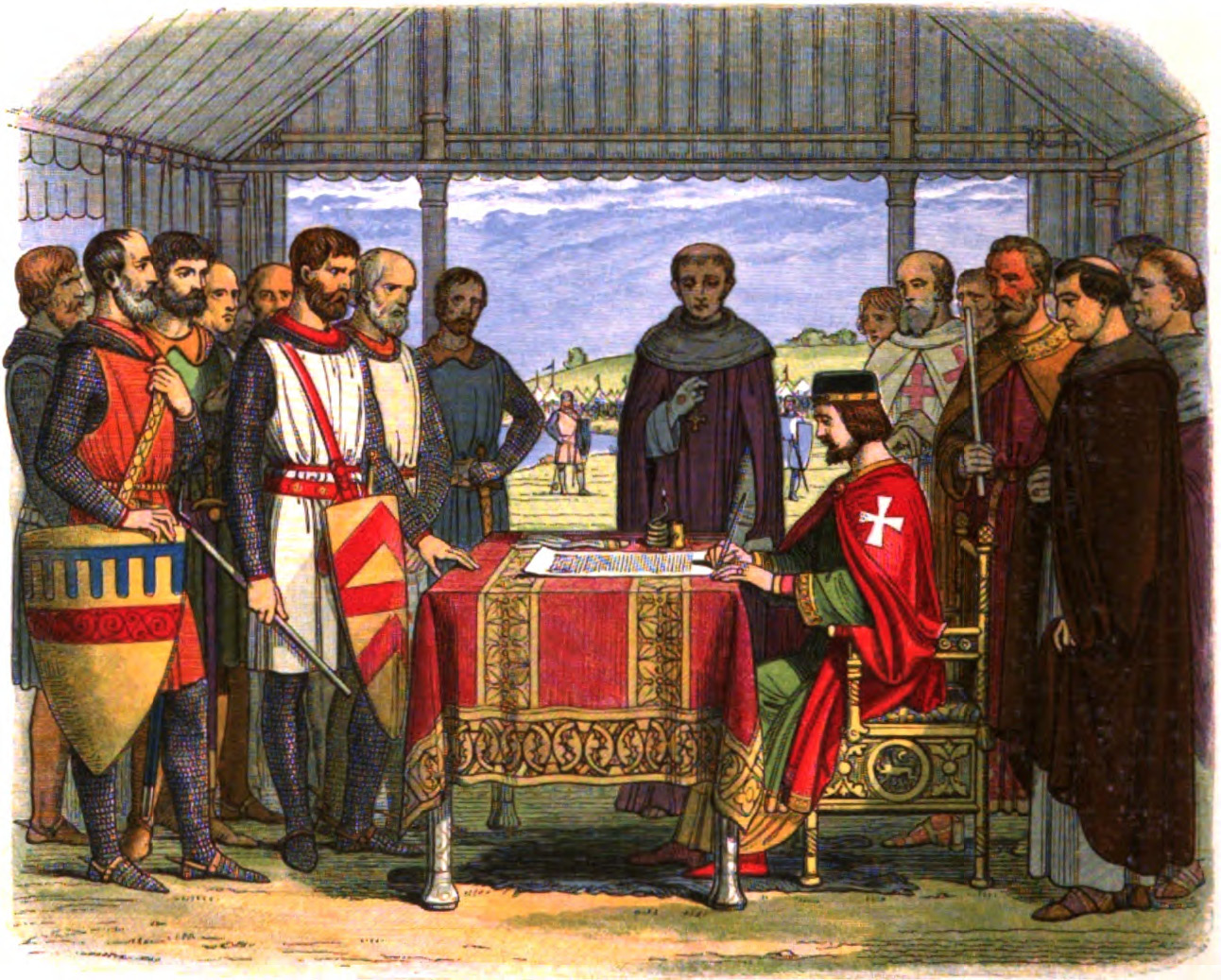
Král Jan Bezzemek podepisuje Magnu chartu

Potopení Bílé lodi (1120) s jediným dědicem trůnu Vilémem Aethelingem na palubě způsobilo vymření normanské dynastie a roku 1154 nastoupila Jindřichem II. do čela anglo-normanské říše dynastie Plantagenetů. Jindřichův stát patřil k nejmocnějším v Evropě, sám Jindřich je však spíše než pro své úspěchy připomínán pro vraždu arcibiskupa Tomáše Becketa, brzy poté kanonizovaného jako mučedníka. Vypuzený irský král Diarmait Mac Murchada si Jindřicha II. přizval na pomoc proti svému konkurentu, jímž byl velekrál Ruaidrí Ua Conchobair, a následující normanská invaze do Irska znamenala začátek nároků anglických vládců na Irsko. Slabý král Jan Bezzemek ztratil počátkem 13. století většinu pevninských držav ve prospěch francouzského krále, a byl pak roku 1215 anglickými velmoži donucen přijmout Velkou listinu práv a svobod (Magna charta libertatum), omezující královskou moc a považovanou někdy za zárodek budoucí britské konstituční monarchie. Eduard I. v letech 1276 až 1284 dobyl pro Anglii Wales, dlouho politicky roztříštěný a až ve 13. století sjednocený knížaty Gwyneddu. Roku 1316 ovládli Skotové za vlády Roberta Bruceho na čas Irsko a Robertův bratr Edward byl prohlášen tamním velkokrálem. Angličané sice Edwarda porazili, ale jejich špatná správa země vedla tak jak tak k tomu, že nároky Londýna na Irsko dlouho zůstávaly jen na papíře.

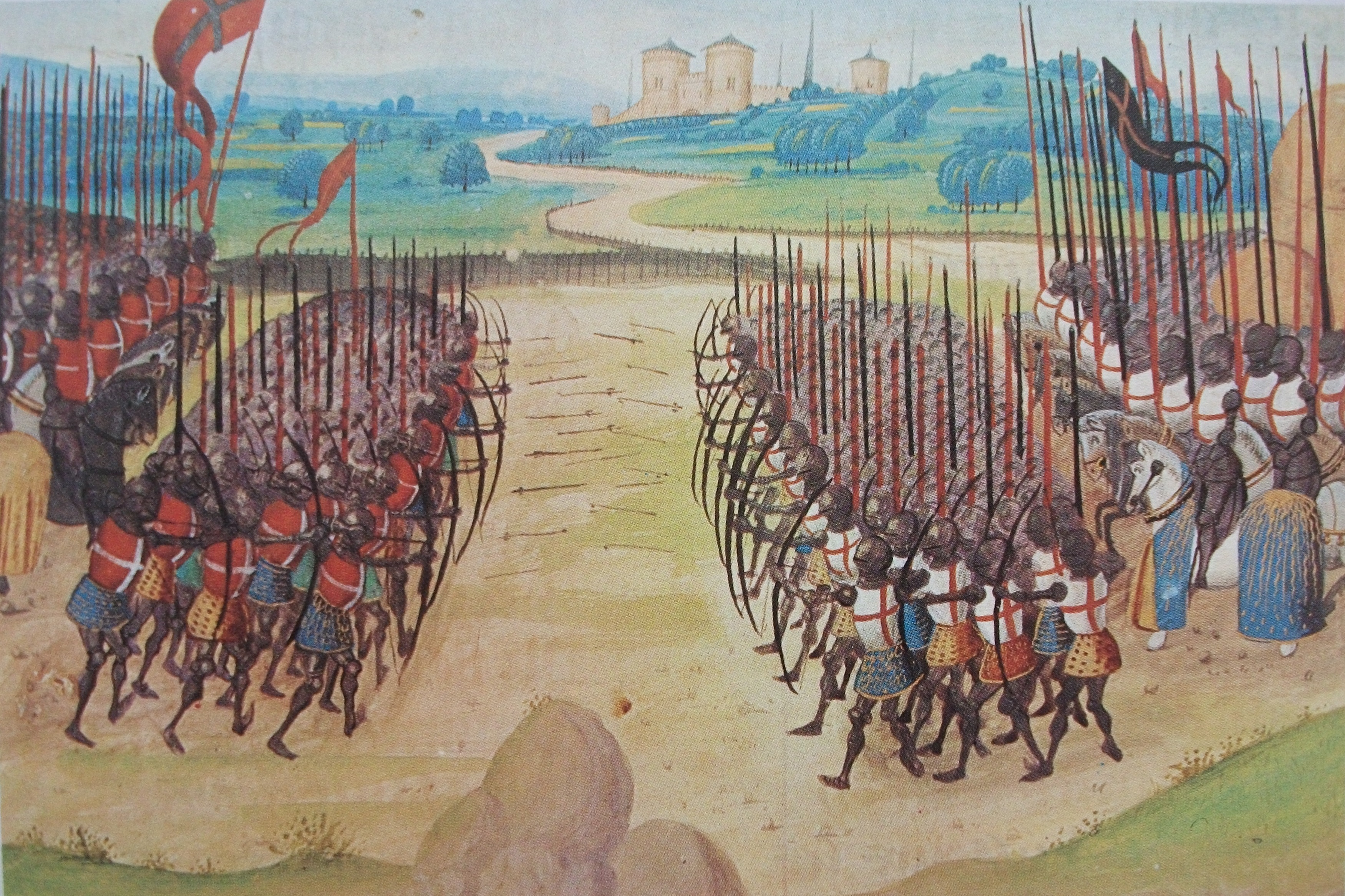
Bitva u Azincourtu

Vymření Kapetovců ve Francii roku 1328 umožnilo anglickému králi Eduardu III. vznést nárok na pařížský trůn. Tím vyvolané politické napětí roku 1337 vyústilo ve stoletou válku s Francií, jež s přestávkami trvala do roku 1453. Přes řadu úspěchů, jako byly bitvy u Kresčaku (1346, padl zde Jan Lucemburský) či u Azincourtu (1415), byli Angličané poraženi a ztratili většinu zbylých držav ve Francii. Černá smrt se na Britské ostrovy dostala roku 1348 a zkosila třetinu obyvatelstva Anglie; Chaucerovy Canterburské povídky ilustrují, že po ní se prostým lidem začalo žít o něco lépe. Následkem sesazení tyranského Richarda II. (jeho první manželkou byla česká princezna Anna Lucemburská) roku 1399 a neúspěchu ve stoleté válce nastaly spory o následnictví, jež později vyústily v boje o trůn mezi dvěma větvemi Plantagenetů, Lancastery a Yorky, označované podle květů v erbech obou rodů jako války růží (1455–1487). Bitva u Bosworthu, v níž padl Richard III. z rodu Yorků, války růží ukončila nástupem nové dynastie: v osobě Jindřicha VII. na anglický trůn usedli Tudorovci.

### Raný novověk: Tudorovci a Stuartovci

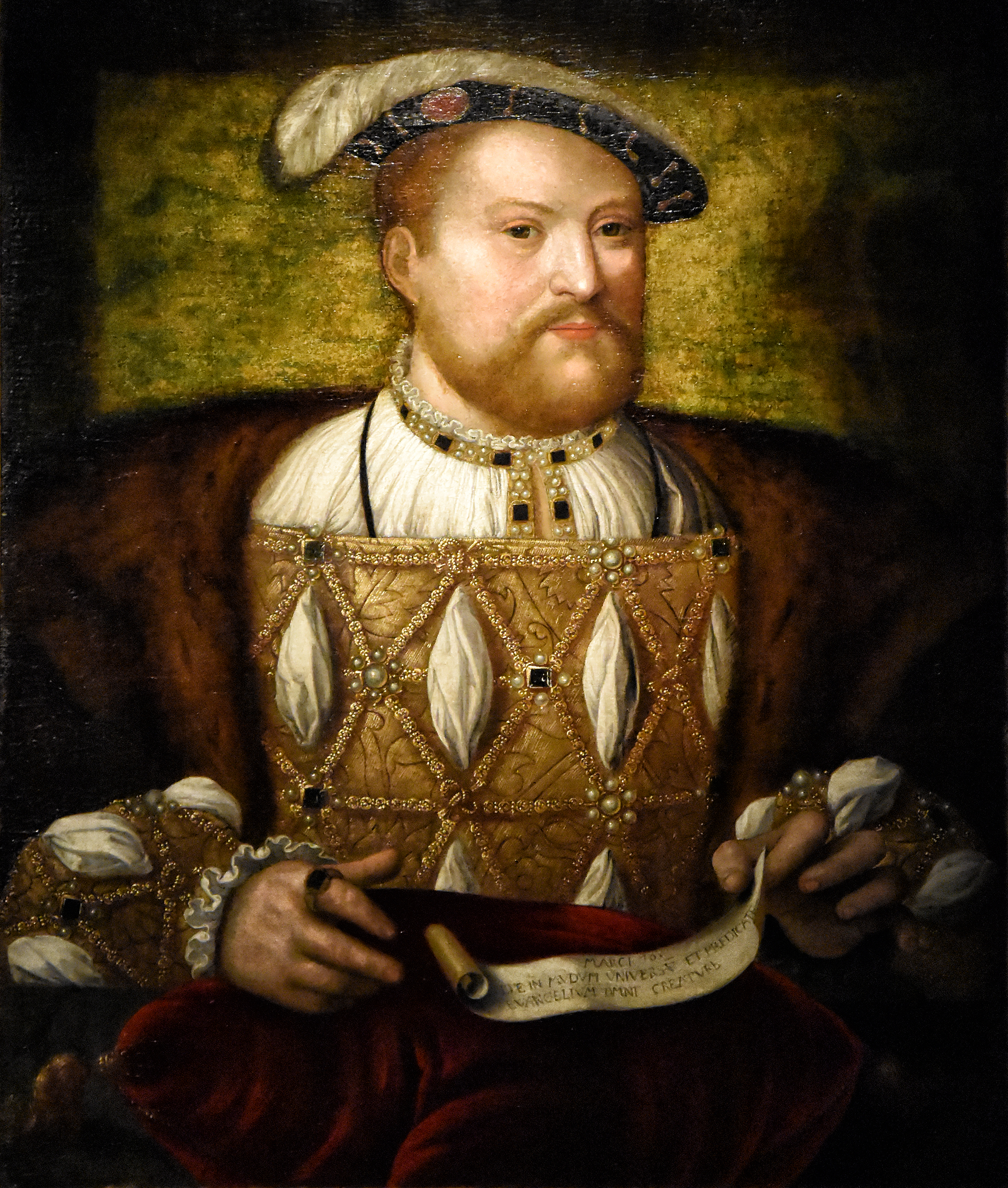
Jindřich VIII.

Po století válek se v renesanční Anglii poněkud stabilizovalo hospodářství a šířila se gramotnost, což souviselo i s nástupem knihtisku. Ustálil se také spisovný jazyk na základě středoanglického nářečí. V době počínající reformace se Jindřich VIII. vzepřel papeži, aby dosáhl rozvodu s Kateřinou Aragonskou (měl pak ještě pět dalších manželek; dvě z nich nechal popravit, stejně jako například významného humanistu a svého kancléře Thomase Mora, který bránil rozkolu s papežstvím). Tím Jindřich VIII. roku 1534 zahájil anglickou reformaci a zároveň ustavil absolutistickou monarchii, v níž světská i duchovní moc pochází od krále. Vnitrostátní náboženské konflikty pak ovlivňovaly britské dějiny až do 19. století a v Irsku až do současnosti, protože – nemluvě o dalších církvích a sektách – v Anglii a Walesu se prosadila státní Anglikánská církev, ve Skotsku radikálnější kalvinistická Skotská církev a Irsko zůstalo převážně katolické. V letech 1536 a 1543 bylo dovršeno státoprávní spojení Anglie a Walesu a roku 1541 si Jindřich VIII. místo dosavadního „pána Irska“ udělil titul „krále Irska“, čímž ovšem narušil představu jednotného státu a připravil půdu budoucímu irskému nacionalismu.

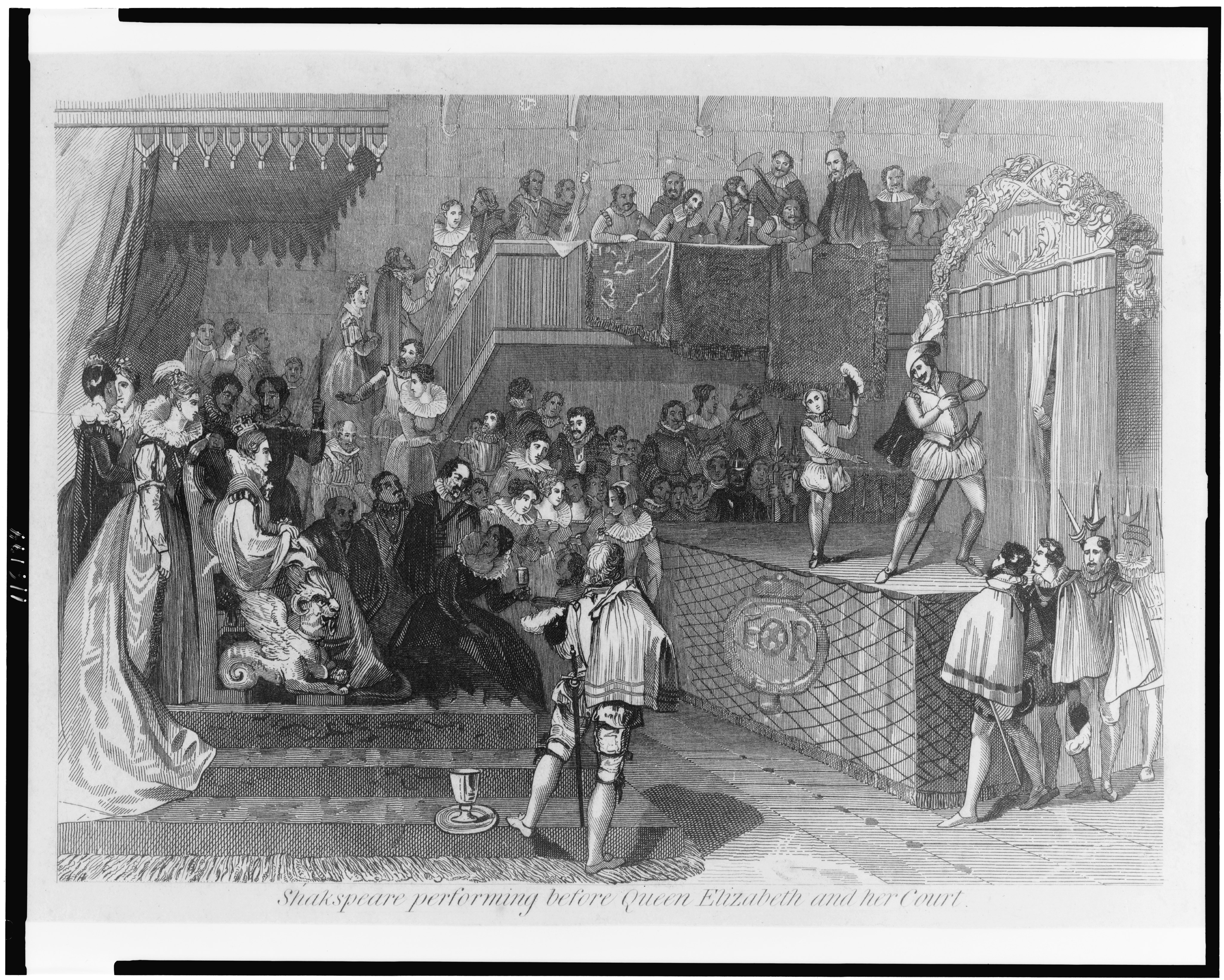
Alžběta I. na představení Williama Shakespeara

Po smrti patnáctiletého Eduarda VI. se na anglickém trůně vystřídaly tři ženy. Jana Greyová vládla jen devět dní, než ji svrhla Marie I., jež se neúspěšně pokusila vrátit Anglii ke katolictví a svými brutálními metodami si vysloužila přízvisko Krvavá. Protestantka Alžběta I. pak vládla 44 let a do její vlády připadá odražení španělského pokusu o invazi, znamenající počátek dlouhodobé britské námořní převahy nad ostatními velmocemi, a také kulturní rozkvět, jehož nejznámějším představitelem byl dramatik William Shakespeare. Anglie si tehdy nárokovala první zámořská území objevená mořeplavci, jako byli Martin Frobisher, Walter Raleigh a Francis Drake, a roku 1600 vznikla Východoindická společnost pro obchod s Dálným Východem. Alžbětou Tudorovci vymřeli a trůn roku 1603 zdědil skotský král Jakub VI. Stuart, jenž pak Anglii vládl jako Jakub I. Později zákony o unii z roku 1707 Skotsko s Anglií spojily do unitárního Království Velké Británie.

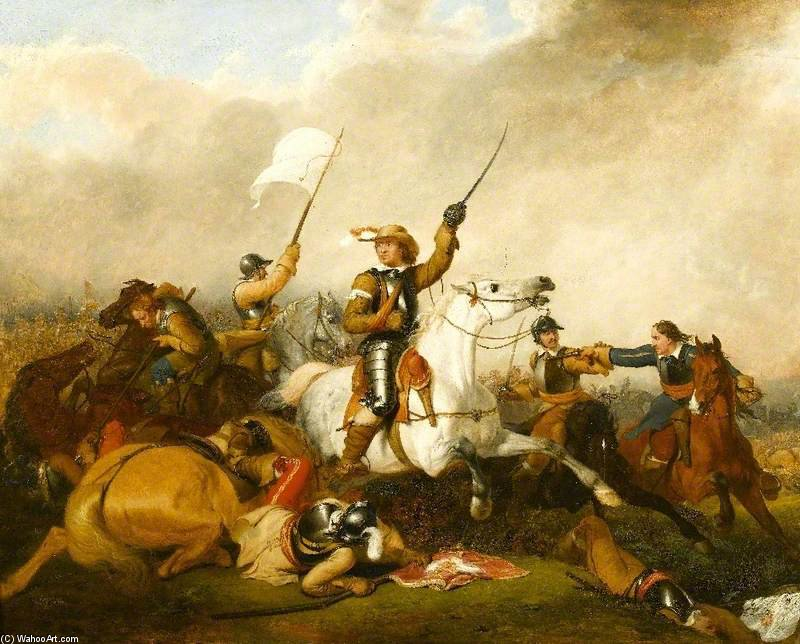
Oliver Cromwell v bojích občanské války

Mezitím ovšem ostrovy prošly velmi bouřlivým sedmnáctým stoletím. Ekonomické a náboženské rozpory, jež Stuartovci zdědili z předchozí epochy, vedly ke třem občanským válkám let 1642–1651, popravě krále Karla I. (1649), dočasnému vyhlášení Anglické republiky a protektorátu Olivera Cromwella. Restaurace Karla II. na anglický trůn (1660) ovšem neznamenala klid; jeho vládu zastínily katastrofy jako mor (1665), požár Londýna (1666) nebo porážka Nizozemci (1665–1667). Dalšího krále, katolíka Jakuba II., svrhla slavná revoluce vedená radikálními protestanty roku 1688. Na trůn se dostal protestant Vilém III. Oranžský a následující masakry katolíků v Irsku zůstávají dodnes v paměti Irů. Anna Stuartovna, jež vládla po Vilémovi do roku 1714, byla poslední členkou svého rodu na anglickém trůnu.
Dědictvím 17. století bylo mimo jiné oslabení královské moci a výrazné posílení parlamentu, jenž po roce 1694 musel být svoláván každé tři roky, jakož i posílení tisku a veřejného mínění. Již před slavnou revolucí se ustavily zárodky prvních politických stran, whigů a toryů. Fyzika a matematika dosáhla značný pokrok dílem Isaaca Newtona, jehož Principia vyšla roku 1687.

### Osmnácté a devatenácté století: Hannoverská dynastie

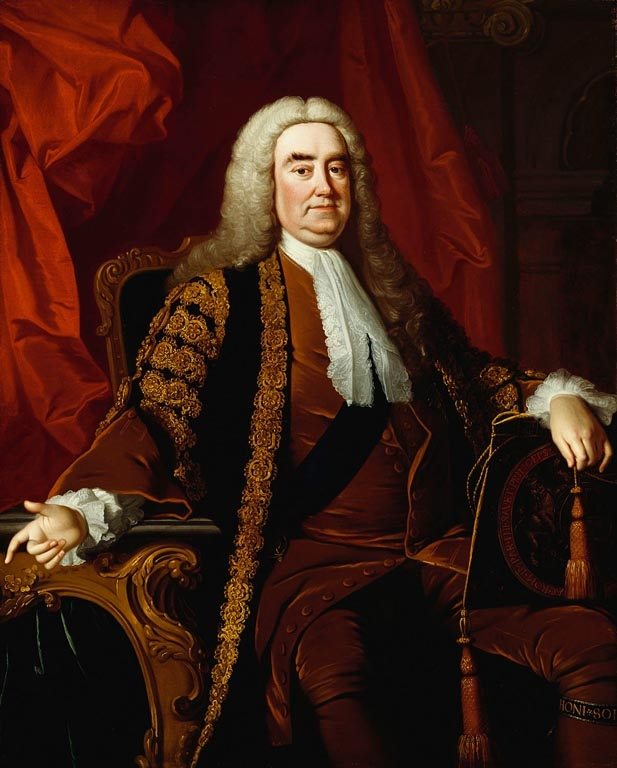
Robert Walpole, první ministerský předseda Británie

Zákon o nástupnictví (1701) vyloučil katolické Stuartovce z dědictví trůnu, a tak roku 1714 britskou korunu získal hannoverský kurfiřt Jiří I. Jeho dynastii zpočátku ohrožovala jakobitská povstání, vznikající již od roku 1688 na podporu svrženého Jakuba II. a jeho dědiců, ta však skončila bitvou u Cullodenu (1745), poslední regulérní pozemní bitvou na půdě Velké Británie. Povaha vykonávání moci se začala proměňovat, když se whig Robert Walpole stal po burzovním krachu roku 1720 nejmocnějším ministrem, prvním z řady britských premiérů. Panovník zůstal ceremoniální hlavou státu, zatímco hlavní výkonnou moc získal ministerský předseda a jím vedená vláda. Vznikl takzvaný westminsterský systém, jenž se pak spolu s anglosaským právem rozšířil do mnoha zemí v britské sféře vlivu. Whigové pak řídili Velkou Británii až do roku 1770, kdy se premiérem stal lord North, toryovský politik připomínaný jako ten, kdo ztratil většinu kolonií v Severní Americe.

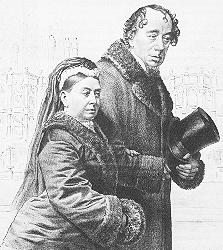
Královna Viktorie v doprovodu Benjamina Disraeliho, zakladatele Konzervativní strany

K dalším britským politikům 18. století patřili podporovatel kolonialismu William Pitt, který Británii provedl sedmiletou válkou, a jeho syn William Pitt mladší, který ji řídil do roku 1806. Po neúspěšném irském povstání z roku 1798 bylo zákony o unii Velké Británie a Irska s účinnosti od roku 1801 zrušeno Irské království, které bylo připojeno k Velké Británii, čímž vzniklo Spojené království Velké Británie a Irska. Roku 1830 prosadil premiér Charles Grey první významnou reformu voleb, jež dala volební právo asi 14 % dospělých mužů, zatímco předtím mohlo volit méně než 10 % mužů. Později proběhly další reformy volebního a politického systému, takže roku 1885 smělo volit již asi 56 % dospělých mužů. Velký irský hladomor z konce 40. let 19. století, při kterém vláda Roberta Peela neposkytla strádajícím lidem – zejména katolíkům – dostatečnou pomoc, měl kolem milionu obětí. To podpořilo irský nacionalismus, z něhož vzešlo separatistické hnutí feniánů, uchylující se k terorismu. Benjamin Disraeli, jediný britský premiér židovského původu, zformoval na toryovské základně moderní Konzervativní stranu, jejímž dalším vůdčím představitelem byl Robert Cecil. Disraeliho dlouholetý rival William Gladstone, jenž vedl několik vlád od 60. do 90. let 19. století, byl hlavním představitelem Liberální strany, druhé velké politické síly té doby.

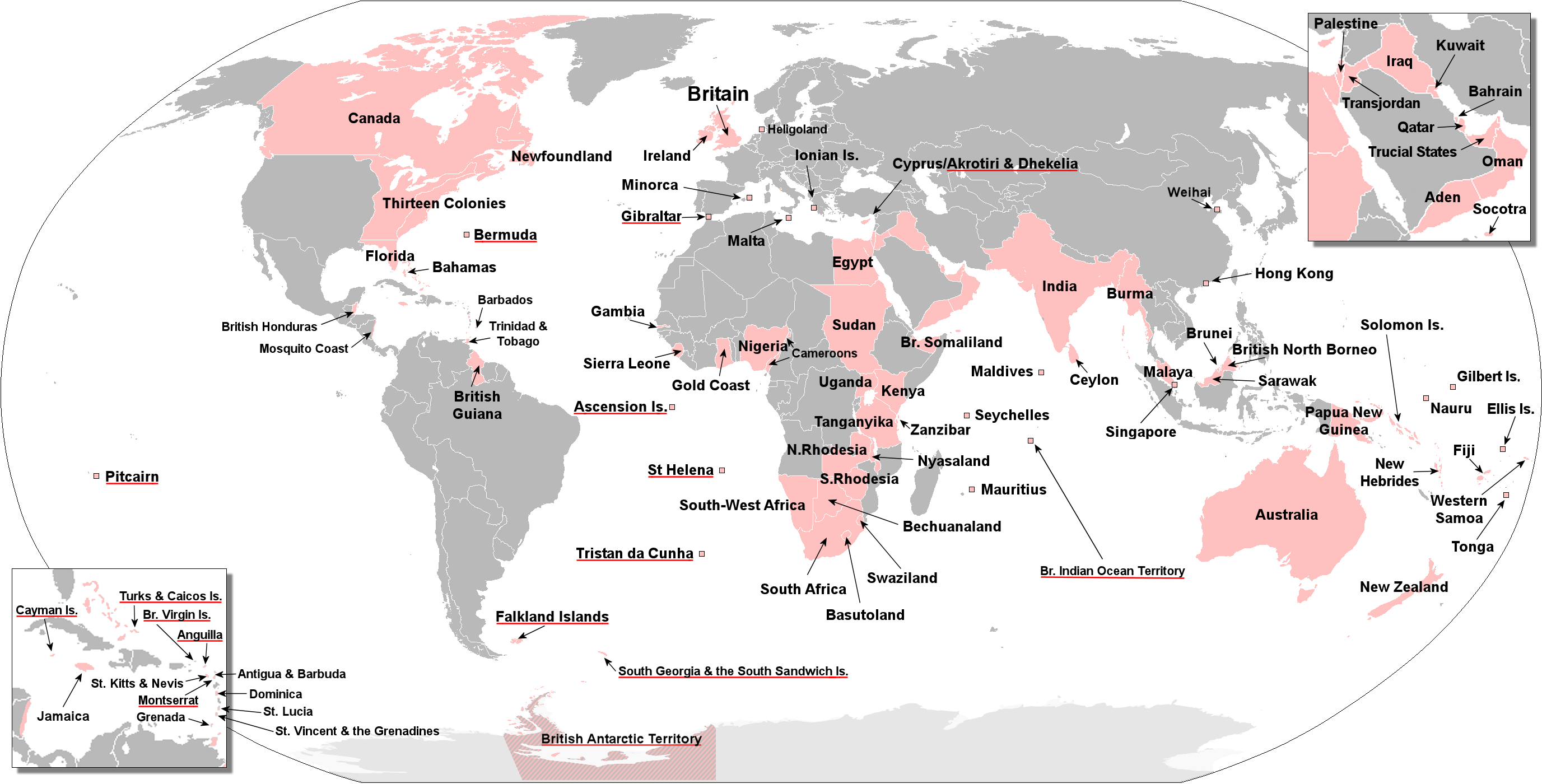
Mapa zeměkoule s červeně vyznačenými regiony, které někdy ovládala Velká Británie, a jejich anglickými názvy. Červeně podtržené jsou názvy těch regionů, které patří Británii doposud.

Mezinárodní postavení Velké Británie, posílené úspěchem ve válce o španělské dědictví a po ní následujícím utrechtským mírem (1713), umožnilo další koloniální expanzi v zámoří. „První Britskou říši" v Severní Americe rozbila americká revoluce: třináct kolonií se roku 1776 odtrhlo, odrazilo britská intervenční vojska a založilo Spojené státy americké. Pozornost Britů se tak upřela na další kontinenty. Již roku 1770 mořeplavec James Cook prohlásil Austrálii za britské území.

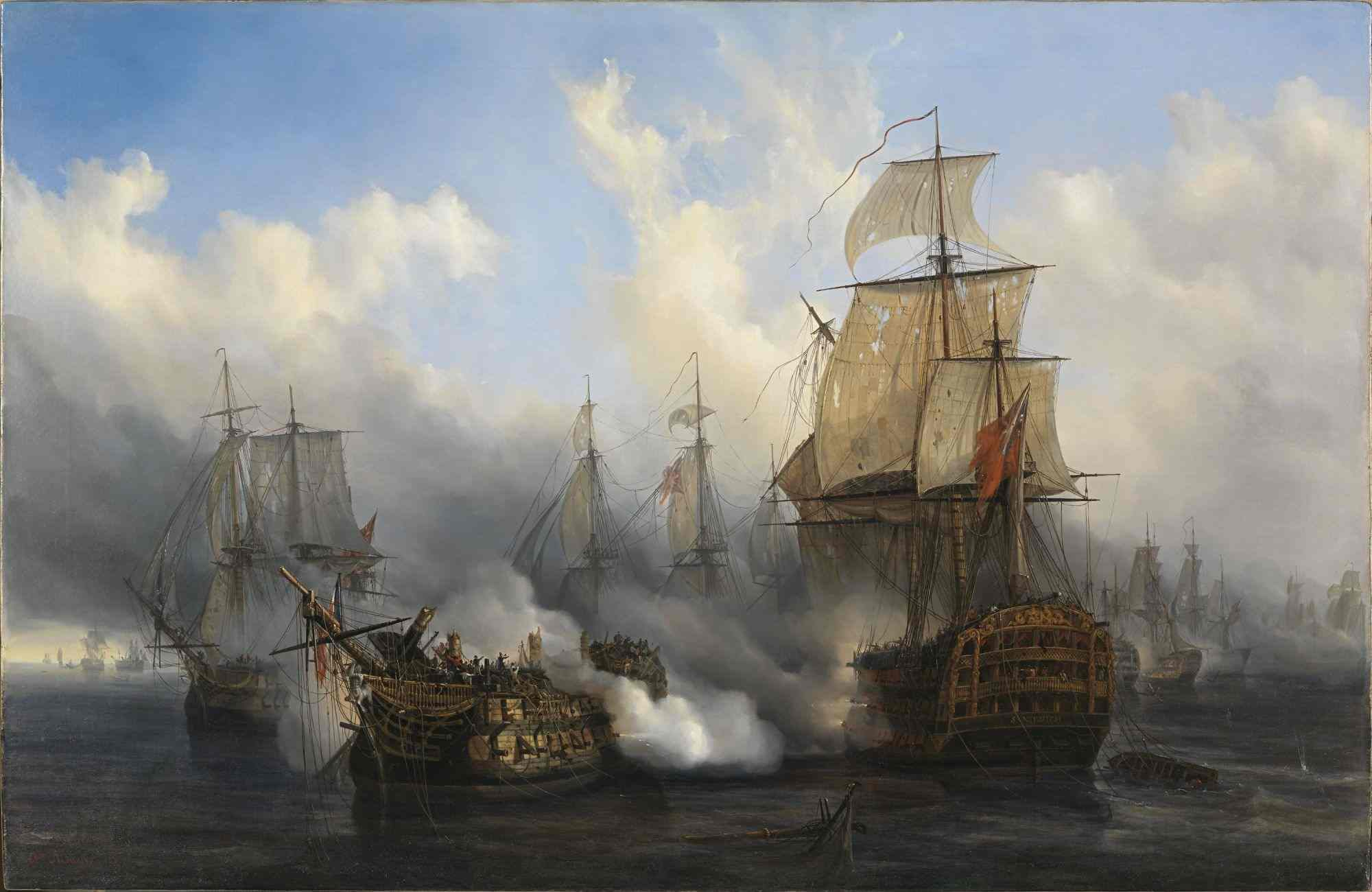
Bitva u Trafalgaru

Během napoleonských válek zvítězil viceadmirál Horatio Nelson v námořní bitvě u Trafalgaru roku 1805, na jejímž konci sám zahynul. Vévoda z Wellingtonu a pruský maršál Blücher dokonali Napoleonovu zkázu u Waterloo roku 1815. Velká Británie již předtím obstála v Napoleonově kontinentální blokádě. Spojené království stojící v čele Britského impéria pak zůstalo po celé 19. století nejmocnějším státem světa. Ve své „skvělé izolaci“ se nevázalo žádnými pakty; jeho jediným vážnějším soupeřem bylo Ruské impérium, s nímž hrálo tzv. „velkou hru“ o Střední Asii. V letech 1854–1856 se Velká Británie zúčastnila Krymské války, ve které podpořila Turecko v boji proti Rusku. Britská Východoindická společnost svou soukromou armádou ovládla rozsáhlá území v Britské Indii, kterou ovšem po velkém indickém povstání (1857–1859) musela předat britské koruně. Ke konci dlouhé vlády královny Viktorie (1837–1901) na konci 19. století se Britové úspěšně účastnili i dělení Afriky a získali tam řadu kolonií od Egypta se Suezským průplavem na severu až po území současné Jihoafrické republiky na samém jihu kontinentu.

#### Zemědělská a průmyslová revoluce

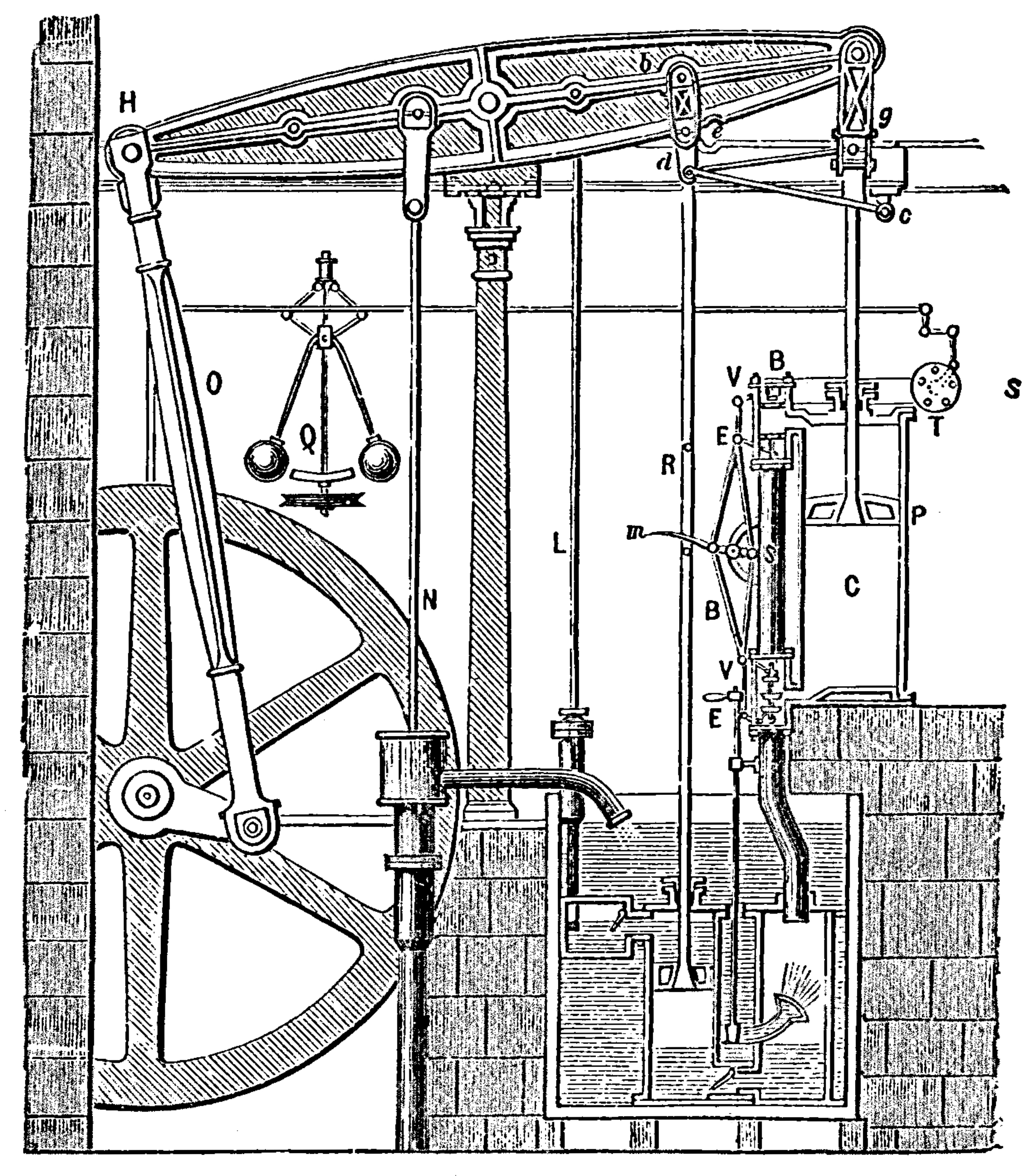
Nákres Wattova parního stroje z roku 1784

Kolem poloviny 18. století začala v Británii zemědělská a průmyslová revoluce, která se odtud později šířila do jiných zemí Evropy i ostatního světa. V jejím čele stáli podnikatelé a inženýři jako Josiah Wedgwood a Isambard Kingdom Brunel. Rozvoj průmyslu vyžadoval a podnítil vynálezy jako byly tkalcovský stav s létajícím člunkem, dopřádací stroj či mykací stroj (Richard Arkwright, 1733, 1769, 1775), průmyslově použitelný parní stroj (pracovali na něm mj. Thomas Newcomen, 1712, a James Watt, 1765), portlandský cement (Joseph Aspdin, 1824), parní lokomotiva (Richard Trevithick, 1804, a George Stephenson, 1825) nebo Bessemerův proces výroby oceli (Henry Bessemer, 1856).
Ruku v ruce s tím šel rozmach věd. A to jak přírodních, jež zastupovali například biolog Charles Darwin či fyzikové Michael Faraday a James Clerk Maxwell, tak i humanitních, v nichž dala Británie světu významnou myšlenkovou školu zvanou skotské osvícenství (David Hume, ekonom Adam Smith a další) i řadu osobností jako byli John Stuart Mill nebo Francis Galton. Velká Británie se na čas stala „dílnou světa“. Ke sporným stránkám britské ekonomiky patřil obchod s otroky (v Británii však zakázán již roku 1807) a vůbec špatné zacházení s domorodými národy, nebo bezohledné vykořisťování dělníků, jaké na britské půdě kritizovali například Friedrich Engels a Karl Marx. Velmi problematické byly opiové války, jimiž si Britové vynutili právo dodávat své opium na čínský trh.

#### Kulturní rozvoj

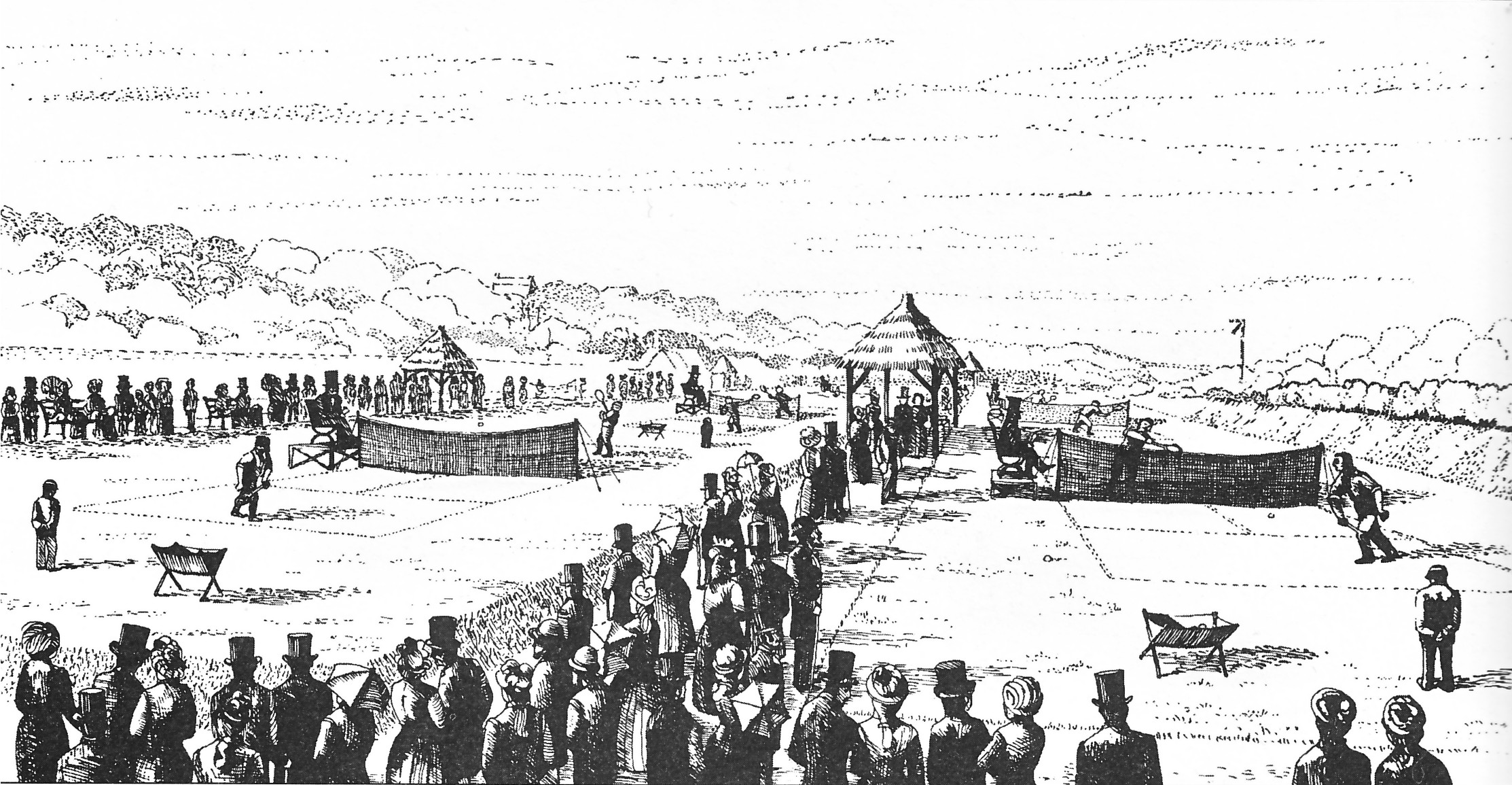
První tenisový turnaj ve Wimbledonu roku 1877

Kulturní a vnitropolitické dějiny Británie obvykle rozlišují georgiánské období od Jiřího I. po Jiřího IV. (1714–1830), často se zahrnutím vlády Viléma IV. do roku 1837, a navazující viktoriánské období za vlády královny Viktorie do roku 1901. Georgiánská kultura prošla od doznívajícího baroka a klasicismu po romantismus a novogotiku, která pak pod vlivem teoretika umění Johna Ruskina dominovala viktoriánské architektuře.
Ve Velké Británii 18. a 19. století působili mistři všech druhů tehdejšího umění, od původem německého skladatele Georga Friedricha Händela po předchůdce impresionismu malíře Williama Turnera. Významná je zejména tvorba literátů: tvořili zde básníci jako Lord Byron, Percy Bysshe Shelley, William Blake a skotský bard Robert Burns, romanopisci jako Jane Austenová, Charles Dickens, William Makepeace Thackeray či Walter Scott, dramatici jako Oscar Wilde, satirici jako Jonathan Swift i průkopníci dětské a zábavné literatury jako Lewis Carroll (Alenka v říši divů), Arthur Conan Doyle (Sherlock Holmes) a Rudyard Kipling (Mauglí). Významný deník The Times vznikl roku 1785, ke konci viktoriánského období se objevila i bulvárnější periodika jako Daily Mail (1896). Británie byla také průkopnicí moderního sportu a sportovní termíny proto z angličtiny přecházely do jiných jazyků včetně češtiny – například tenis, fotbal, hokej, gól, žokej i samo slovo „sport“.

### Od začátku 20. století do meziválečného období

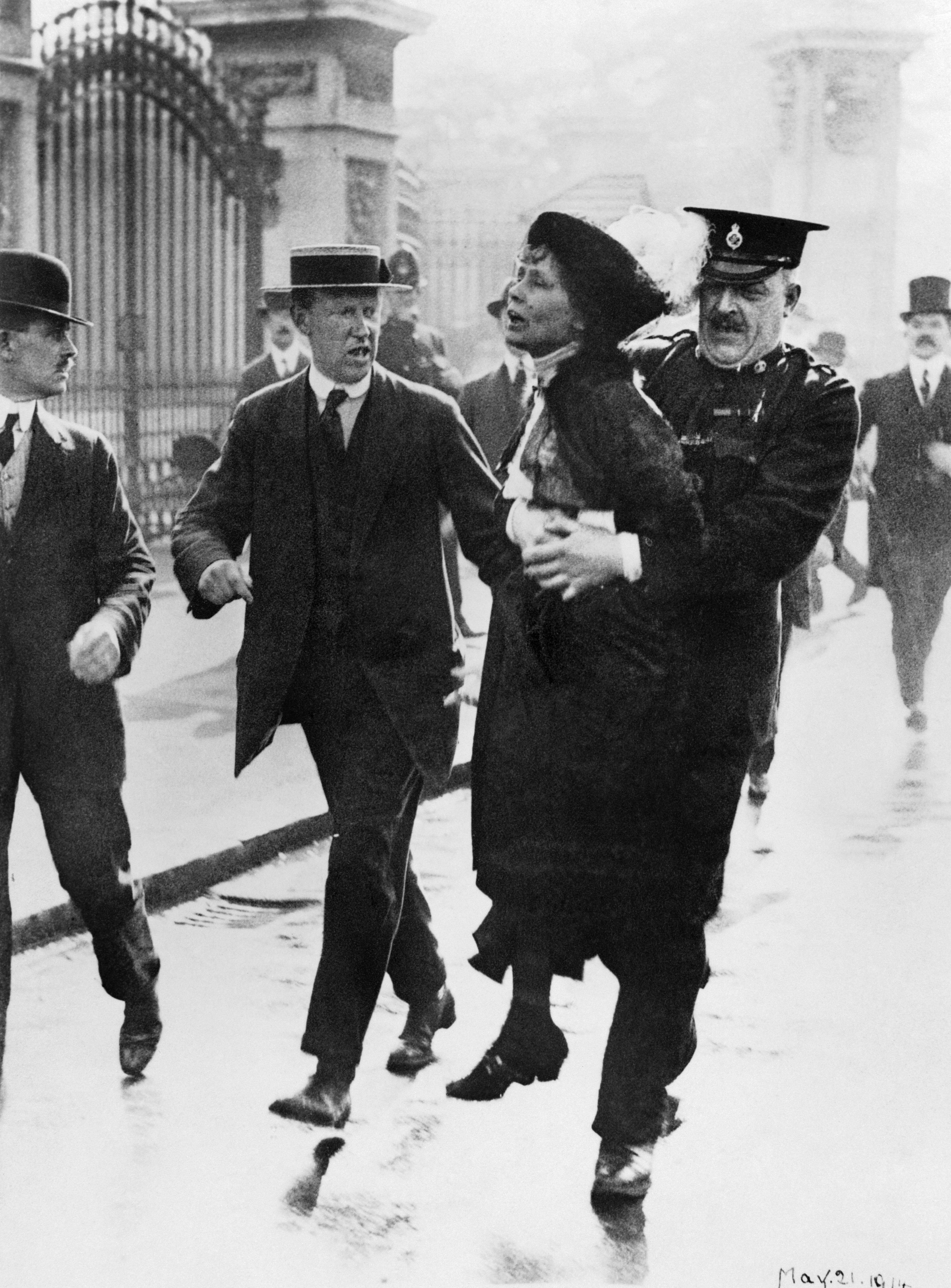
Zadržení sufražetky Emmeline Pankhurstové roku 1914

Eduardovské desetiletí (podle Eduarda VII., vládl 1901–1910) a navazujících několik posledních roků evropského míru bylo vnitropoliticky poznamenáno tlakem na další demokratizační reformy. Liberálové, kteří vládu převzali roku 1906, položili základy britského sociálního státu, čímž reagovali na požadavky odborů a sílící levicové labouristické strany. Britské sufražetky, jako byla Emmeline Pankhurstová, bojovaly za volební právo žen, avšak premiér Herbert Henry Asquith dokázal jejich požadavkům vzdorovat. Vlády se nadále potýkaly s irskou otázkou. Zahraniční politika byla poznamenána zvýšeným mezinárodním napětím, zejména konkurencí stále sílícího Německa, na což Britové reagovali posilováním vojenského loďstva i Srdečnou dohodou s Francií a Trojdohodou zahrnující také Rusko. Morálku a pověst britských vojsk ovšem pošramotily búrské války proti jihoafrickým bělošským osadníkům, jež sice Británie roku 1902 vyhrála, ale jen díky ohromné početní převaze a použití brutálních prostředků včetně koncentračních táborů.

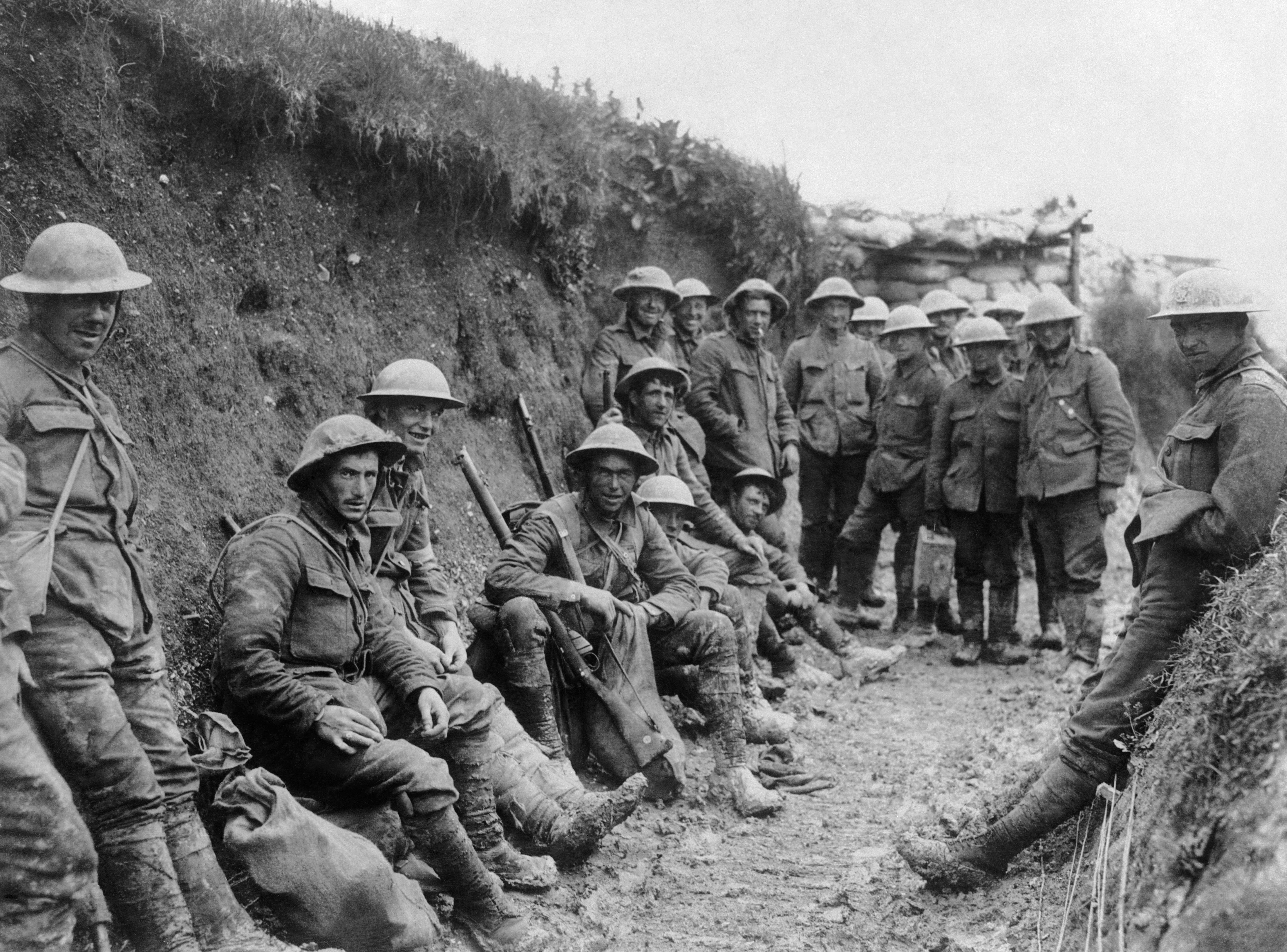
Britští vojáci během bitvy na Sommě v první světové válce

Konflikt Rakouska-Uherska a Srbska v létě 1914 se velmocím nepodařilo vyřešit ani omezit, postupně se zapojovaly další státy, až 4. srpna i Velká Británie vyhlásila válku Německu poté, co přepadlo Belgii. První světová válka (1914–1918) byla na západní frontě zákopová a opotřebovávací a Britové bojující po boku Francouzů zde utrpěli mnohasettisícové ztráty. Mnoho padlých přinesla také bitva o Gallipoli (1915–1916), katastrofální pokus ovládnout Dardanely. Roku 1916 premiéra Asquitha vystřídal jeho stranický kolega David Lloyd George, který sestavil vládu velké koalice a v duchu totální války zaměřil všechny síly země na boj. V září 1916 Britové na Sommě nasadili vozy Mark I, první bojeschopné tanky světa. Až na německé bombardování (zprvu vzducholoděmi, později letadly) se boje Britským ostrovům vyhnuly, víc lidí tam zemřelo na epidemii španělské chřipky. Británie patřila k vítězům války, avšak za cenu více než 850 000 padlých.

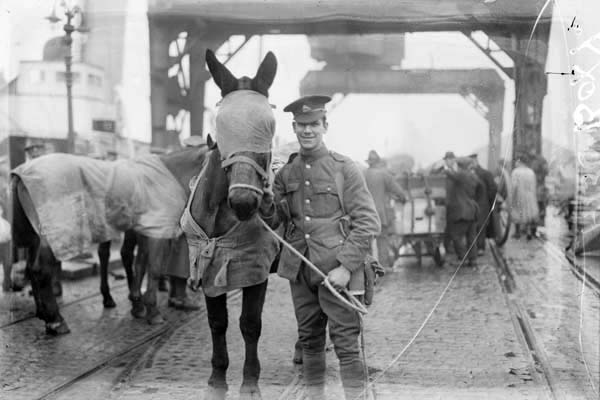
Britská armáda opouští roku 1921 Irsko

Britské impérium dosáhlo své největší velikosti v roce 1921 získáním mandátu nad bývalými německými a osmanskými územími. Válka však podpořila nacionalismus a separatismus v mnoha jeho částech. V Irsku již roku 1916 proběhlo velikonoční povstání a roku 1919 vypukla partyzánská britsko-irská válka mezi britskými ozbrojenými silami a Irskou republikánskou armádou poté, co hlavní irská strana Sinn Féin vyhlásila nezávislost ostrova. Příměří bylo přijato roku 1921 a následující rok vznikl Irský svobodný stát. Jen část irské provincie Ulster, kde většinu obyvatel tvořili protestantští loajalisté, zůstala součástí Spojeného království jako Severní Irsko.
Válka přinesla mnoho změn ve společnosti a politice. Ženy, jež za války musely přebírat mnoho tradičně mužských činností, získaly volební právo: část žen mohla volit již od roku 1918 a plné rovnoprávnosti u volebních uren dosáhly roku 1928. Liberální stranu, jejíž premiéři boje řídili, brzy po válce z parlamentu vytlačili labouristé. Již poválečné pravicové vlády posilovaly sociální stát, zejména program podpory sociálního bydlení. Prvním labouristickým premiérem se stal Ramsay MacDonald roku 1924, nejdelší dobu v meziválečném období však vládl konzervativec Stanley Baldwin.

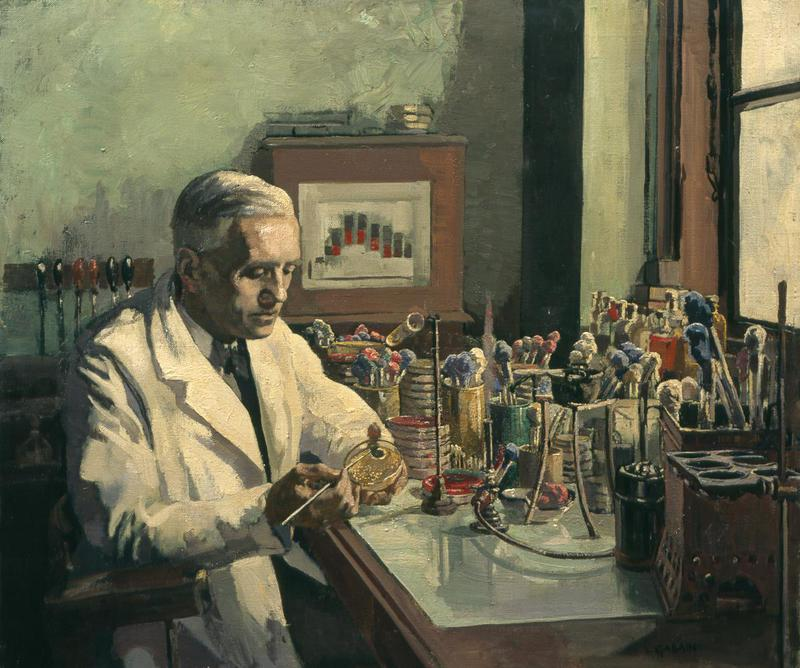
Alexander Fleming objevil roku 1928 penicilin

Umění se kolem roku 1900 rychle měnilo pod vlivem kontinentálních vlivů, jako byl impresionismus, secese a později abstraktní umění. K britským hudebním skladatelům patřil Edward Elgar, k dramatikům George Bernard Shaw, modernismus v literatuře rozvíjeli například James Joyce a Virginia Woolfová. Objevila se nová média: film, k jehož průkopníkům patřil Robert W. Paul, měl mezi svými hvězdami i anglického komika Charlieho Chaplina. Bezdrátové vysílání ovlivnila BBC (1922), první mezinárodní rozhlasová vysílací síť. Ta také roku 1936 poprvé vyzkoušela televizní vysílání na základě technologie skotského vynálezce Johna Logieho Bairda; širší použití však tento vynález dosáhl až po druhé světové válce. K tehdejším britským vědcům patřili například objevitel penicilínu (1928) Alexander Fleming nebo otec jaderné fyziky Ernest Rutherford. Významnou událostí dobového sportu byly Letní olympijské hry 1908 v Londýně.
Velká hospodářská krize zasáhla Británii roku 1931. V Německu dovedla k moci nacisty, které se Baldwinovo a později Chamberlainovo vedení snažilo usmířit politikou appeasementu. Runcimanova mise do českého pohraničí v létě 1938 připravila půdu pro Mnichovskou dohodu, snahu Velké Británie a Francie uspokojit Německo územními ústupky vynucenými na Československu. „Mír pro naši dobu“, jak Mnichov vnímal Neville Chamberlain, však vydržel jen necelý rok.

### Od druhé světové války

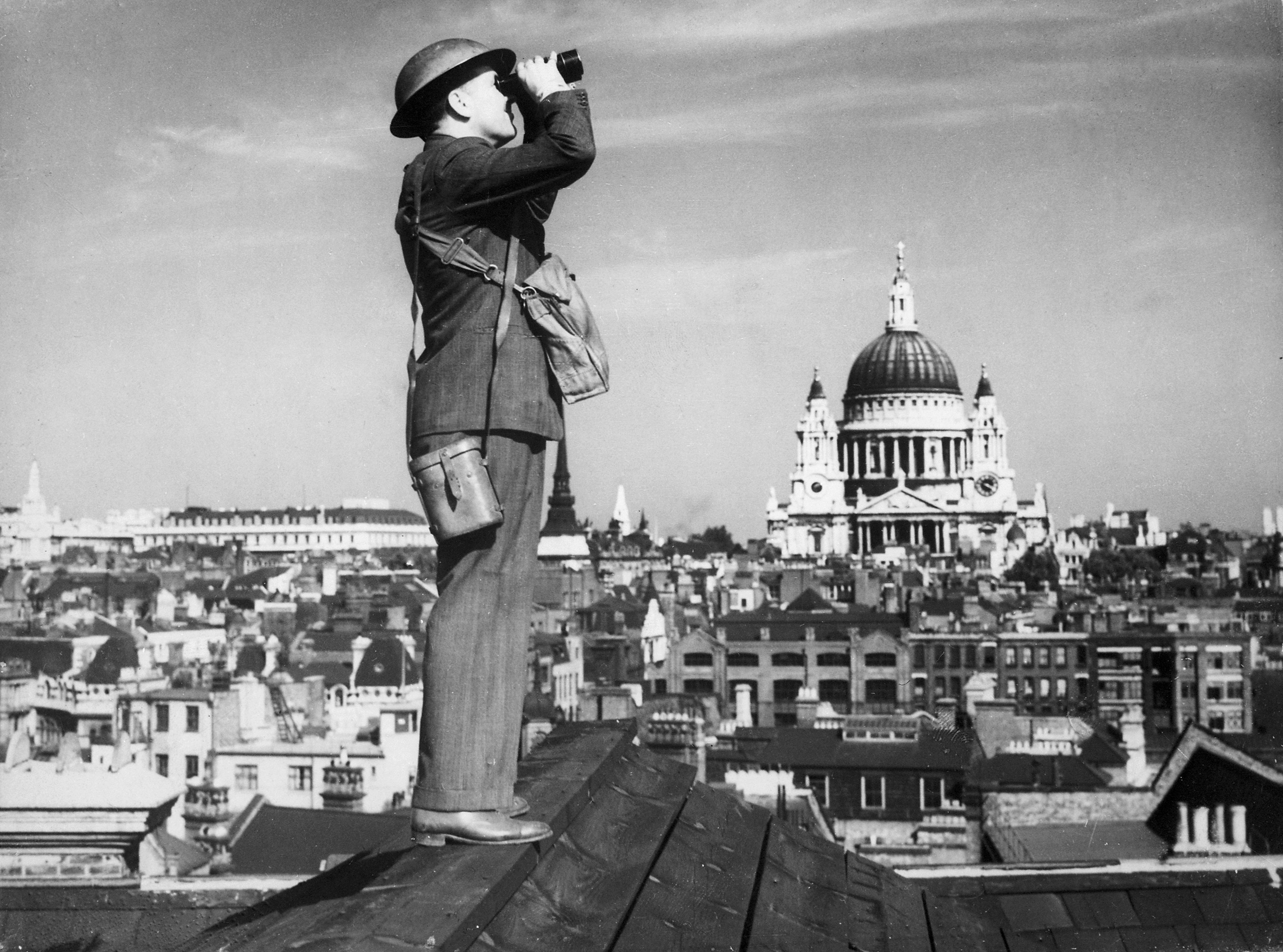
Hlídka vyhlížející německé bombardéry během 2. sv. války

Po německém přepadení britského spojence Polska 1. září 1939 začala druhá světová válka, do které Velká Británie vstoupila 3. září. Zprvu však nebyla na západní frontě vyvíjena téměř žádná vojenská aktivita (období tzv. podivné války), Polsko bylo poraženo bez reálné pomoci. Britové do bojů zasáhli až poté, co Němci napadli Francii. V červnu 1940 však Německo bleskovou válkou porazilo i Francii a vláda nového britského premiéra Winstona Churchilla jen stěží stačila evakuovat svá vojska z kontinentu. Němci plánovali invazi na britské ostrovy, ale nejprve potřebovali dosáhnout vzdušné nadvlády. To se jim však nepodařilo, když v létě 1940 RAF porazila německou Luftwaffe v bitvě o Británii. Pozemní boje se tak Británii znovu vyhnuly, zažila však bombardování i útoky střelami V-1 a V-2. V Londýně se usídlila exilová vláda Československa a její vojáci bojovali po boku Britů. K jejich úspěchům patřil atentát na nacistického pohlavára Heydricha, provedený československými parašutisty vysazenými britským letectvem, jehož následkům „zastupující říšský protektor“ podlehl (1942).

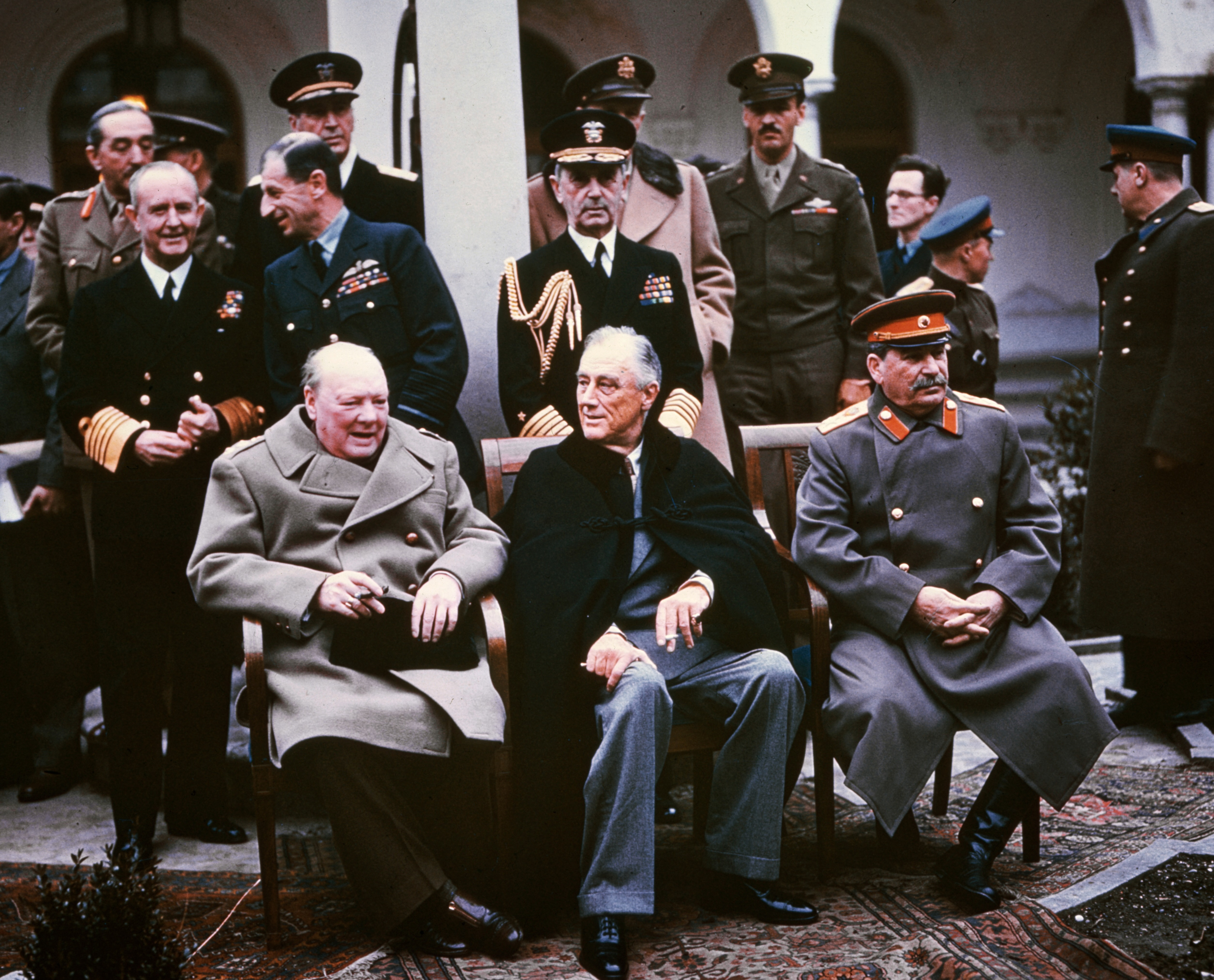
Winston Churchill (vlevo) roku 1945 na Jaltské konferenci

Japonsko vyhlásilo Británii válku v prosinci 1941 a rychle dobylo Hongkong, Malajsii, Singapur a Barmu. Hrozilo též útokem na Austrálii a Indii. Tíhu boje s Japonci na sebe po svém vstupu do války vzaly Spojené státy. Již předtím ovšem Spojené státy, na základě Zákona o půjčce a pronájmu, začaly poskytovat Británii masivní pomoc (1940). Po vstupu Sovětů do války Churchill uzavřel pevné spojenectví i s nimi a navzdory ideologickým vzdálenostem toto spojenectví vydrželo až do konce války, byť německý diktátor Hitler doufal v opak. Britové a jejich západní spojenci, především vojska Spojených států, se roku 1944 vylodili v Normandii a osvobodili Francii. V květnu 1945 spolu se Sovětským svazem na zbytcích území nacistického Německa ukončili válku v Evropě. Spojené království se podílelo na jednáních o poválečném uspořádání, jako byly Teheránská, Jaltská a Postupimská konference. Mělo také dočasně svrchovaná práva v Britské okupační zóně Německa. Během jednání o poválečné podobě světa však bylo zřetelné, že Británie vyklízí pozici světové supervelmoci a předává žezlo dvěma novým globálním hegemonům – Spojeným státům a Sovětskému svazu. Ty se po spuštění železné opony (což byla známá metafora, již roku 1947 užil Churchill ve svém Fultonském projevu) dostaly do konfliktu, jemuž se říkalo studená válka (asi 1947–1991). Během ní byla Velká Británie součástí západního bloku a Severoatlantické aliance (od jejího vzniku roku 1949), stala se jadernou mocností (první jaderný výbuch uskutečnila roku 1952) a roku 1973 vstoupila do Evropských společenství, později transformovaných na Evropskou unii.

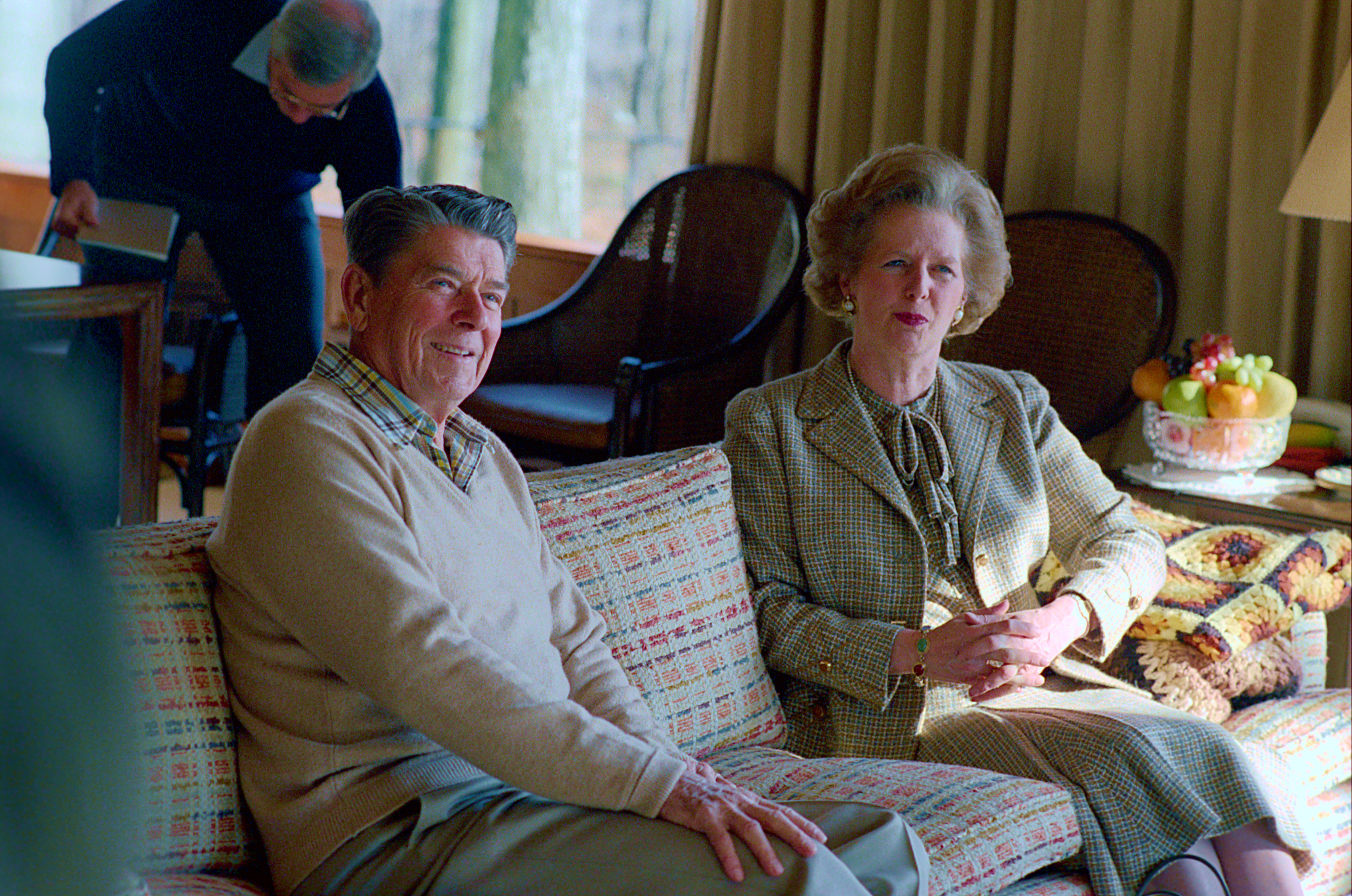
Margaret Thatcherová (vpravo) s Ronaldem Reaganem

Již Beveridgeova zpráva z roku 1942 požadovala dobudování sociálního systému Velké Británie; v červenci 1945 pak volební vítězství labouristů, vedených Clementem Attleem, předznamenalo sociální charakter britské politiky dalších několika desetiletí. Druhá světová válka urychlila rozklad britské koloniální říše; její nejlidnatější část, Indie, získala nezávislost roku 1947 (Zákon o nezávislosti Indie). Suezská krize roku 1956, nepodařený pokus Edenovy vlády a Francie udržet Suezský průplav, ukázala neschopnost Británie a jejího francouzského spojence prosadit své zájmy ve třetím světě silou. Mnohé bývalé kolonie si se Spojeným královstvím nicméně udržely nadstandardní vztahy ve společenství národů Commonwealth. I po dekolonizaci se vyskytly střety jako konflikt loajalistů a republikánů v Severním Irsku, násilný zejména počátkem 70. let 20. století (tzv. the troubles), nebo válka o Falklandy s Argentinou roku 1982. Tuto válku vedla první žena v úřadě britského premiéra Margaret Thatcherová, konzervativní politička známá neoliberálním programem privatizace a omezení sociálních výhod.

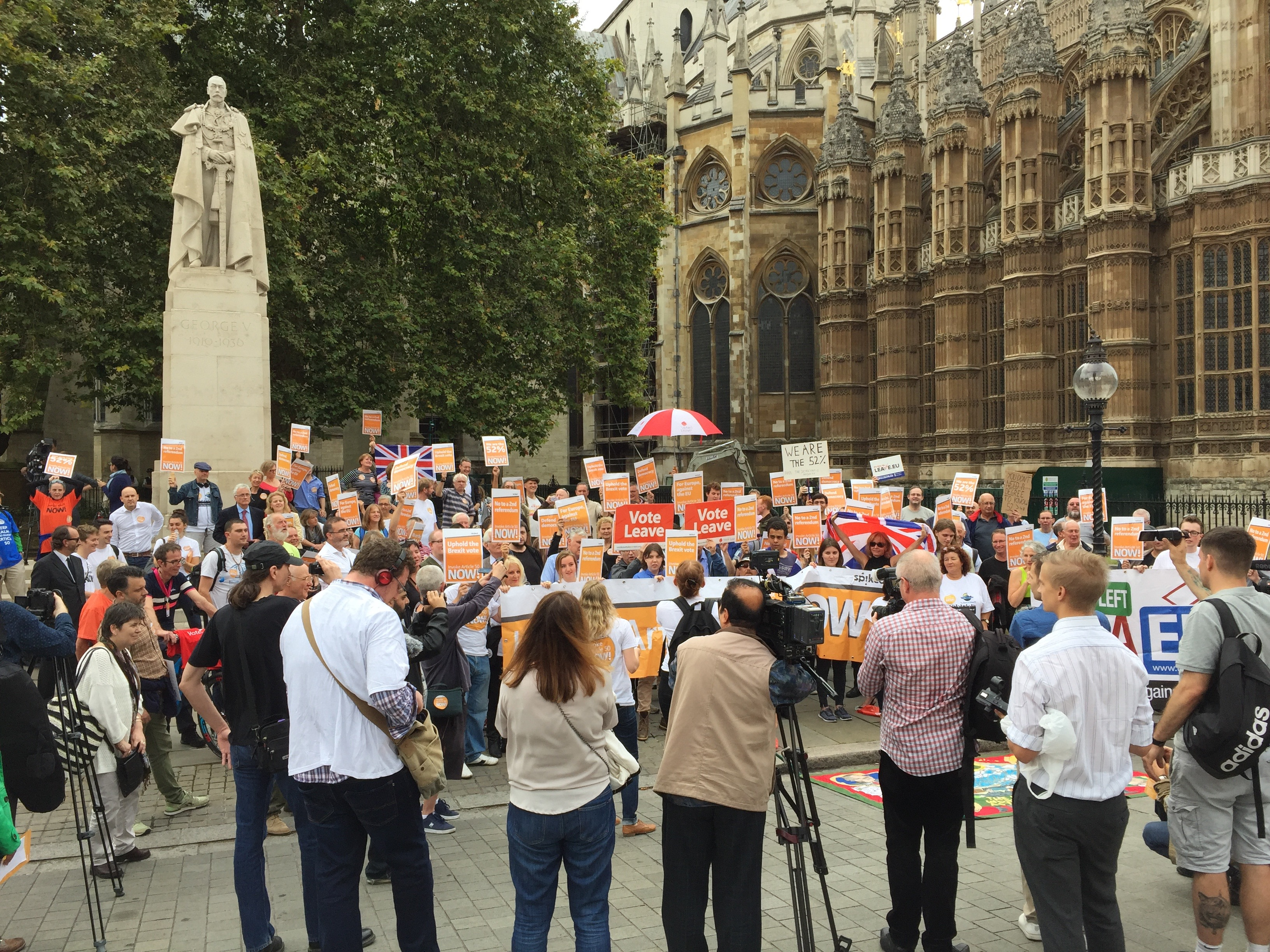
Kampaň před referendem o brexitu

Roku 1997 konzervativce vystřídala labouristická vláda Tonyho Blaira, která zahájila program devoluce, tedy částečného přenášení pravomocí z londýnského centra na nově vytvořené parlamenty Skotska, Walesu a Severního Irska. Pod Blairovým vedením Británie také vstoupila do války v Afghánistánu a v Iráku. Roku 2010 nastoupili opět konzervativci v čele s Davidem Cameronem. V referendu z června 2016, které Cameron vyvolal, rozhodli Britové, navzdory Cameronově doporučení, vystoupit z Evropské unie. Po prohraném referendu Cameron odstoupil a byl nahrazen Theresou Mayovou s úkolem toto vystoupení (brexit) realizovat. Odpor v parlamentu i uvnitř vlastní strany k výstupové dohodě, kterou Mayová s EU vyjednala, však přinutil k rezignaci i ji. Nahradil ji silný podporovatel brexitu Boris Johnson. Když ani on nepřesvědčil Dolní sněmovnu, aby podpořila výstupovou dohodu, kterou s EU dojednal, vyhlásil předčasné volby, v nichž přesvědčivě zvítězil a získal tak pro prosazení své verze odchodu z EU jasný mandát.

## Státní symboly

### Vlajka
Vlajka Spojeného království (zvaná Union Jack) je tvořena listem o poměru stran 3:5 složeným, od roku 1801, z vlajek jednotlivých zemí – Anglie (Svatojiřský kříž), Skotska (Ondřejský kříž) a Irska (kříž svatého Patrika) resp. od roku 1922 Severního Irska. Vlajka Walesu nebyla zakomponována, Wales byl připojen k Anglii již dříve.

### Znak
Státní znak Spojeného království má dvě varianty – jeden pro použití v Anglii, Walesu a Severním Irsku a druhý pro použití ve Skotsku. Jedná se o oficiální znak britského monarchy – v současné době krále Karla III., který je zároveň nejvyšším představitelem země.

### Hymna
Hymna Spojeného království je píseň God Save the King (česky Bože, chraň krále). V případě, že je na britském trůnu královna, píseň se mění na God Save the Queen (česky Bože, chraň královnu). Píseň byla poprvé uvedena v Královském divadle v roce 1745 jako podpora králi Jiřímu II. Autor je neznámý.

## Geografie

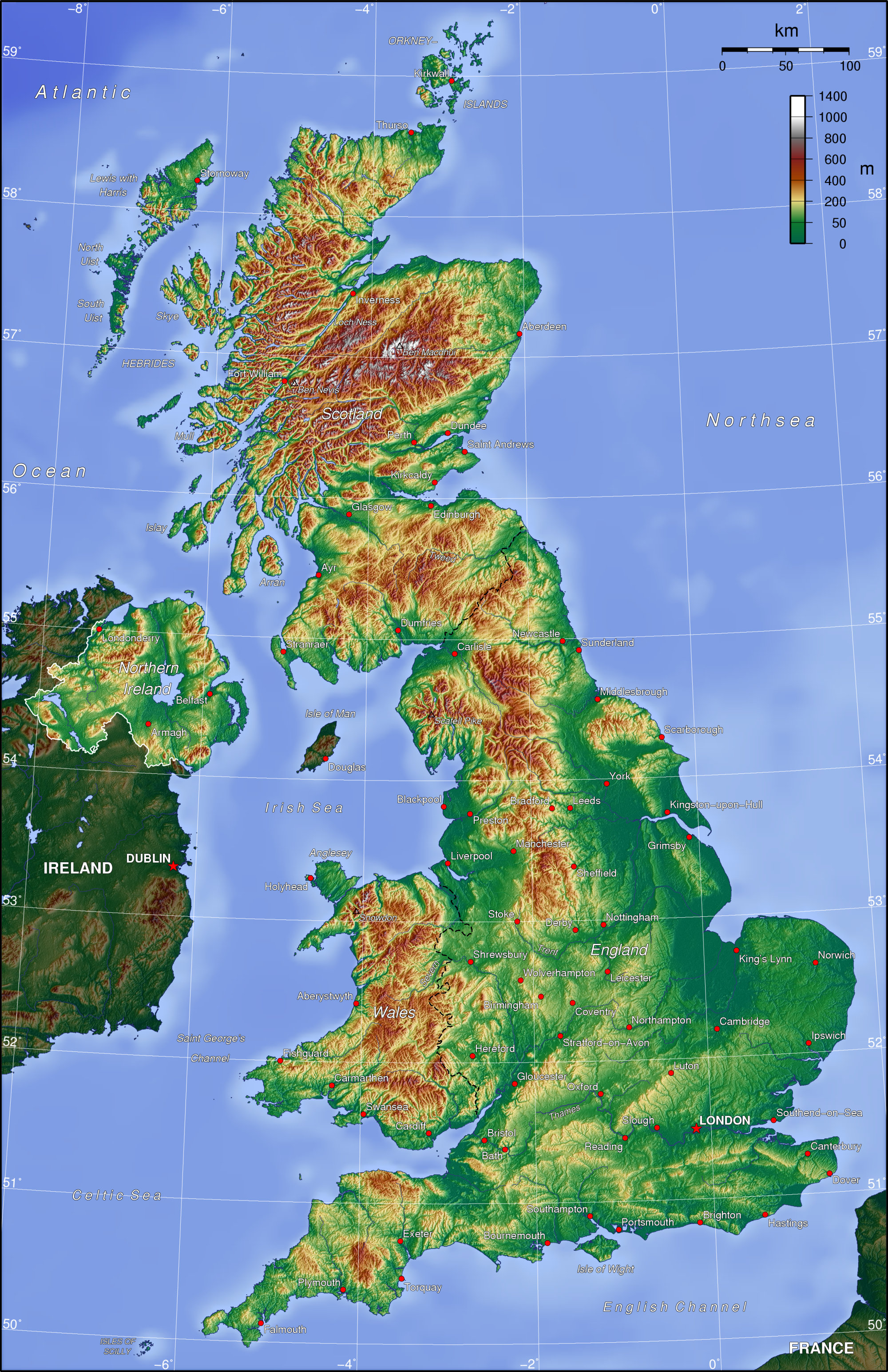
Topografická mapa Spojeného království.

Spojené království zaujímá většinu rozlohy Britských ostrovů, to jest skupiny ostrovů ležících severozápadně od pobřeží kontinentální Evropy. Kromě dvou hlavních ostrovů, Velké Británie a Irska, je tu řada ostrovů menších. Proměnlivé, ale mírné podnebí Britských ostrovů je ovlivňováno severní větví Golfského proudu, nazývanou Severoatlantický proud, který v západní Evropě zmírňuje zimy. Pro západní pobřeží Velké Británie jsou charakteristické vysoké úhrny srážek, které vznikají díky větrům vanoucím od Atlantského oceánu. Východní, zejména však jihovýchodní pobřeží je naopak výrazně sušší.

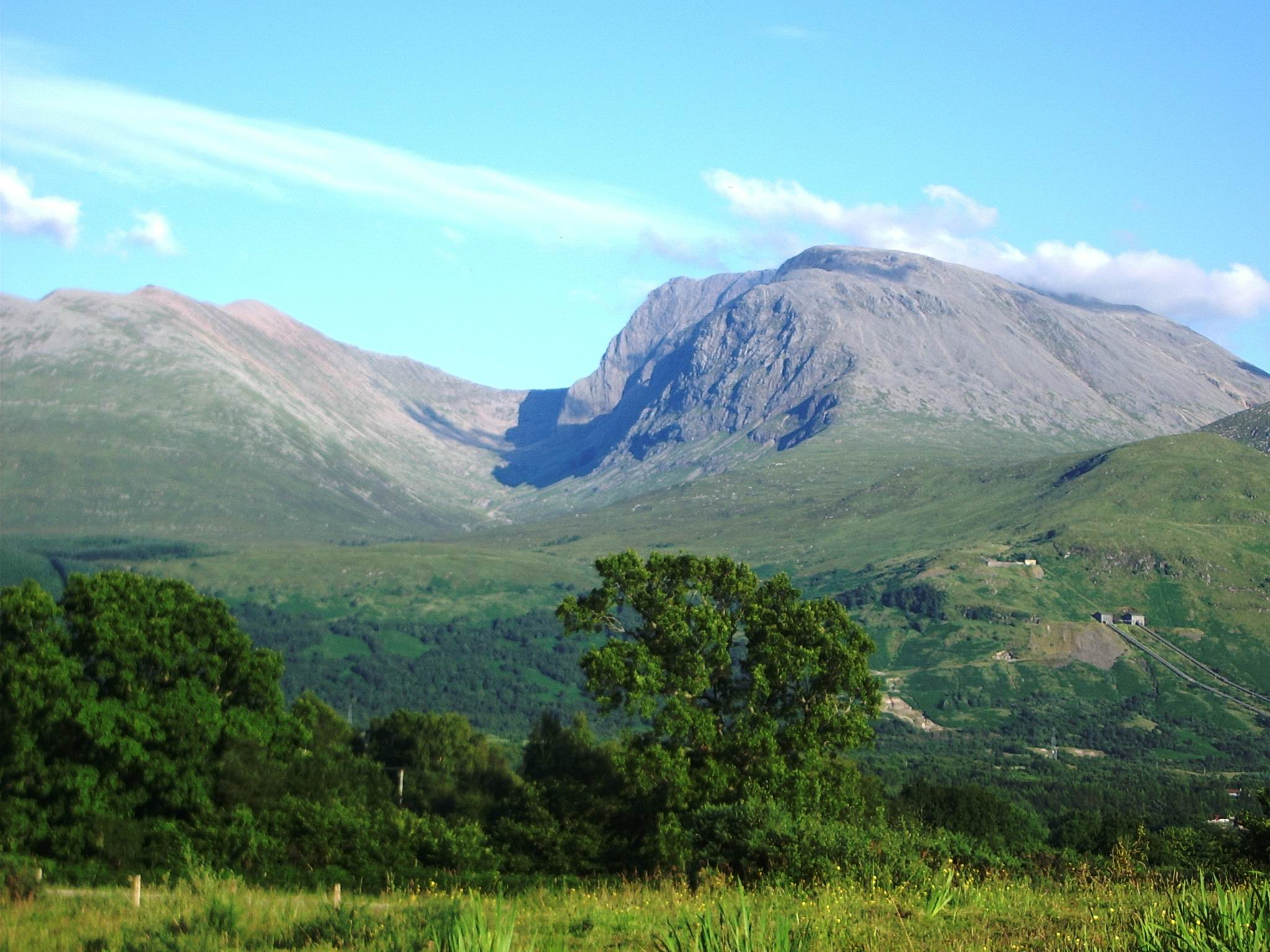
Nejvyšší hora Spojeného království Ben Nevis (1344 m) ve Skotsku

Skotská vysočina se vyznačuje divokou a velkolepou přírodou. Jsou zde nejvyšší hory Spojeného království (Ben Nevis 1344 m) a protáhlá jezera zvaná loch. Na západ od pobřeží Skotska leží v Atlantském oceánu dva řetězce ostrovů zvaných Vnitřní a Vnější Hebridy. Směrem na jih se země svažuje do údolí mohutné řeky Clyde. Tato oblast, známá jako Středoskotská nížina, je tvořena nízkými zvlněnými pahorkatinami s kvalitní zemědělskou půdou. Vyšší vrchoviny a mokřiny tvoří hranice s Anglií. Provincie Severní Irsko, kterou dělí od Skotska Irské moře, má zemědělskou půdu, hluboké zátoky a Lough Neagh – největší jezero Britských ostrovů.
Severní Anglie je rozdělena vápencovými a žulovými hřbety horského pásma Pennin. Na severozápadě jsou hory a třpytivá jezera. Wales je země zelených údolí, klikatících se řek, travnatých planin, zemědělských usedlostí v kopcovitém terénu a holých hor. Většinu země pokrývá Kambrické pohoří, poseté malými jezery a vodopády.
Velkou část střední Anglie tvoří zvlněná rovina, zatímco hranici se Severním mořem na východě představuje plochá nížina. Na hustě zalidněném jihovýchodě se nad úrodnými oblastmi zemědělské půdy tyčí nízké pahorkatiny z křídy zvané South Downs. Na jihozápadě země se rozprostírají rozlehlé plochy mokřin pokryté vřesovišti. Vlny Atlantského oceánu bičují skaliska rozeklaného jihozápadního poloostrova Cornwallu.
Velkou Británii (resp. celé království) lemují různé typy pobřeží. Nejčastěji se jedná o oblázkové pláže či vysoké svislé útesy (např. vápencové útesy u přístavu Dover nebo Seven Sisters na jihovýchodním pobřeží ostrova).

## Politika

### Politický systém

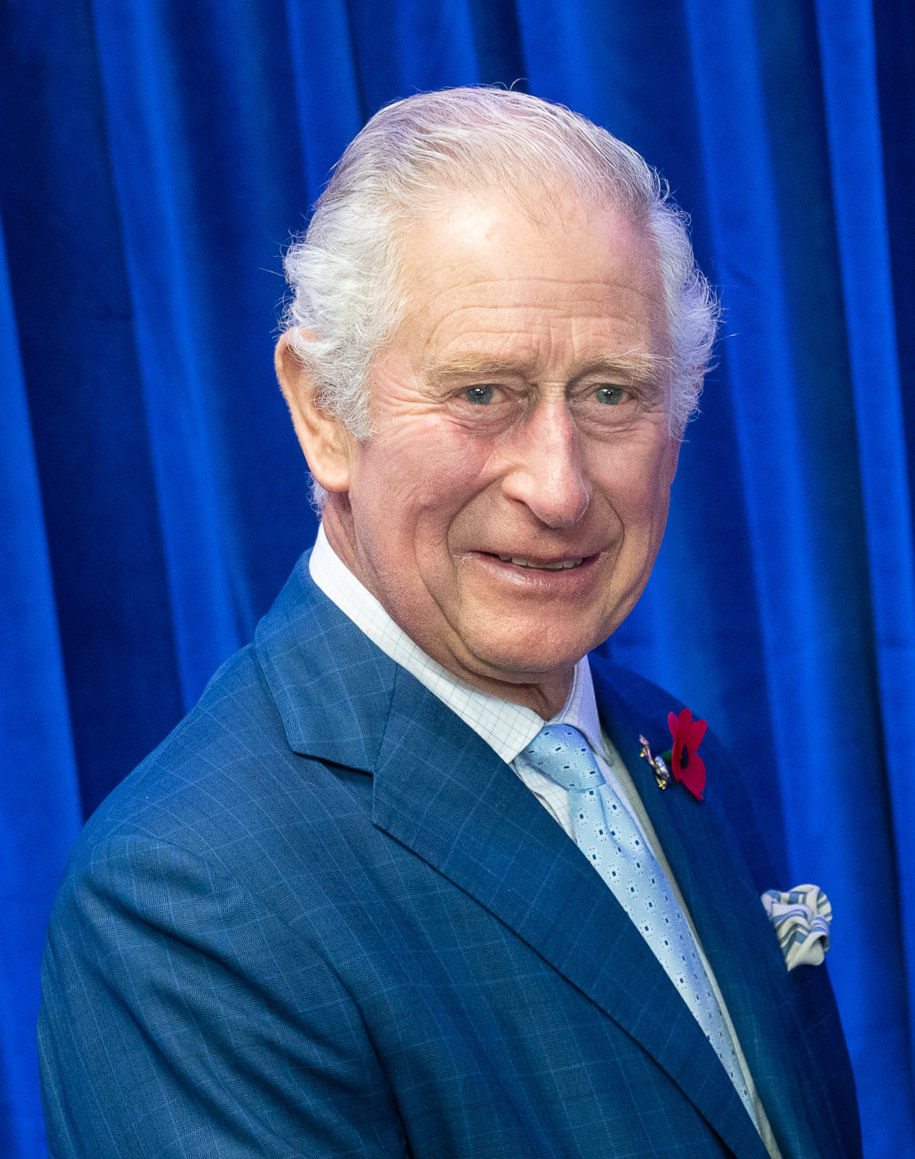
Král Karel III. Britský

Spojené království je parlamentní monarchií. Vláda vykonává moc jménem panovníka, krále Karla III., který podle tradice drží veškerou výkonnou moc. Podle Zákona o nástupnictví z roku 1701 mohou na britský trůn nastoupit pouze potomci Žofie Falcké (Hannoverské), kteří jsou anglikánského nebo protestantského vyznání a nejsou ve svazku s osobou římskokatolického vyznání.
Naprosto převážnou část výkonné moci vykonává ve jménu panovníka vláda, zvaná tradičně „Vláda Jeho/Jejího Veličenstva“ (His/Her Majesty's Government). V jejím čele stojí premiér (Prime Minister). Radě nejdůležitějších ministrů se říká kabinet (Cabinet). Vláda je odpovědná parlamentu a sestavuje ji ten, kdo je vůdcem politické strany, jež má po volbách do Dolní sněmovny většinu v této komoře parlamentu nebo může tuto většinu v rámci koalice více stran získat. Všichni členové vlády musí být zároveň členy parlamentu (Member of Parliament, MP). Tento britský systém – zvaný též westminsterský – byl víceméně převzat do ústavního zřízení mnoha států, především členů Commonwealthu. Mnoho z nich také převzalo britský právní systém, známý jako Angloamerické právo. Na rozdíl od USA není však právo ve Spojeném království založeno na psané ústavě. Podobně je tomu pouze ve dvou dalších zemích světa s demokratickým státním zřízením, což jsou Nový Zéland a Izrael.

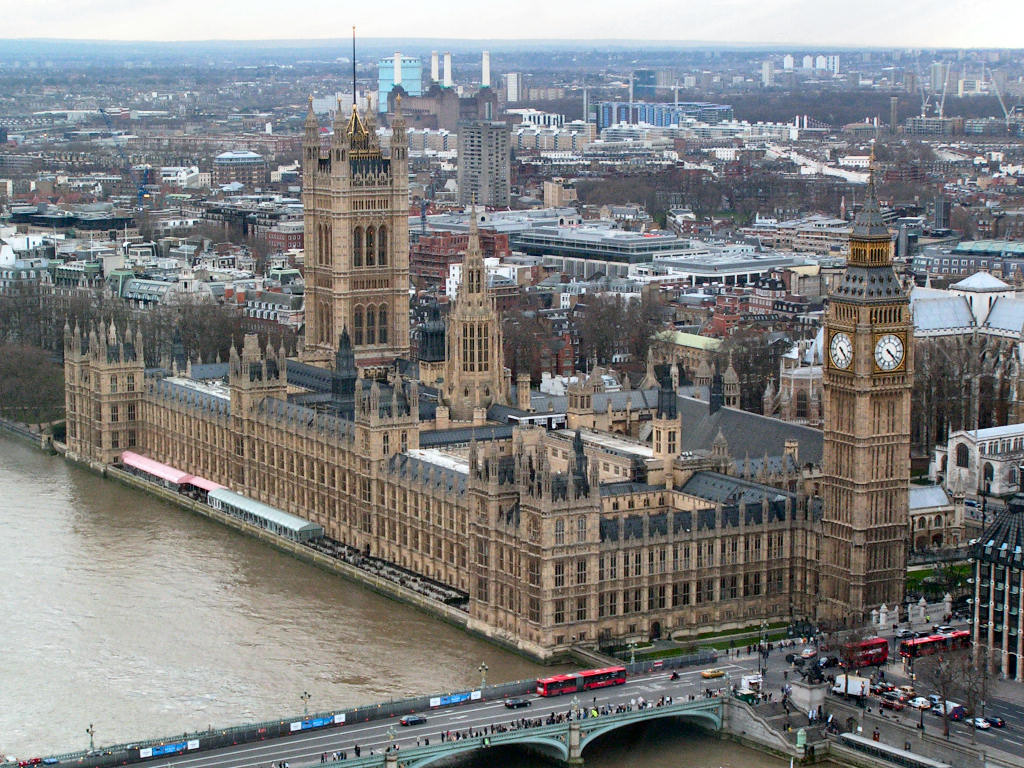
Westminsterský palác na břehu Temže v Londýně je sídlem britského parlamentu.

Panovník Spojeného království má rozsáhlé formální pravomoci, ale jeho role je především (ačkoliv ne výhradně) ceremoniální. Je integrálním elementem parlamentu a právě on mu dává ve slavnostním aktu pravomoc scházet se a vytvářet zákony. Žádný parlamentní zákon nevejde v platnost, dokud není panovníkem podepsán. Všeobecně se má zato, že od roku 1708, kdy byla na trůnu královna Anna Stuartovna, se nestalo, že by byl nějaký zákon přijatý parlamentem panovníkem odmítnut. Podle zprávy listu The Guardian z důvěrných materiálů britského premiéra z roku 2013 však ve skutečnosti má panovník, a jeho nejstarší syn, nyní princ William, vévoda z Cornwallu a Cambridge, právo veta vůči zákonům projednávaným v parlamentě. Návrhy zákonů jsou jim předkládány před jejich definitivním přijetím.. Ačkoliv bylo zrušení monarchie několikrát navrhováno, její popularita je stále vysoká a podpora pro vytvoření republiky se v populaci pohybuje pouze mezi 15 a 25 %. Král Karel III. nastoupil na trůn v roce 2022.
Zákonodárnou mocí Spojeného království je Parlament Spojeného království. Podle doktríny parlamentní suverenity je parlament nejvyšší zákonodárnou autoritou země. Je dvoukomorový, sestává z volené Dolní sněmovny (House of Commons) a nevolené Sněmovny lordů (House of Lords). Dolní komora má 646 přímo volených členů. Sněmovna lordů pak přibližně 700 členů, ačkoliv jejich počet není přesně stanoven. Horní komora sestává z dědičných i nedědičných peerů (tedy šlechticů nebo šlechtičen nejméně s hodností barona nebo baronky) a biskupů anglikánské církve. Bývalou dědičnost křesel zrušil Zákon o sněmovně lordů z roku 1999, který povolil dědičnost místa jen 92 peerům. Samotná existence šlechty a její privilegia poukazují ovšem na skutečnost, že vedoucí role ve veřejném životě Spojeného království jsou stále vyhrazeny společenské elitě. Transparency International poukázala například i na roli této elity při brexitu.

### Zahraniční politika a brexit

Členové Commonwealthu.

Spojené království je stálým členem rady bezpečnosti OSN, člen NATO, dále Commonwealthu, skupiny ministrů financí zemí G8, G20, OECD, WTO, rady Evropy, OSCE a do konce ledna 2020 také členský stát Evropské unie. Dne 23. června 2016 Britové v referendu odhlasovali vystoupení z EU, tzv. brexit, které mělo podle platných pravidel být dojednáno a uskutečněno do dvou let od oficiální žádosti o vystoupení, tedy do 29. března 2019. V důsledku průtahů spojených s neschválením příslušné dohody s EU Dolní sněmovnou platil od 10. dubna 2019 nový nejzazší termín pro spořádaný brexit, a sice 31. říjen 2019. Parlament však zamítl všechny vládní návrhy na řešení a premiér Johnson dokonce vyloučil deset poslanců své strany, protože jeden z jeho návrhů nepodpořili. EU nakonec souhlasila s dalším odkladem, tentokrát do konce ledna 2020. Dne 31. ledna 2020 pak Spojené království Evropskou unii opustilo a začalo tzv. přechodné období, během něhož měla být uzavřena podrobná obchodní dohoda o budoucích vztazích mezi Spojeným královstvím a Evropskou unií. Ta byla po mnoha pokusech uzavřena 24. prosince 2020 a Spojené království tak bylo připraveno na skončení přechodného období a definitivní odchod z EU, k němuž došlo 2. ledna 2021.
Spojené království udržuje zvláštní vztahy („Special Relationship“) s USA, úzce spolupracuje s Francií — „srdečná dohoda“ — a s oběma zeměmi se podílí na technologiích jaderných zbraní. Spojené království je také úzce spjato s Irskem; obě země sdílejí společný prostor cestování (Common Travel Area) a spolupracují prostřednictvím Britsko-irské mezivládní konference (BIIGC) a britsko-irské rady (BIC). Celosvětová přítomnost a britský vliv je dále zesílen prostřednictvím obchodních vztahů, zahraničních investic, rozvojové spolupráce a vojenských závazků.
Spojené království podniklo v roce 2003 po boku Spojených států invazi do Iráku. Chilcotova komise, která zkoumala britské zapojení do války v Iráku, dospěla v roce 2016 k závěru, že invaze do Iráku byla „neoprávněná“. Spojené království se také po boku svých spojenců z NATO zapojilo do války v Afghánistánu a do vojenské intervence v Libyi. Britská vláda podpořila vojenskou intervenci v Jemenu pod vedením Saúdské Arábie a patří mezi největší vývozce zbraní do Saúdské Arábie.
Spojené království má územní spor s Mauriciem o vlastnictví Čagoských ostrovů, které jsou zámořským územím Spojeného království v Indickém oceánu. Dne 25. února 2019 vydal Mezinárodní soudní dvůr v Haagu poradní stanovisko, že Čagoské ostrovy by měly být co nejdříve předány Mauriciu, a na základě výše uvedeného stanoviska hlasovalo Valné shromáždění OSN pro navrácení Čagoských ostrovů pod mauricijskou správu, ale britská vláda oba tyto verdikty odmítla. Spojené království má také územní spory s Argentinou o Falklandské ostrovy a se Španělskem o Gibraltar.

### Správní členění
| Název              | Vlajka | Plocha (km²) | Podíl   | Obyvatel (2012) | Podíl   | Hlavní město |
| ------------------ | ------ | ------------ | ------- | --------------- | ------- | ------------ |
| Anglie             |        | 130 395      | 53,5 %  | 53,5 milionů    | 84,0 %  | Londýn       |
| Skotsko            |        | 78 772       | 32,3 %  | 5,3 milionů     | 8,3 %   | Edinburgh    |
| Wales              |        | 20 779       | 8,5 %   | 3,1 milionů     | 4,9 %   | Cardiff      |
| Severní Irsko      |        | 13 843       | 5,7 %   | 1,8 milionů     | 2,8 %   | Belfast      |
| Spojené království |        | 243 789      | 100,0 % | 63,7 milionů    | 100,0 % | Londýn       |

Spojené království tvoří čtyři země (anglicky constituent country) – Anglie, Severní Irsko, Skotsko a Wales. S výjimkou Anglie, která je spravována přímo centrálními institucemi Spojeného království, se ostatní tři země těší různé míře autonomie, rozšířené ve 20. století v procesu tzv. devoluce. Mimo Anglii, která má velice komplikovaný čtyřstupňový systém správního členění, mají ostatní tři země podstatně jednodušší dvoustupňový systém.

### Dependence

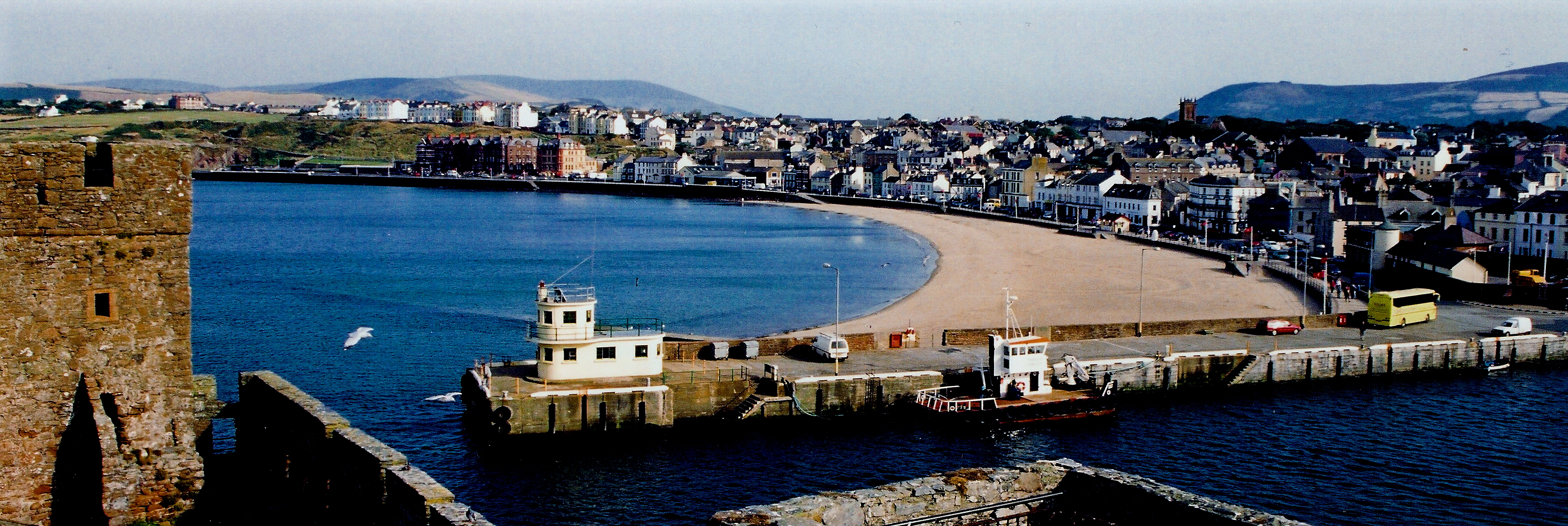
Britské korunní závislé území Ostrov Man

Britská koruna má dále suverenitu nad tzv. korunními dependencemi, kterými jsou Ostrov Man, Jersey a Guernsey. Tyto země patří britskému panovníkovi, nejsou však považovány za součást Spojeného království ani nebyly součástí Evropské unie. Britský parlament má ovšem právo vydávat zákony pro dependence a britská vláda spravuje jejich zahraniční vztahy a obranu.
Spojené království má dále čtrnáct zámořských teritorií po celém světě, což jsou poslední zbytky někdejšího Britského impéria. Ani zámořská území se nepovažují za součást Spojeného království, ale ve většině případů mají jejich obyvatelé britské občanství a právo bydlet ve Spojeném království (platí od roku 2002). Britskými zámořskými teritorii jsou v současnosti Anguilla, Bermudy, Britské antarktické území, Britské indickooceánské území, Britské Panenské ostrovy, Falklandy, Gibraltar, Jižní Georgie a Jižní Sandwichovy ostrovy, Kajmanské ostrovy, kyperské vojenské základny Akrotiri a Dekelia, Montserrat, Pitcairnovy ostrovy, Svatá Helena, Ascension a Tristan da Cunha, Turks a Caicos.

### Ozbrojené síly
Britské ozbrojené síly, oficiálně Ozbrojené síly Jeho Veličenstva, se skládají ze tří profesionálních odnoží: Royal Navy a Royal Marines (tvořící námořní službu), britské armády a královského letectva. Síly jsou organizovány ministerstvem obrany a řízeny radou obrany Spojeného království, které předsedá státní tajemník pro obranu. Vrchním velitelem je britský monarcha, král Karel III. Britský, jemuž příslušníci sil skládají přísahu věrnosti.

## Ekonomika

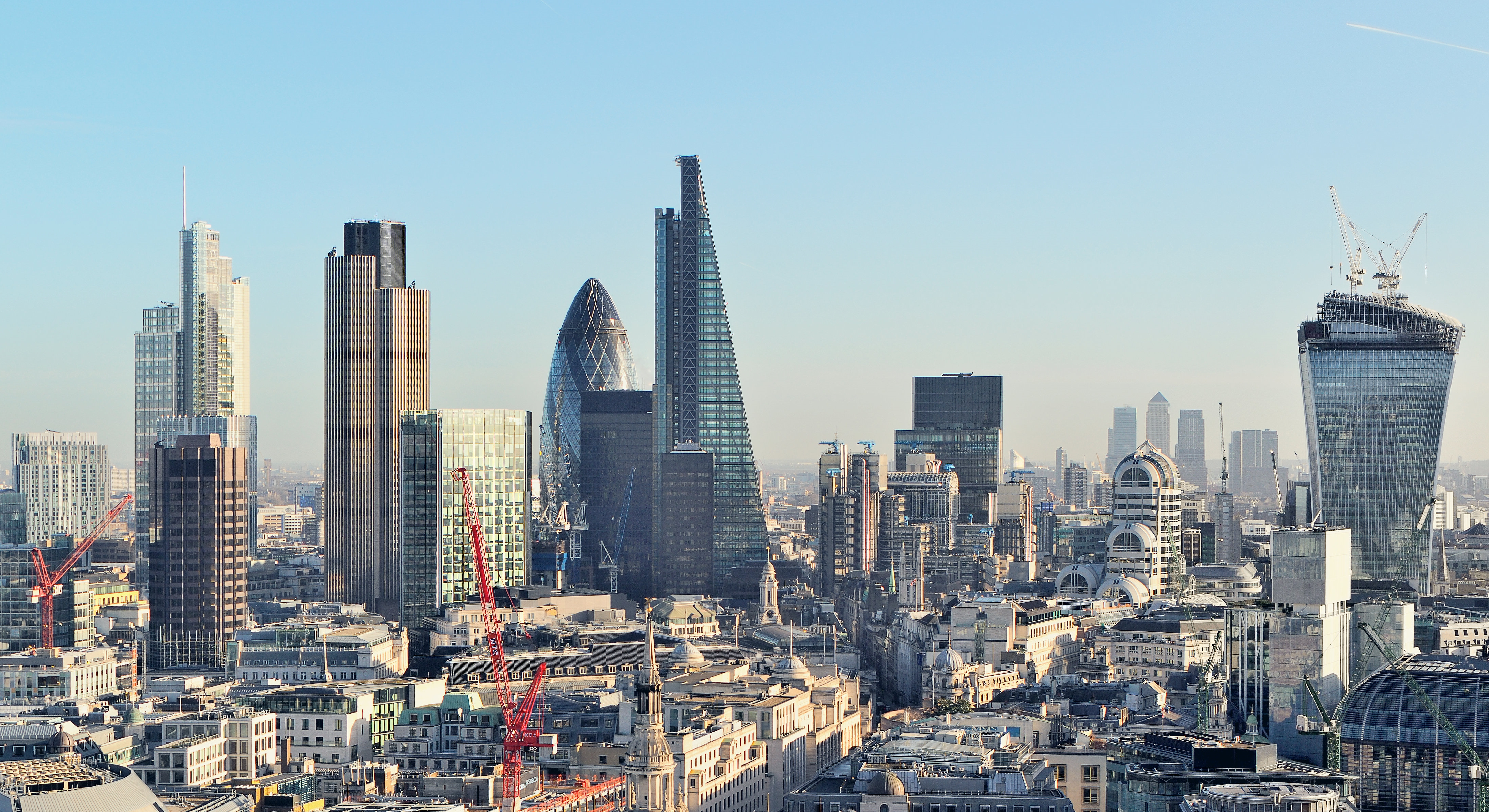
City of London je jedno z největších finančních center

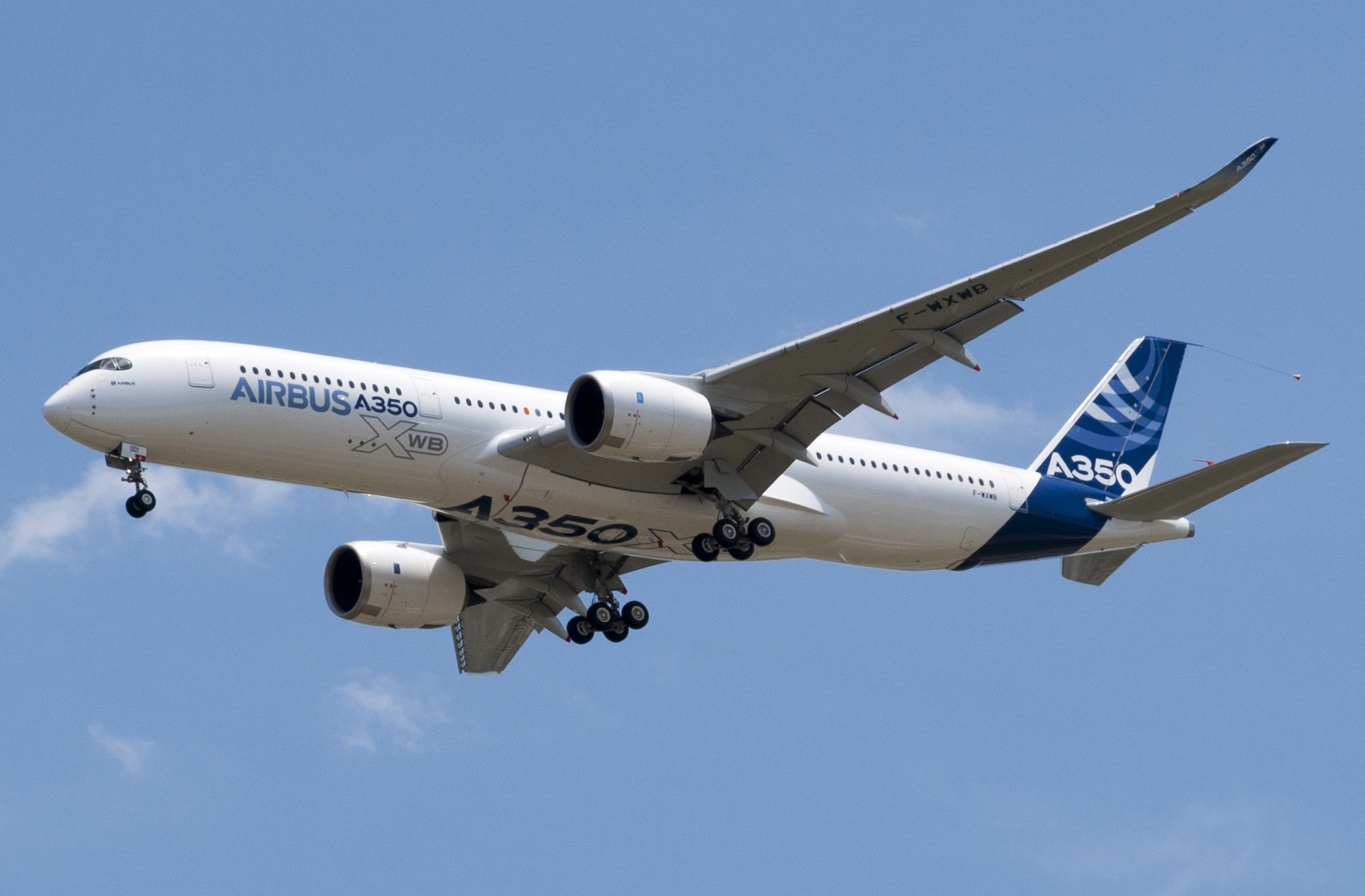
Křídla a motory letounu Airbus A350 se vyrábí ve Spojeném království

Spojené království je členem skupiny G7 a patří k nejrozvinutějším zemím světa. Hrubý domácí produkt na obyvatele dosahuje okolo 35 100 USD (2010). V Londýně je nejvyšší životní úroveň, přibližně 335 % průměru EU.
Spojené království bylo první zemí na světě, ve které došlo v hospodářství k přechodu od zemědělství k průmyslu. Tento proces začal koncem 60. let 18. století a nazývá se průmyslovou revolucí. V průběhu 19. století se rozvinula taková průmyslová odvětví jako textilní průmysl, výroba železa a oceli, stavba lodí a těžké strojírenství. Palivem pro tato průmyslová odvětví se stalo uhlí, které bylo v tu dobu největším nerostným zdrojem Spojeného království. Až do 80. let 20. století tvořila tato průmyslová odvětví páteř celého hospodářství. Spojené království je stále ještě významným průmyslovým státem, ale výrobky, které produkuje, se změnily. Důležitosti nabyla novější průmyslová odvětví, např. elektrotechnický, potravinářský a chemický průmysl. Většina obyvatelstva dnes pracuje ve službách, např. ve státní správě, finančnictví, školství, zdravotnictví a cestovnímu ruchu. Dnes jsou nejdůležitějším nerostným bohatstvím Spojeného království velká naleziště ropy a zemního plynu ležící pod dnem Severního moře.
Pouze asi 2 % populace pracují v zemědělství. Přesto je většina země intenzivně obhospodařována, aby zajišťovala potraviny jak pro domácí potřebu, tak i na vývoz. Rozlehlé oblasti úrodné půdy v jižní a východní Anglii produkují obilí, ovoce a zeleninu. Na zelených pastvinách západní Anglie se pase mléčný skot a na skotské a velšské vrchovině ovce. Většina starých lesů a lesních porostů byla v minulosti zničena, ale rozsáhlé rozlohy osázené jehličnany v současné době produkují dřevo pro stavebnictví a papírenství. Ze všech přístavů po celém pobřeží vyplouvají rybářské lodě a rybářská flotila Spojeného království byla pátou největší v Evropské unii.

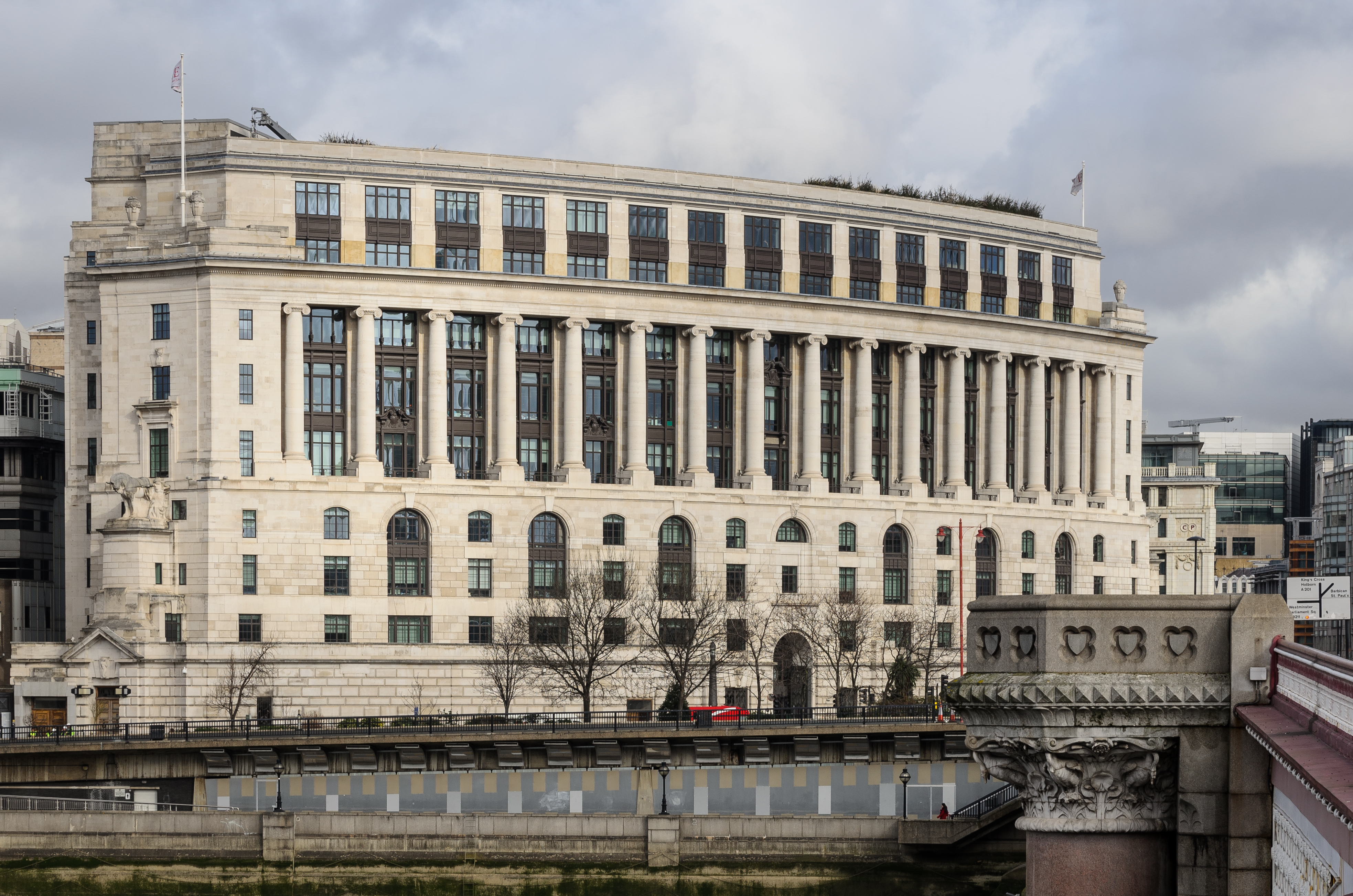
Sídlo společnosti Unilever v Londýně

Řada britských firem se prosadila daleko za hranicemi Británie. K největším a nejslavnějším patří letecká společnost British Airways, petrochemická firma BP (dříve British Petroleum), chemicko-potravinářská společnost Unilever (pod níž spadají světově známé značky potravin a kosmetiky jako Hellmann's, Knorr, Lipton, Magnum, Rexona), telekomunikační Vodafone, síť supermarketů Tesco, farmaceutická společnost GlaxoSmithKline (GSK), výrobce automobilových olejů Castrol nebo módní firmy Burberry, Marks & Spencer, Umbro nebo Dr. Martens. Významné jsou banka Barclays, nebo pojišťovna Aviva. Drogistická korporace Reckitt Benckiser má ve svém portfoliu prezervativy Durex (tvoří třetinu světového trhu s touto komoditou) a řadu dalších světově známých značek: Calgon, Vanish, Nurofen, Strepsils ad. Alkoholová firma Diageo vyrábí známou vodku Smirnoff, rum Captain Morgan, skotskou whisky Johnnie Walker, likér Baileys Irish Cream nebo irské pivo Guinness.

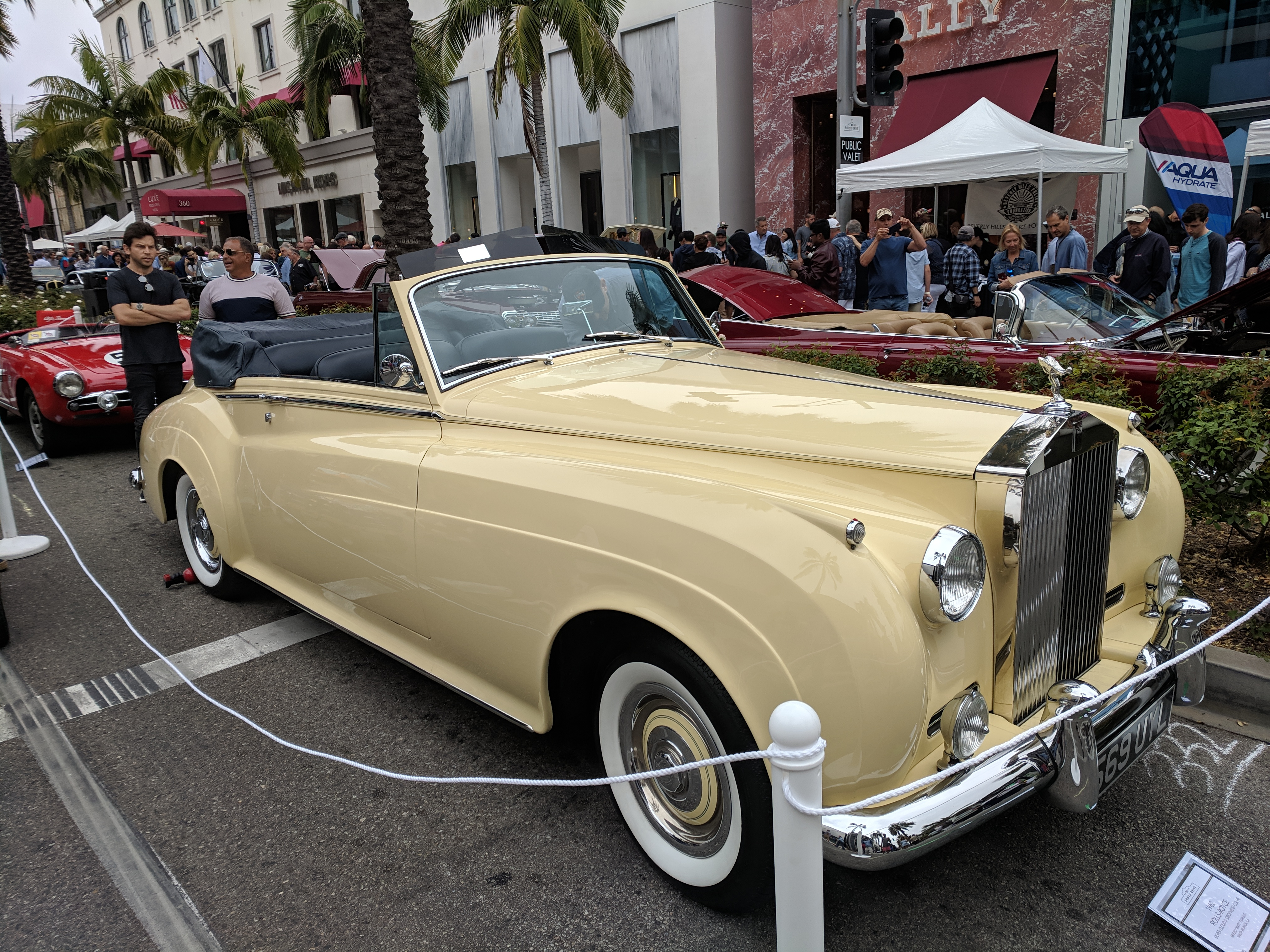
Rolls Royce Silver Cloud II (1962)

Sláva britského automobilového průmyslu ovšem již pominula, řadu z legendárních značek jako byly Bentley, Jaguar, Rolls-Royce, Aston Martin, Lotus, Austin, Rover nebo Daimler již získaly zahraniční korporace. Britský původ mají třeba i známé čokoládové oplatky Kit Kat (ačkoli jeho výrobce v roce 1988 pohltila švýcarská korporace Nestlé) nebo Twix (ty získala americká společnost Mars). Kavárenský řetězec Costa Coffee zase koupila americká Coca Cola, naopak restaurační řetězec Hard Rock Cafe zůstává nadále britský. Virgin Group vznikla kdysi jako hudební vydavatelství, v současnosti se korporace věnuje celé škále činností, k nejznámějším patří její letecká společnost. K nejslavnější skotským značkám patří ty spjaté s výrobou tamní whisky, např. Chivas Regal nebo Ballantine's a ovšem také herní společnost Rockstar North, tvůrce her jako Grand Theft Auto nebo Lemmings. K nejslavnějším severoirským firmám patří loďařská společnost Harland & Wolff, mj. stavitel Titanicu.

## Věda a školství

### Přírodní a technické vědy

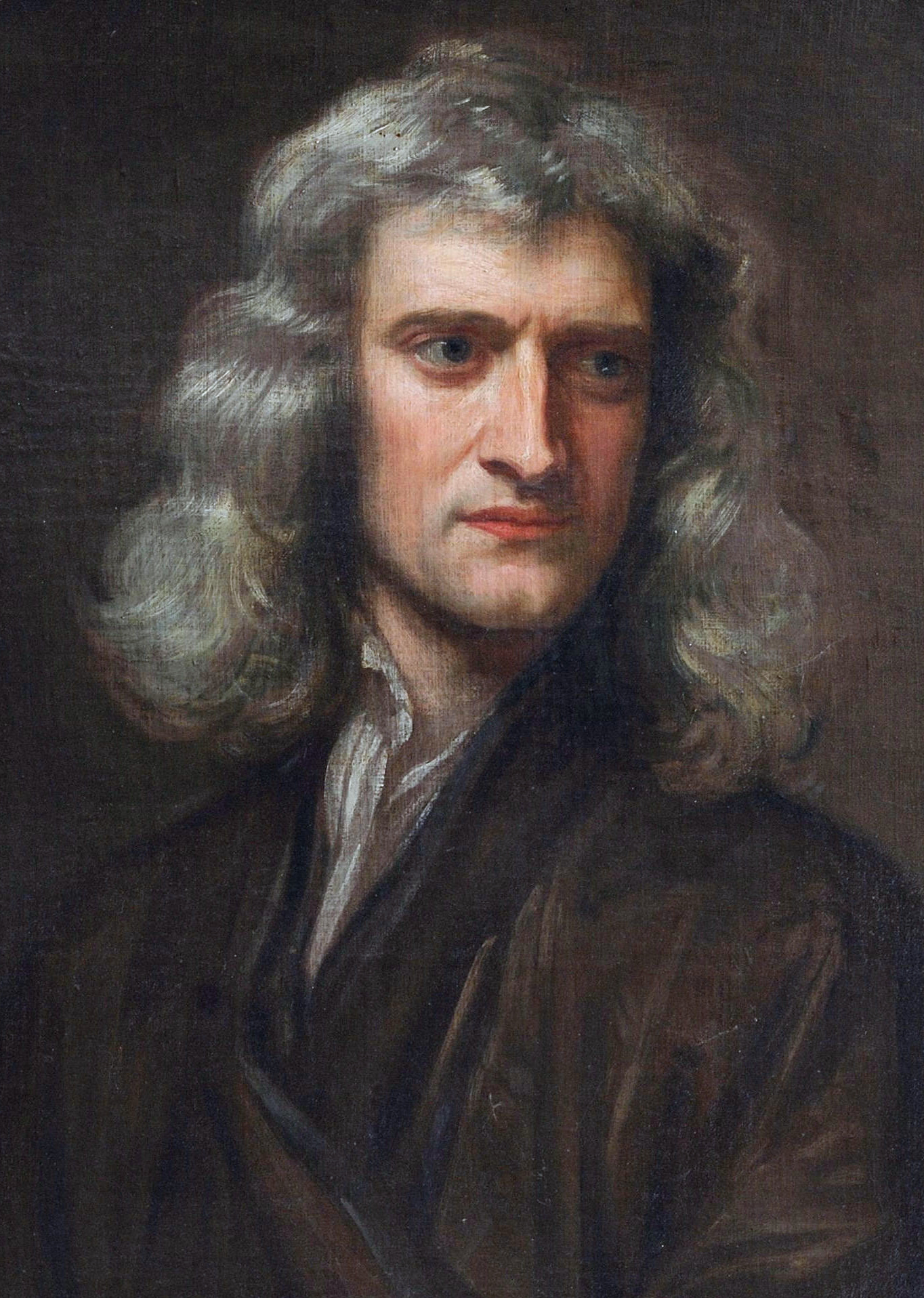
Isaac Newton

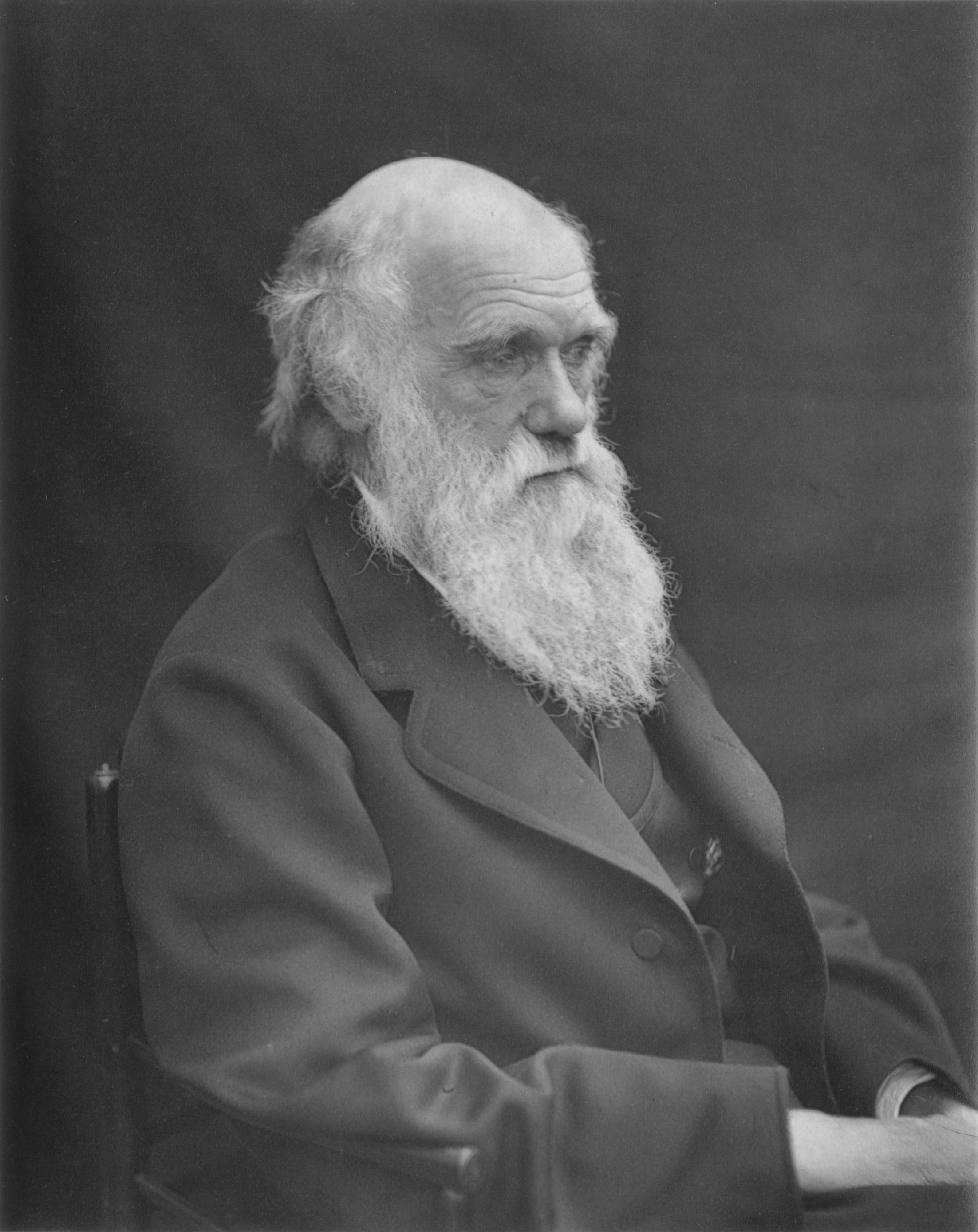
Charles Darwin

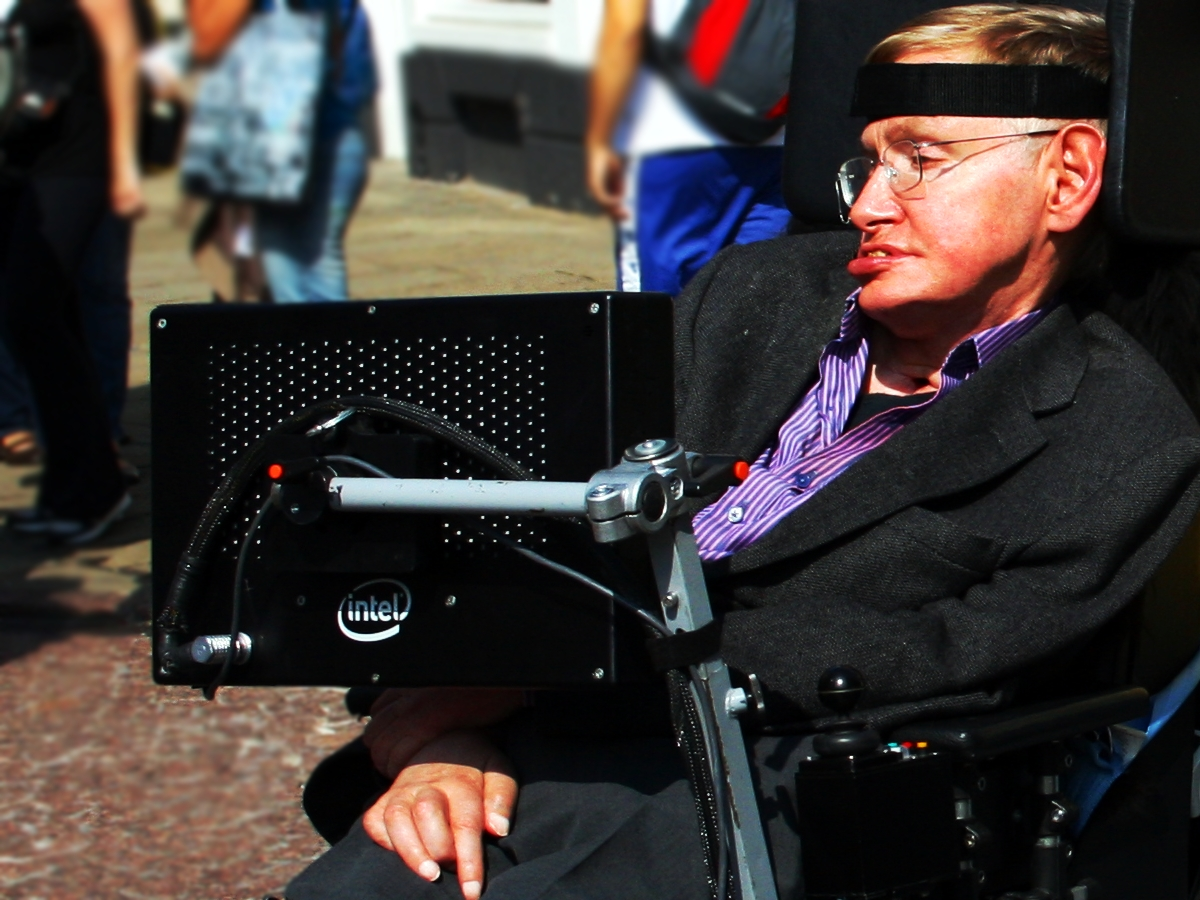
Stephen Hawking

Základy moderní fyziky vystavěl Isaac Newton, biologie Charles Darwin. Studiemi elektromagnetismu otevřel před moderní vědou široké obzory Michael Faraday. Rozhodující pokroky v oblasti informatiky učinil Alan Turing. Tim Berners-Lee vynalezl systém World Wide Web. James Prescott Joule zkoumal vztah tepla, práce a energie. Asi nejslavnějším vědcem současnosti je Stephen Hawking. Otcem imunologie a objevitelem první vakcíny historie, proti pravým neštovicím, byl Edward Jenner. John Dalton rozvinul moderní atomovou teorii. Charles Babbage a Ada Lovelaceová jsou jedněmi z vynálezců počítače. Autorem vlivné teorie "sobeckého genu" je Richard Dawkins. Joseph John Thomson objevil elektron. Astronom Edmond Halley dal jméno nejznámější kometě. Robert Hooke formuloval zákon o přímé úměrnosti velikosti deformace a napětí v deformovaném tělese. William Harvey objevil krevní oběh, Henry Cavendish vodík, zakladatelem elektrochemie byl Humphry Davy. Zakladatelem rentgenové spektroskopie byl William Lawrence Bragg (narozený v Austrálii). Joseph Priestley objevil oxid uhličitý a kyslík. Předchůdcem informatiky byl matematik George Boole. K objevu struktury DNA výrazně přispěla Rosalind Franklinová. George Stephenson vynalezl parní lokomotivu. Za prosazení evoluční teorie se rval Thomas Henry Huxley. Vznik fotografie by nebyl možný bez díla chemika a fyzika Johna Herschela. Matematik G. H. Hardy předložil zásadní příspěvky o teorii čísel. Jane Goodallová proslula svým výzkumem šimpanzů. Jev interference světla vysvětlil Thomas Young. Antisepsi do lékařství zavedl Joseph Lister. Matematik John Couch Adams předpověděl čistě na základě výpočtů objev planety Neptun. William Lassell objevil Neptunův měsíc Triton. Matematik Andrew Wiles podal důkaz Velké Fermatovy věty, za což získal Abelovu cenu. V seznamu laureátů nejprestižnějších matematických cen, tedy Fieldsovy medaile a Abelovy ceny, lze nalézt šest dalších Angličanů: Klaus Roth, Michael Atiyah, Alan Baker, Simon Donaldson, William Timothy Gowers a Richard Ewen Borcherds. William Oughtred zkonstruoval logaritmické pravítko. Arthur Eddington svými měřeními během zatmění Slunce prokázal platnost Einsteinovy obecné teorie relativity – tu dnes rozvíjí například Roger Penrose. Zakladatelem sporné eugeniky byl Francis Galton. Fred Hoyle plamenně odmítl teorii Velkého třesku, nicméně dal jí jméno. Průkopníkem ve výzkumu světla jako zdroje energie je William Crookes. Výzkum magnetismu a elektřiny zahajoval William Gilbert. Možnosti vektorové analýzy objevil Oliver Heaviside. Pojem "dinosaurus" zavedl Richard Owen. Chronofotografickou techniku vyvinul Eadweard Muybridge. Matematik John Venn stvořil tzv. Vennovy diagramy, široce použitelné napříč obory. Thomas Newcomen sestrojil stroj pro čerpání vody z dolů. První funkční parní lokomotivu sestrojil Richard Trevithick. Matematickou statistiku zakládal Ronald Fisher. Neurolog Oliver Sacks proslul literárním zpracováním svých případů a popularizací výzkumu mozku. Nobelovu cenu za fyziku získali Paul Dirac, James Chadwick, John William Strutt, William Henry Bragg, Peter Higgs, Charles Glover Barkla, Owen Willans Richardson, Edward Victor Appleton, George Paget Thomson, Patrick Blackett, Cecil Powell, Martin Ryle, Nevill Francis Mott, Anthony James Leggett, Antony Hewish, David J. Thouless, Duncan Haldane a Michael Kosterlitz. Za chemii Frederick Sanger, Francis William Aston, Dorothy Hodgkinová, Frederick Soddy, Norman Haworth, Robert Robinson, Harry Kroto, John Kendrew, Gregory Winter, Michael Stanley Whittingham. Za fyziologii Michael Houghton, Francis Crick, Maurice Wilkins, Andrew Fielding Huxley, Alan Lloyd Hodgkin, Charles Scott Sherrington, Henry Hallett Dale, Peter Mansfield, John Sulston, Paul Nurse, Tim Hunt, Richard John Roberts, John Vane, Martin Evans, Oliver Smithies, Robert G. Edwards, John Gurdon, Peter John Ratcliffe, Rodney Robert Porter a Edgar Douglas Adrian.

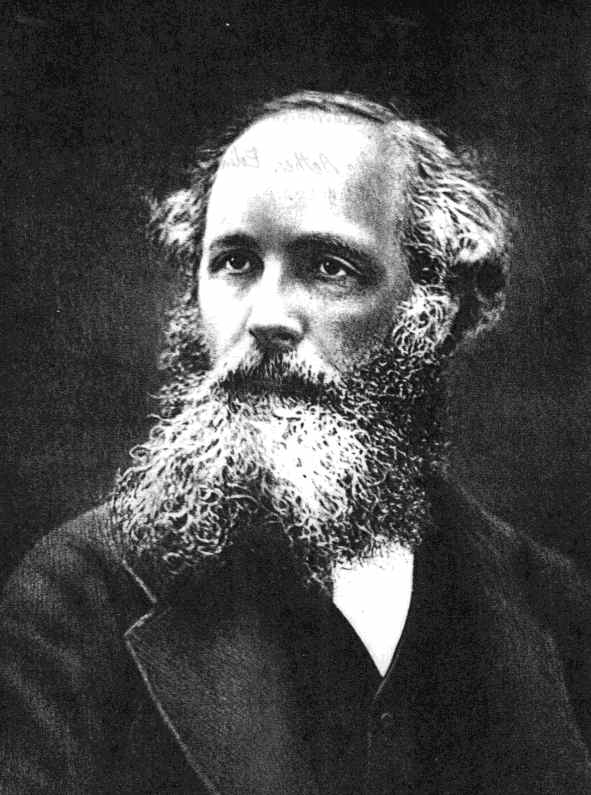
James Clerk Maxwell

K rozvoji britské vědy ovšem významně přispěli i Skotové. Svou úpravou parního mechanismu rozpoutal průmyslovou revoluci James Watt. Dějiny fyziky, obzvlášť výzkumu elektromagnetismu, jsou nepředstavitelné bez Jamese Clerka Maxwella. I vynálezce telefonu Alexander Graham Bell se narodil ve Skotsku. Alexander Fleming objevil penicilin. Za Skota lze považovat i fyzika Williama Thomsona (Kelvina). John Logie Baird je jedním z vynálezců televize. John Napier objevil logaritmy a zavedl desetinnou čárku. Charles Lyell byl jedním ze zakladatelů moderní geologie. James Dewar vynalezl termosku. Robert Brown definoval tzv. Brownův pohyb. Zakladatelem termodynamiky byli Joseph Black či William John Macquorn Rankine. Významným matematikem byl Colin Maclaurin. John Boyd Dunlop vynalezl pneumatiku. David Brewster byl průkopníkem optiky. James Gregory patří ke spolutvůrcům dalekohledu. Daniel Rutherford dokázal jako první izolovat dusík. Vynálezcem procesu dialýzy byl Thomas Graham. Na vynálezu radaru se podílel Robert Watson-Watt. William Ramsay a Charles Thomson Rees Wilson získali Nobelovu cenu za fyziku, za chemii David MacMillan, Alexander Robertus Todd, Fraser Stoddart a Richard Henderson, za fyziologii John James Rickard Macleod a James W. Black.
Z Velšanů se nejvíce prosadil Alfred Russel Wallace, jeden z otců evoluční teorie. Brian Josephson získal Nobelovu cenu za fyziku, Martin Evans Nobelovu cenu za fyziologii a lékařství. Matematik Robert Recorde zavedl symbol =. Vynálezce David Edward Hughes mj. zdokonalil mikrofon.

### Humanitní vědy a filosofie

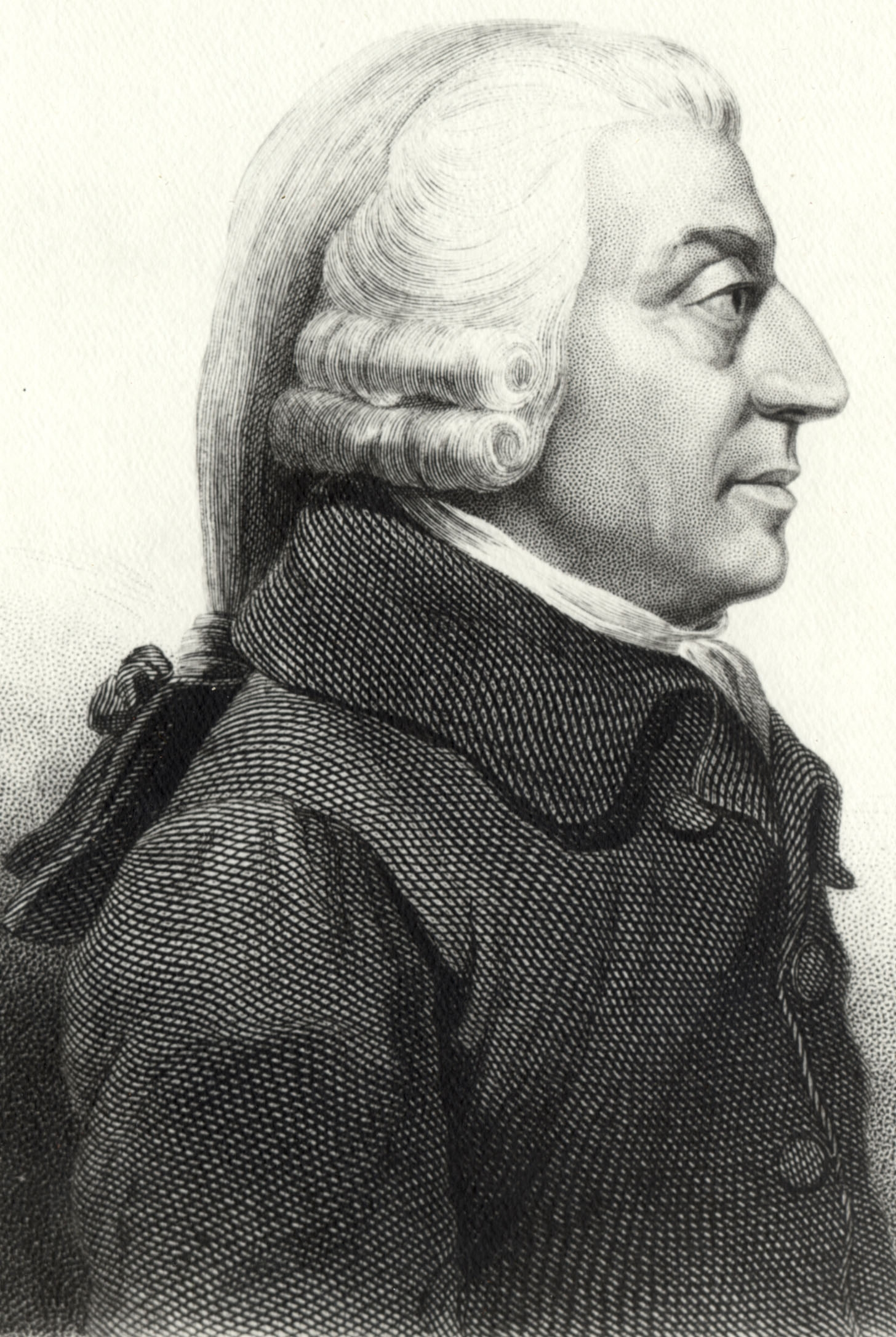
Adam Smith

Z Anglie pocházel zakladatel středověkých škol, biskup a filosof Alcuin, který pak působil na kontinentě. Anglickou scholastiku tvořili zakladatel dialektiky Anselm z Canterbury, zakladatel politologie Jan ze Salisbury, Roger Bacon, Robert Grosseteste, nebo William Ockham. Mezi filosofy raného novověku vynikli zejména Francis Bacon, empiristé Thomas Hobbes a John Locke, na něž navázali idealistický filosof George Berkeley a osvícenecký myslitel Thomas Paine.
V 19. století zde působili utilitaristé Jeremy Bentham a John Stuart Mill (již jeho otec James Mill byl významným ekonomem), nebo filosof a sociolog Herbert Spencer. Pro filosofii 20. století jsou zvláště významní originální platonik Alfred North Whitehead, logikové George Boole nebo Alan Turing, filosofický antropolog Gregory Bateson, nebo morální filosofové Bernard Williams a Alasdair MacIntyre.
Britskou filosofii 20. století významně spolutvořili také emigranti, zvláště ze zemí, které se dostaly pod vládu německého národního socialismu (nacismu). Z Rakouska do Spojeného království přišel filosof židovského původu Ludwig Wittgenstein. Do Spojeného království se uchýlili také němečtí političtí exulanti Arthur Koestler a Karl Raimund Popper, ze sovětského Ruska politický filosof Isaiah Berlin, z Československa Ernest Gellner, z Maďarska filozof matematiky Imre Lakatos a z Polska Leszek Kołakowski.

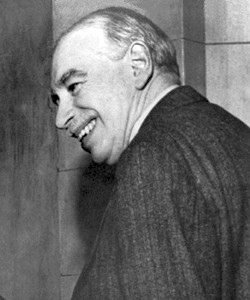
John Maynard Keynes

Jedním z největších ekonomů a vědcem, jenž měl rozhodující vliv na euro–americkou hospodářskou politiku třiceti zázračných let po druhé světové válce byl John Maynard Keynes. Zakladatelkou feministické filosofie byla Mary Wollstonecraftová. Anthony Giddens se stal jedním z nejuznávanějších sociologů. Klasikem demografie je Thomas Robert Malthus, ekonomie David Ricardo, mj. autor teorie komparativní výhody tvrdící, že vzájemný mezinárodní obchod je vždy výhodný pro všechny strany, či Alfred Marshall. Archeolog Howard Carter objevil Tutanchamonovu hrobku, jeho kolega Arthur Evans vykopal palác v Knóssu na Krétě. Beda Ctihodný založil anglickou historiografii, klasickou práci o dějinách starého Říma předložil Edward Gibbon. Významným historikem umění byl John Ruskin. Nobelovu cenu za ekonomii získali Ronald Coase, John Hicks, James Meade, Richard Stone a Oliver Hart. Edward Bradford Titchener patřil k zakladatelům psychologie.
Také Skotové mají význačnou intelektuální tradici. Jan Duns Scotus byl klíčovou postavou pozdní scholastiky. Velkého vlivu dosáhlo tzv. skotské osvícenství, zvláštní odnož britského empirismu, někdy nazývaná Scottish School of Common Sense, k níž patřil například Adam Smith, David Hume či Thomas Reid. James Frazer sepsal proslavenou knihu Zlatá ratolest, základní práci moderní antropologie, religionistiky a etnografie. Ronald David Laing byl představitelem tzv. antipsychiatrie, filozof Alasdair MacIntyre komunitarismu, John Muir byl průkopníkem environmentalismu. Hnutí free school v 60. letech inspiroval filozof Alexander Sutherland Neill. Angus Deaton a James Mirrlees získali Nobelovu cenu za ekonomii.
Velšan Geoffrey z Monmouthu byl jedním z prvních britských historiků a do značné míry stojí za popularitou legendy o králi Artušovi. Zakladatelem kulturálních studií byl Raymond Williams. Velšanem byl i logik a filozof Bertrand Russell. Průkopníkem psychoanalýzy v Británii a prvním Freudovým životopiscem byl jiný Velšan, Ernest Jones. Clive W. J. Granger získal Nobelovu cenu za ekonomii.

### Vzdělávání

Areál Oxfordské univerzity

Pilířem britské vědy jsou její univerzity. Británie má velkou univerzitní tradici a její systém univerzit je nejrozvinutější po Spojených státech amerických. Například v Šanghajském žebříčku (edice 2021) má Spojené království v první stovce osm univerzit, což je druhý nejvyšší počet na světě, po USA, a zdaleka nejvyšší v Evropě (pro srovnání: Německo tam má jen čtyři univerzity). Dvě nejstarší a nejprestižnější britské univerzity, Cambridgeská a Oxfordská, jsou dokonce v první desítce (Cambridge na 3. místě na světě, Oxford na 7. místě). Do první padesátky se ale vešlo i pět dalších: University College London (17.), Imperial College London (25.), Manchesterská univerzita (35.), Edinburská univerzita (38.) a King's College London (47.). V první stovce lze najít ještě Bristolskou univerzitu (78.).
Cambridge s Oxfordem jsou někdy označovány jako Oxbridge a jejich absolventi tvoří elitu britské společnosti. Z Oxfordu pocházelo 28 premiérů Spojeného království, z Cambridge 14. Velmi známá je také rivalita obou těchto univerzit, která se táhne už od založení Cambridgeské university učenci prchajícími z Oxfordu, první anglické univerzity založené roku 1096. Cambridge je univerzitou s největším počtem laureátů Nobelovy ceny na světě.

## Obyvatelstvo

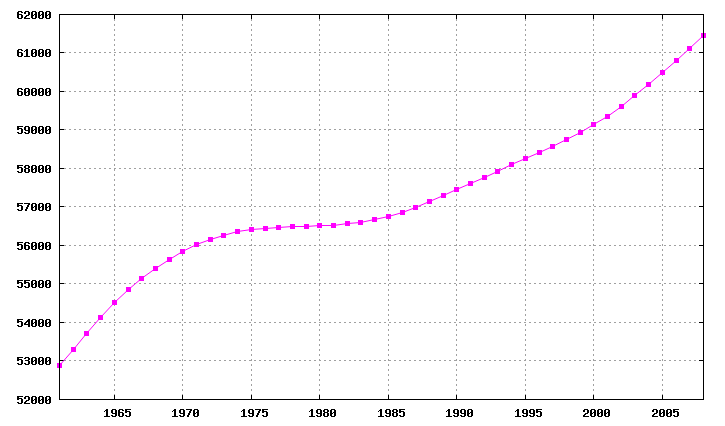
Růst počtu obyvatel v milionech.

Hustota osídlení (2011)

Ve Spojeném království žije asi 68 milionů lidí, je tu vysoká hustota zalidnění – 281 osob na km², tedy dvakrát vyšší než v ČR. Britové žijí většinou ve městech (asi 92 % obyvatel). Spojené království není velkým státem, ale v průběhu novějších dějin se stalo domovem pestré směsice národů, kultur a náboženství.
Více než čtyři pětiny obyvatel Spojeného království žijí v Anglii. Většina z nich žije a pracuje ve městech a velkoměstech. O víkendech a v době prázdnin a dovolených jsou hlavní silnice ucpány lidmi, kteří jedou na návštěvu na venkov či výlet na pobřeží. Mezi další oblíbené činnosti volného času provozované v přírodě patří zahradničení a sledování sportů či aktivní sportování.
Spojené království má bohaté literární a umělecké dědictví. Po celá staletí jeho země plodily řadu velkých básníků, dramatiků, romanopisců, malířů, architektů a hudebníků. Anglický jazyk se rozšířil do celého světa od Severní Ameriky až po Austrálii.
S indexem soukromí 1,5 (5. nejhorší hodnota z 36 vyhodnocovaných zemí) patří obyvatelé Spojeného království mezi ty s největšími zásahy do soukromí na světě. Ve Velké Británii bylo v posledních několika letech instalováno přes 4 miliony kamer (1 na 14 obyvatel), z toho nejvíce v Londýně (který se po 7. červenci 2005 stal městem s největším kamerovým dohledem na světě).

### Etnické skupiny
Zdaleka největší skupinu tvoří Angličané. K dalším patří Velšané, Skotové, Irové a Židé. Spojené království je terčem masivní imigrace neevropského obyvatelstva, řada imigrantů či jejich potomků pochází z různých částí bývalého Britského impéria – Indie, Pákistánu, Bangladéše, Hongkongu, Afriky a karibské oblasti. Okolo 1/3 všech britských studentů ve věku 5–16 let byli v roce 2016 příslušníci etnických menšin. V Londýně mělo 69 % dětí narozených v roce 2015 alespoň jednoho rodiče pocházejícího z ciziny.

### Jazyky
Spojené království nemá uzákoněný oficiální jazyk, ale de facto jím je angličtina. Anglicky se mluví na celých Britských ostrovech včetně Severního Irska a Irska, byť s mnoha různými regionálními dialekty. Další původní mluvené jazyky jsou velština, skotská gaelština, irská gaelština a kornština, které patří do skupiny keltských jazyků.
Odhadem je cca 95 % britské populace anglických mluvčích. Asi 5,5 % populace mluví jazyky, které se do Británie dostaly v důsledku relativně nedávné imigrace. Největší takovou skupinou jsou jazyky z Jižní Asie jako paňdžábština, urdština, hindština, bengálština, tamilština a gudžarátština, které jsou zastoupeny u 2,7 % britské populace. Podle sčítání lidu v roce 2011 se polština stala v Anglii druhým nejpoužívanějším jazykem se 546 000 mluvčími.

### Náboženství

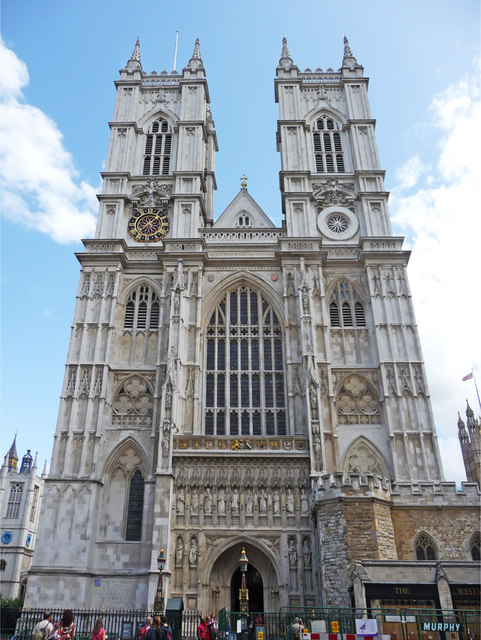
Westminsterské opatství, kde se konají korunovace

Převažujícím náboženstvím ve Velké Británii je křesťanství. Dominují: Církev Anglie, Církev Walesu, Skotská episkopální církev a Církev Irska tj. Anglikánské církve (asi 45 % obyvatelstva), dále protestantské církve – nejvíce skotští presbyteriáni (Církev Skotska, asi 5,5–7 %), metodisté (asi 4–5 %) a další církve. Dále hlavně katolíci (asi 13 %) včetně východních katolíků. Působí zde i personální Ordinariát Our Lady (Naší Paní, tj. Panny Marie) z Walsinghamu. Vznikl 15. ledna 2011, v roce 2012 měl 1 500 věřících a 57 kněží ve 31 farnostech, počet narůstá, v roce 2013 asi 12 500 věřících, 81 kněží ve 40 farnostech, roku 2014 asi 13 500 věřících a 86 kněží ve 40 farnostech. Ordinář: Keith Newton (* 10. dubna 1952), oficiálně konvertoval 1. ledna 2012, ordinářem je od 15. ledna 2011.
Jsou zde i pravoslavní, včetně syrských jakobitů: Patriarchální vikariát (má 1 farnost) a Malankarský patriarchální vikariát – 24 farností ve Velké Británii a 4 farnosti v Irsku.
V Británii působí i koptové původem z Egypta. Jsou zde 4 koptské jurisdikce: diecéze Midlands (sídlo v Solihullu, hrabství Warwickshire), diecéze Skotska, Irska a severovýchodní Anglie (založena roku 1995), koptové v dalších oblastech Anglie spadají do diecéze pod jurisdikcí koptského papeže/patriarchy a v čele stojí generální biskup se sídlem ve Stevenage v Hearts. Mají celkem 32 farností ve Spojeném království a v Irsku. Od roku 1994 je zde i samostatná diecéze pro britské konvertity: Britská pravoslavná církev v čele s metropolitou (sídlí v Londýně). Ta má 13 farností a misií, kde slouží 5 kněží a 7 jáhnů (únor 2015).
Dále je zde neustále početně narůstající menšina muslimů – v roce 2011 asi 2,8 milionu, tj. asi 4,4 % obyvatelstva a též početné minority hinduistů a sikhů (z Indie), asi 2,5–3 % obyvatelstva a také menšina několika desítek tisíc židů. Roku 1965 byl v Eskdalemuir ve skotském hrabství Dumfries a Galloway založen chrám Samye Ling tibetského buddhismu školy karma kagjü jako první svého druhu v západní Evropě.

### Imigrace

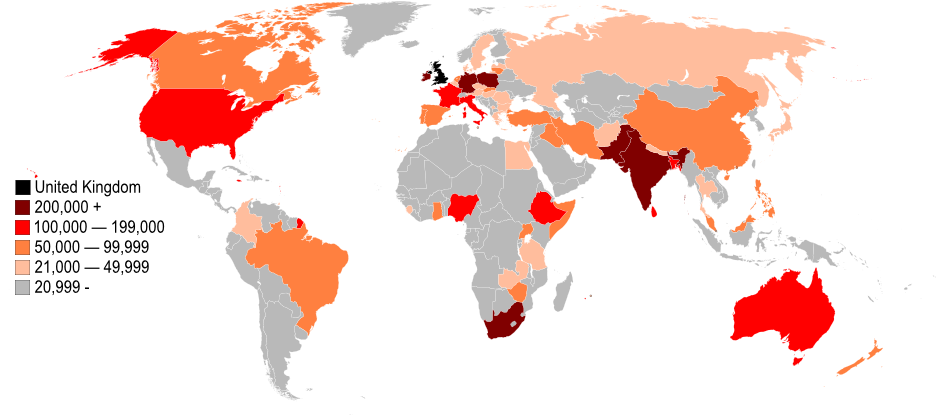
Odhadovaný počet obyvatel Spojeného království narozených v zahraničí podle země narození, duben 2007 – březen 2008

Britská ekonomika pokrývala svou potřebu dalších pracovních sil především prostřednictvím dlouhodobých migračních tradic směřujících z Irska. V letech 1945–1959 se přistěhovalo asi 350 000 Irů a v roce 1971 žil ve Velké Británii téměř milion osob, které se narodily v Irsku. Druhým zdrojem příchozích pracovních sil – převážně afrokaribského a asijského původu – byl Commonwealth. V roce 1950 žilo v zemi 20 000 neevropských imigrantů. V roce 1971 pocházelo z karibské oblasti asi 265 000 imigrantů, z Pákistánu asi 128 000 a z Indie a z východní Afriky asi 241 000. Zvláštní skupinu v rámci postkoloniální migrace tvořili přistěhovalci z bývalé kolonie Kypru – počty imigrantů (Řeků a Turků) se v letech 1951–1971 zvýšily z asi 10 000 na 73 000 osob. Druhou největší skupinu imigrantů z evropských zemí tvořily v roce 1971 osoby italského původu (asi 104 000).
V britské imigrační politice nešlo primárně o podporu nebo omezení pracovní migrace, ale o otázky imigrace z bývalých koloniálních oblastí, případně z Commonwealthu. Odpovídajícím mechanismem tu bylo zavedení národního občanství místo členství v Commonwealthu. Svobodné přistěhovalectví ze států ES tím nebylo ovlivněno. Tak se do roku 1991 dostali Němci (asi 216 000 osob) na pozici druhé nejsilnější skupiny hned za Iry. Všude se vytvořila určitá struktura přistěhovalectví, která se postupně stabilizovala také cestou slučování rodin. Na jedné straně tu byla imigrační omezení pro zahraniční pracovní síly, na druhé straně se tu na pozadí neustálého příchodu dalších rodinných příslušníků odvíjelo úsilí o podporu integrace již trvale usazených přistěhovaleckých populací. Snahy o omezení imigrace a integrační podpora na národní úrovni byly v evropském měřítku spojeny s úsilím o nadnárodní regulační systémy k zajištění sociálních jistot u mezinárodní migrace v rámci Evropy.

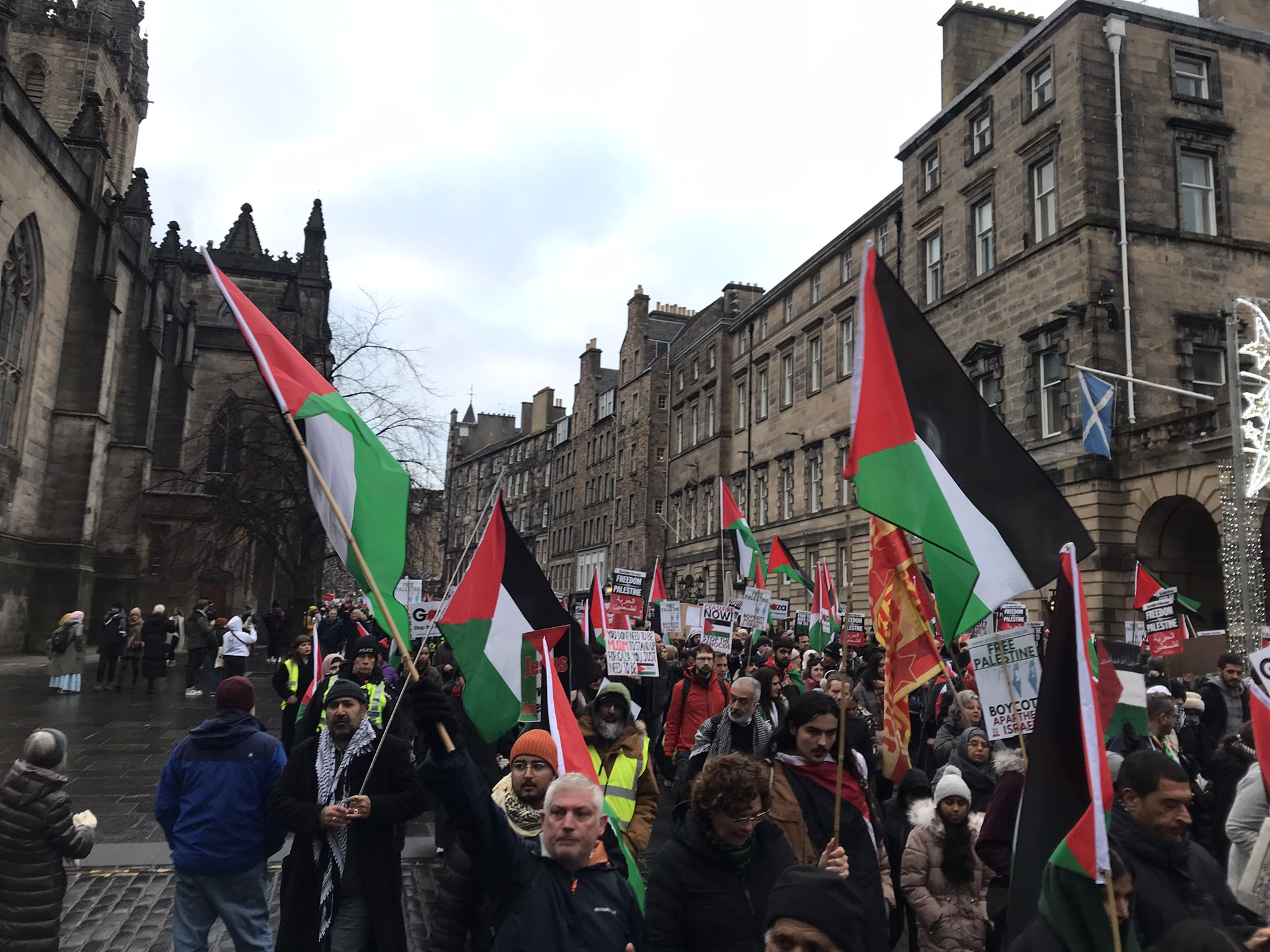
Lidé imigrantského původu na propalestinské demonstraci v Edinburghu v prosinci 2023

V roce 2014 do Velké Británie imigrovalo 624 000 lidí, zatímco ze země se ten samý rok odstěhovalo 327 000 lidí. Většina nových imigrantů pochází z bývalých kolonií v Asii a Africe, ale významná je také migrace z členských států EU. Islám je nejrychleji rostoucím náboženstvím ve Spojeném království, počet muslimů stoupl z méně než 22 000 v roce 1951 na 1,6 milionu v roce 2001 a na 2,8 milionu v roce 2011. V důsledku imigrace a vyšší porodnosti menšin se etnická skladba Spojeného království rychle mění a v roce 2011 patřilo už 24,3 % dětí na základních školách v Anglii k etnickým menšinám.
Čistá legální migrace do Spojeného království dosáhla v roce 2022 rekordního počtu 764 000, přičemž 1,26 milionu lidí se přistěhovalo a 493 000 emigrovalo. V roce 2023 se do Spojeného království přistěhovalo 1,22 milionu lidí. Většina přistěhovalců pocházela z neevropských států jako Indie, Nigérie, Čína nebo Pákistán, zatímco mezi emigranty byli častěji domácí Britové a občané členských států EU, kteří Spojené království hromadně opouštěli kvůli brexitu a na trhu práce byli nahrazováni neevropskými imigranty.

## Kultura

### Svátky

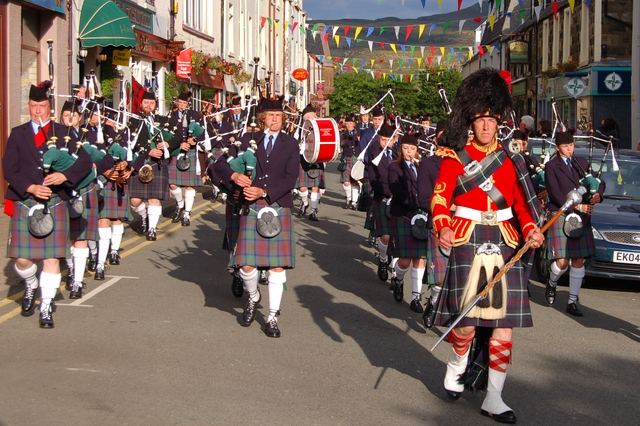
Hráči na skotské dudy v kiltech na ostrově Skye ve Skotsku

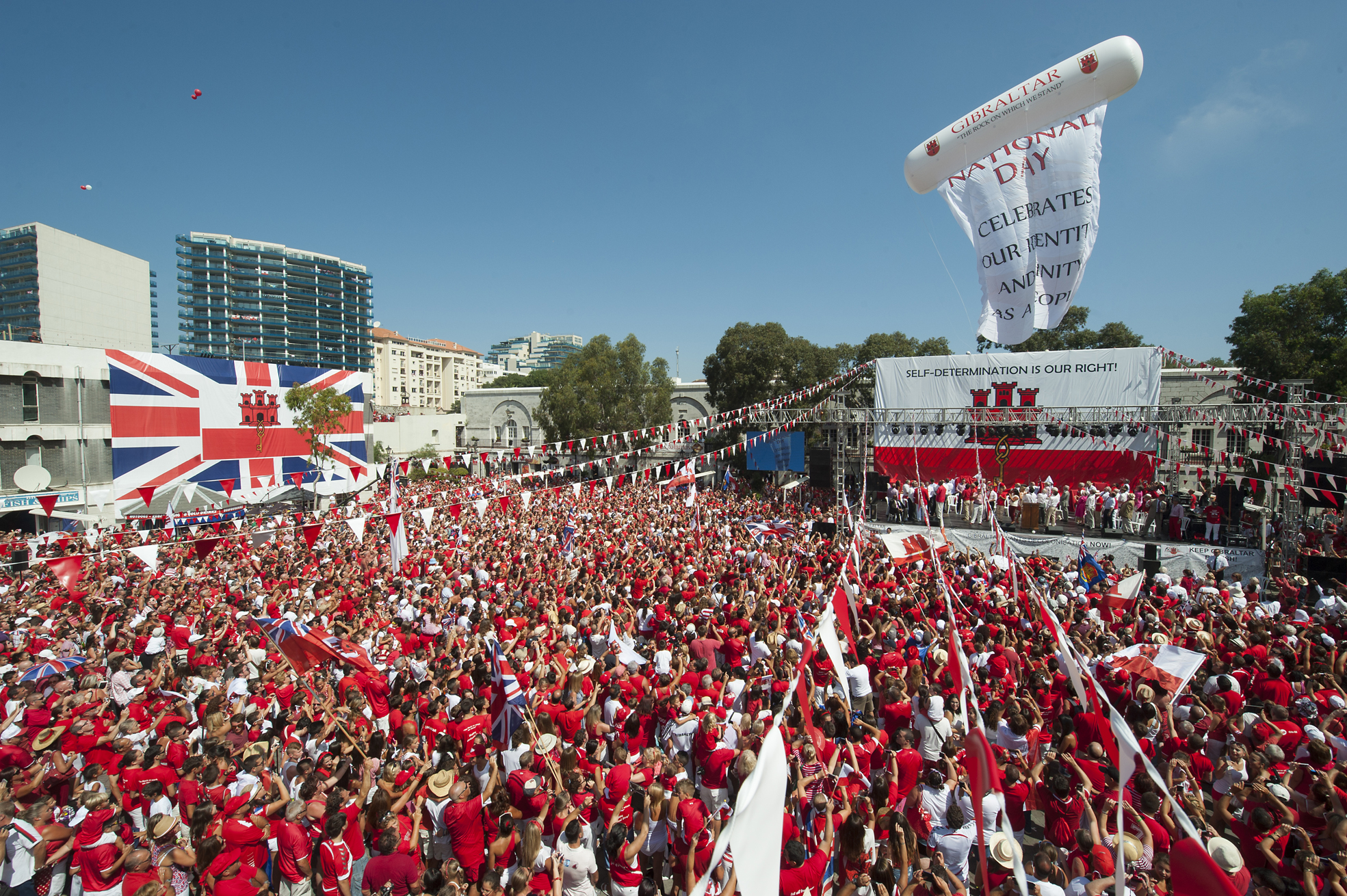
Gibraltarský národní den v roce 2013

V každé zemi existuje množství svátků a oslav. Ve Spojeném království se často nazývají bank holidays, protože v tyto dny jsou všechny banky v zemi zavřené. Nejdůležitějšími ze svátků jsou Vánoce a Nový rok, Velký pátek a Velikonoční pondělí.
Vánoce ve Spojeném království zdobí množstvím světel a typických vánočních ozdob osvětlujících ulice a tradičními koledami a děti netrpělivě očekávají příchod Otce Vánoc (Father Christmas), jenž přistane se svým sobím spřežením na střeše za komínem. Vyvěšují svou vánoční punčochu k nohám postele a čekají na dárky. Ty rozbalují pouze 25. prosince v čase snídaně. V poledne pak mají tradiční vánoční oběd – pečeného krocana a vánoční pudding. 26. prosinec se nazývá Boxing Day. Tohoto dne chodí rodiče se svými dětmi na představení pantomimy.
Večer před Novým rokem (Silvestr) je noc plná veselí po celé zemi, zvláště pak ve Skotsku. Tam se konají rodinné oslavy a před půlnocí se lidé shromažďují na náměstích, spojujíce své paže o půlnoci zpívají píseň Auld lang syne. Ve Skotsku se poslední den v roce nazývá Hogmanay a podle tradice se věří, že první návštěvník v Novém roce přináší do domu štěstí. Lidé si navzájem dávají kousek uhlí s přáním, aby jejich komín kouřil co nejdéle.
Velikonoce se slaví jako jinde v Evropě. Je to prastarý symbol jara a nového života, kdy si křesťané připomínají Kristovu smrt a jeho zmrtvýchvstání.
V Británii jsou ještě další bank holidays: první a poslední pondělí v květnu a poslední pondělí v srpnu. V Severním Irsku jsou dva významné dny – Den svatého Patrika (St. Patrick's Day) a protestantský 12. červenec čili The Twelfth neboli Orangemen's Day.
- Den svatého Valentýna (Valentine's Day) – den zamilovaných.
- První máj (May Day) – oslava plodnosti s tancem okolo májky.
- Svatojánská noc (Midsummer) – různé oslavy, zvláštností je vítaní východu slunce ve Stonehenge.
- Oficiální oslava královniných narozenin – červen.
- Noc Guye Fawkese (Guy Fawkes Night) – noc, během níž ohňostroje připomínají neúspěšný pokus vysoce postavených katolických vzbouřenců (v čele s Guy Fawkesem) vyhodit do povětří budovy Parlamentu za pomoci výbušnin a třaskavin.
- Halloween – předvečer svátku Všech svatých – noc tradičních her a veselí.
- Den válečných veteránů (Remembrance Day) – vzpomínka na padlé v obou světových válkách.

### Literatura

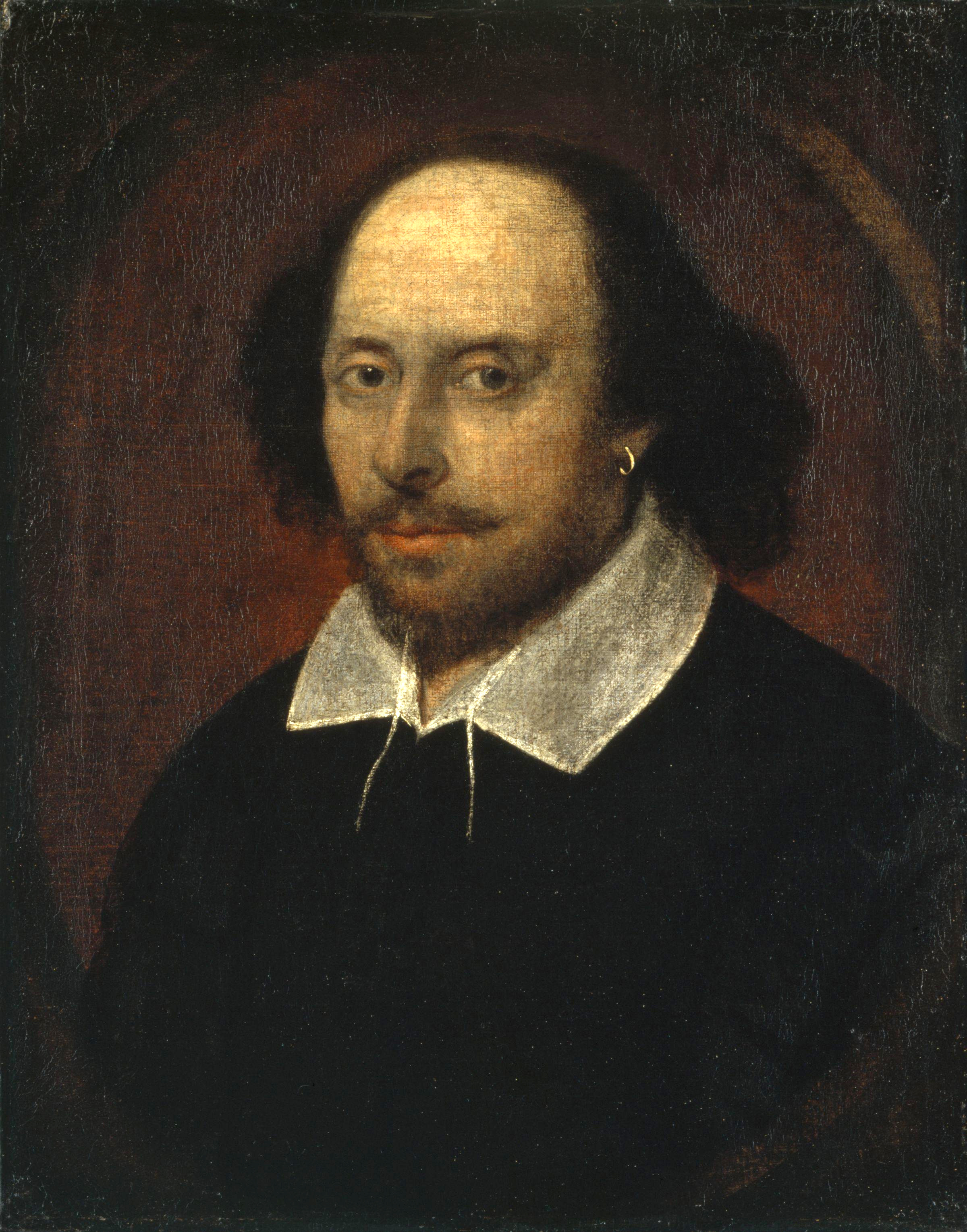
William Shakespeare

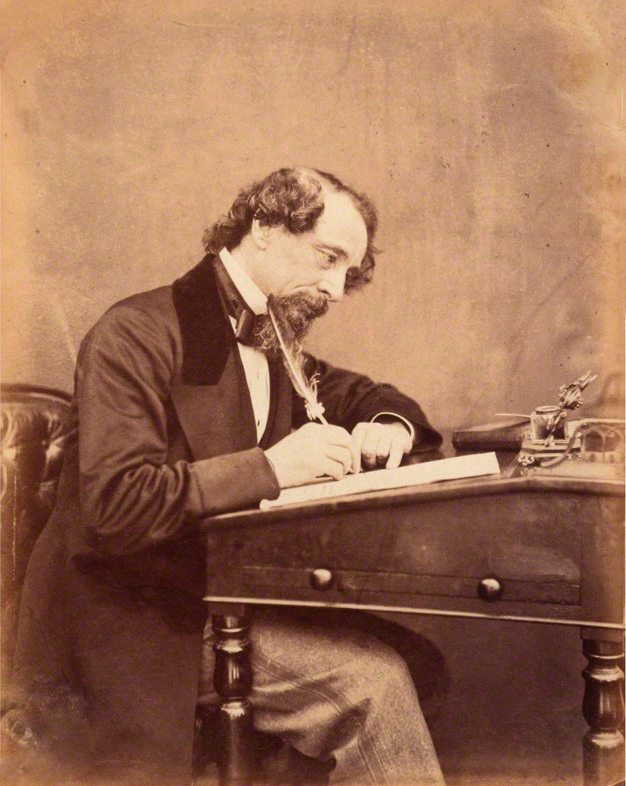
Fotografie spisovatele Charlese Dickense z Viktoriánského období

Agatha Christie

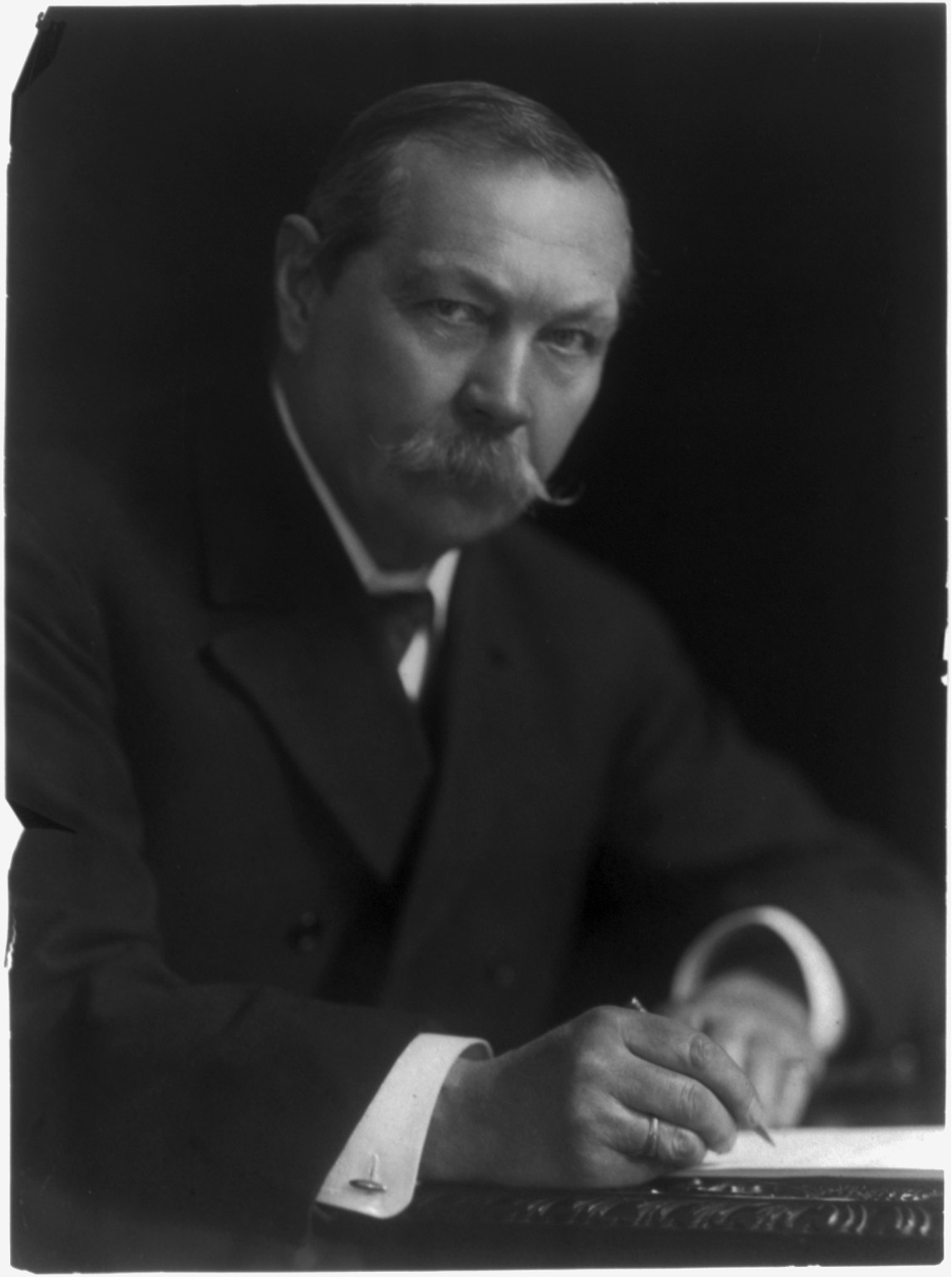
Arthur Conan Doyle

### Hudba

The Beatles byli v populární hudbě komerčně nejúspěšnější a kritikou uznávaná skupina, která má na kontě přes miliardu prodaných nahrávek.

Ve Spojeném království jsou populární různé styly hudby, od lidové hudby Anglie, Walesu, Skotska a Severního Irska až po heavy metal.
Mezi známé skladatele klasické hudby ze zemí Spojeného království patří William Byrd, Henry Purcell, Edward Elgar, Gustav Holst, William Walton, Arthur Sullivan (nejznámější je spolupráce s libretistou W. S. Gilbertem), Ralph Vaughan Williams a Benjamin Britten, průkopník moderní britské opery. Původem německý skladatel Georg Friedrich Händel, který složil řadu oper na italská libreta, se nakonec usadil v Londýně. Stal se naturalizovaným britským občanem a napsal britskou korunovační hymnu. Libreta některých z jeho významných děl, například oratoria Mesiáš, byla napsána v angličtině.
Spojené království je domovem několika světově proslulých symfonických orchestrů. K nim patří BBC Symphony Orchestra a London Symphony Orchestra. Mezi významné dirigenty patří Simon Rattle, John Barbirolli, Leopold Stokowski, Peter Maxwell Davies, Thomas Beecham, Neville Marriner, Colin Davis nebo John Eliot Gardiner.
Mezi významné skladatele filmové hudby se zařadili John Barry, Clint Mansell, John Powell, Craig Armstrong, David Arnold, Malcolm Arnold, Michael Nyman a Harry Gregson-Williams. Andrew Lloyd Webber je produktivní muzikálový skladatel. Jeho díla od konce 20. století dominují londýnským divadlům ve West Endu a slavila úspěch po celém světě.

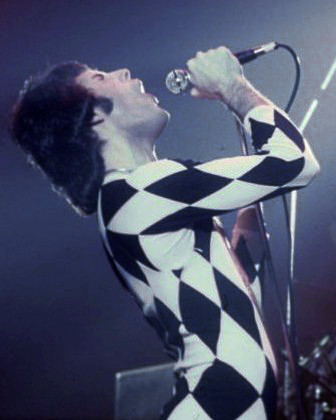
Freddie Mercury

Skupina The Beatles (John Lennon, Paul McCartney, George Harrison, Ringo Starr) má na mezinárodním poli prodáno přes miliardu nahrávek a je nejprodávanější a nejvlivnější kapelou v historii populární hudby. Mezi další významné a vlivné britské umělce v průběhu druhé poloviny 20. století patří The Rolling Stones (Mick Jagger), Led Zeppelin, Pink Floyd, Queen (Freddie Mercury), Bee Gees (ač spíše Australané), Genesis (Phil Collins, Peter Gabriel), Deep Purple, Dire Straits, Def Leppard, Elton John a Depeche Mode. Všichni mají po celém světě rekordně prodáno 200 milionů a více nahrávek. K dalších významným skladatelům a hudebníkům patří Mike Oldfield, za zmínku také stojí vlivné punkové skupiny Sex Pistols a The Clash. Průkopníky žánru heavy metal byli Black Sabbath (Ozzy Osbourne), Judas Priest a Iron Maiden. Mezi další význačné interprety z moderní doby patří Coldplay, Ed Sheeran, Radiohead, Muse, Arctic Monkeys, Blur, Oasis, Spice Girls, Robbie Williams, Gorillaz, Amy Winehouse a Adele. Ze Skotů se nejvíce prosadila Annie Lennoxová, z Velšanů John Cale (svého času člen The Velvet Underground), Tom Jones, Bonnie Tyler a Manic Street Preachers.
V rámci BPI jsou udělovány výroční hudební ceny Brit Awards. Mezi některé z oceněných z Británie za mimořádný přínos hudbě patří The Who, David Bowie, Eric Clapton, Rod Stewart, Sting, The Police, Cliff Richard a George Michael.

### Výtvarné umění

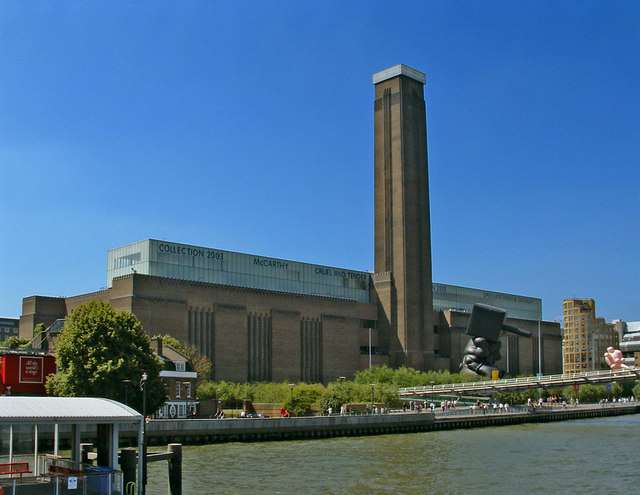
Tate Modern

K nejznámějším anglickým malířům patří romantický krajinář William Turner. William Hogarth založil žánr karikatury. Nejvlivnější výtvarnou skupinou v anglických dějinách byli tzv. prerafaelité. K členům tohoto bratrstva patřili Dante Gabriel Rossetti nebo John Everett Millais. S bratrstvem byl úzce spjat designér William Morris. Nejslavnějším anglickým sochařem je patrně Henry Moore.
Nejproslulejším anglickým architektem je Christopher Wren, mj. stavitel katedrály sv. Pavla v Londýně, z moderních architektů pak Norman Foster, jenž obdržel prestižní Pritzkerovu cenu, stejně jako dva další Britové, modernista Richard Rogers a skotský brutalista James Stirling. Skotský architekt a designér Charles Rennie Mackintosh byl významným představitelem secese, Robert Adam neoklasicismu. Proslulým stavitelem kanálů byl Skot Thomas Telford.

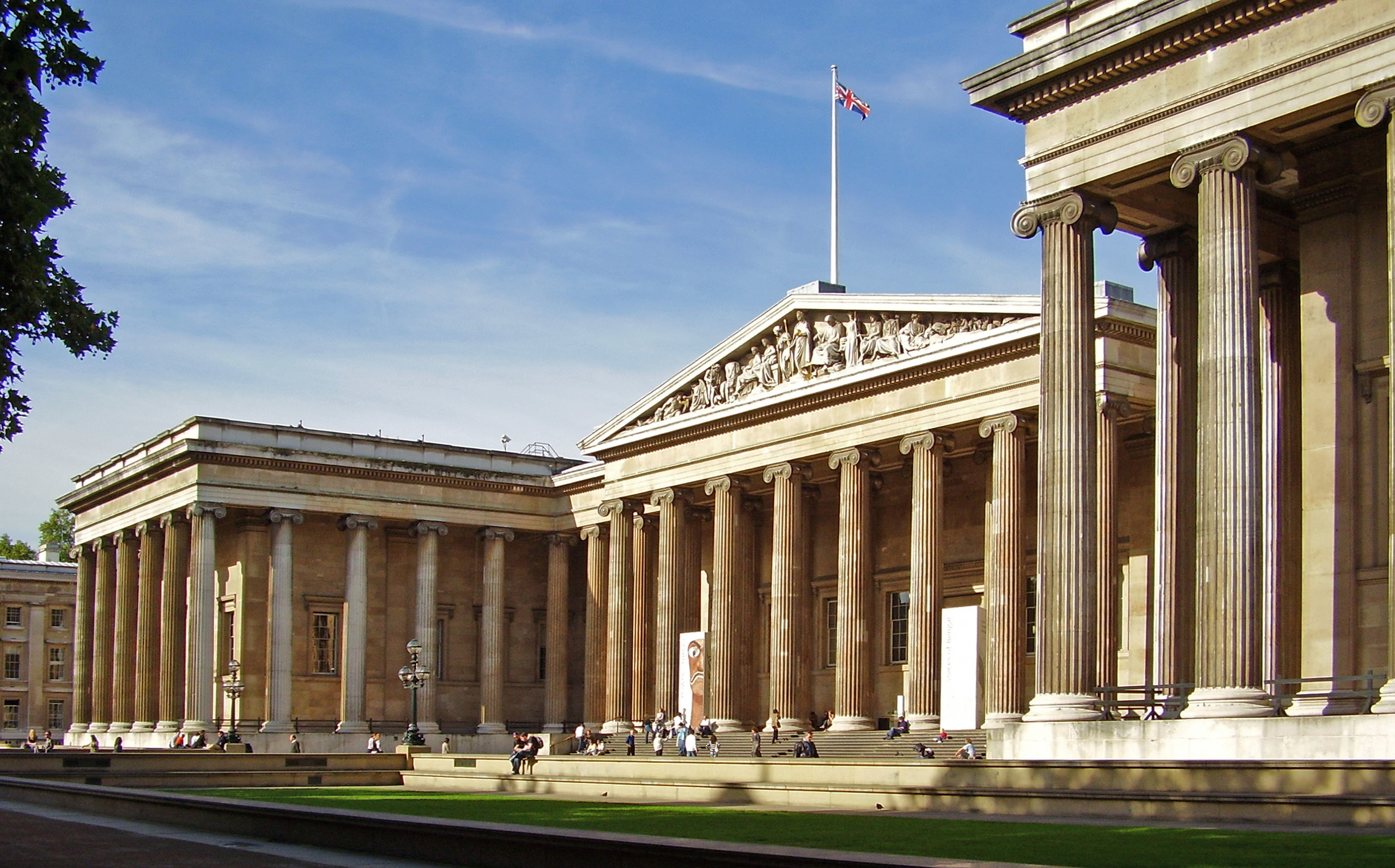
Britské muzeum

V Británii jsou též významná umělecká muzea a galerie. Britské muzeum je největším muzeem světa, schraňuje některé umělecké poklady antické (Elginovy mramory) a staroegyptské (Rosettská deska, El-amarnské dopisy). Významnou galerií je i Courtauldův institut umění sídlící v Somerset House, kde lze spatřit například obraz Un bar aux Folies Bergère od Édouarda Maneta. Národní galerie sídlí na Trafalgarském náměstí v Londýně a v jeho sbírkách lze najít obraz Svatba manželů Arnolfiniových Jana van Eycka, Madonu ve skalách Leonarda da Vinciho nebo vskutku proslulé Slunečnice Vincenta van Gogha. Moderní umění je shromážděno zvláště v Tate Gallery. Její nejznámější součástí je Tate Modern v bývalé elektrárně v londýnském Southwarku. Sbírku portrétů lze nalézt v Národní portrétní galerii, Victoria and Albert Museum se specializuje na dekorativní umění. Mimo Londýn je významné zejména Ashmoleovo muzeum v Oxfordu. Ve Skotsku je největší uměleckou institucí Kelvingrove Art Gallery and Museum v Glasgow.

### Film

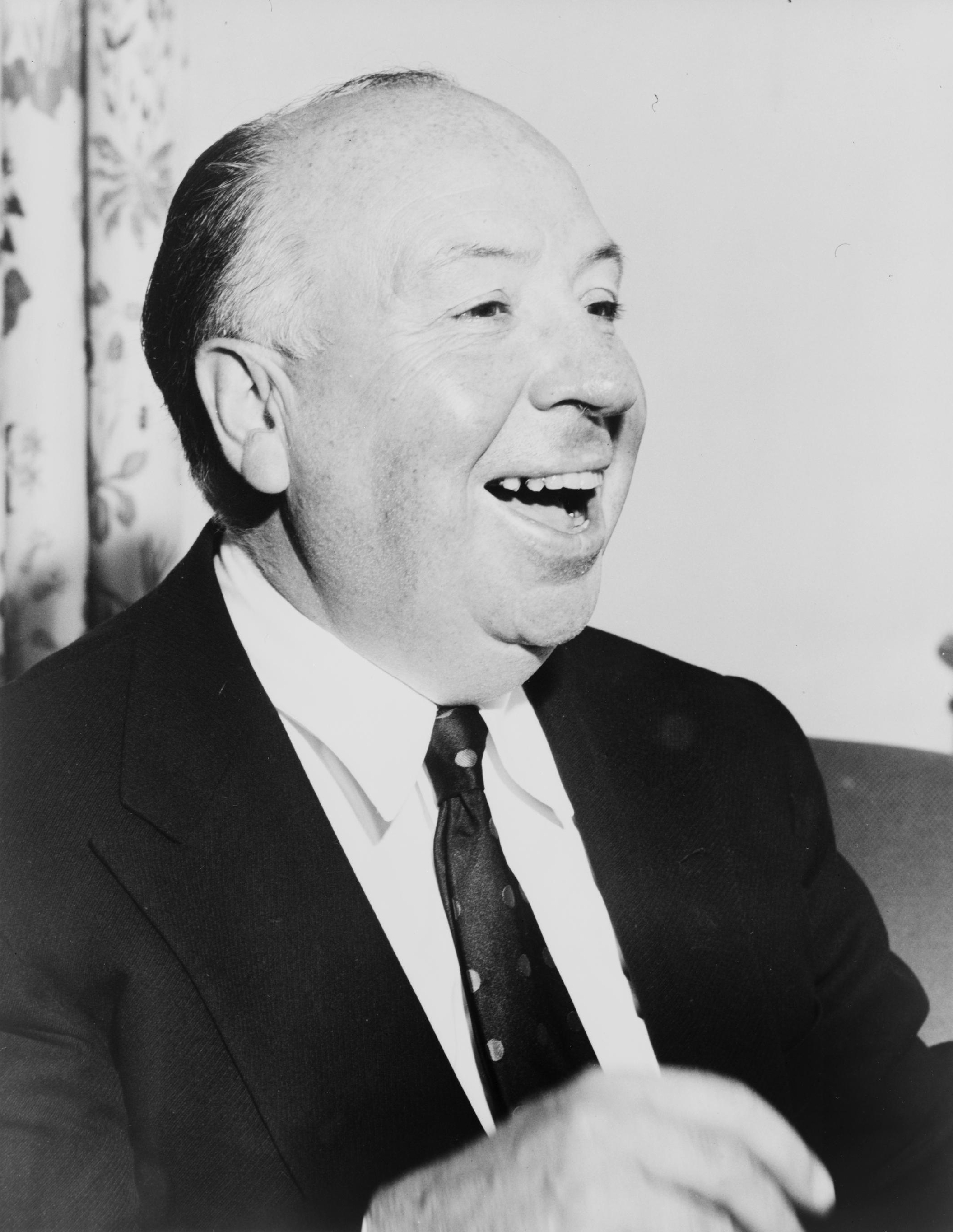
Alfred Hitchcock

Nejslavnějším anglickým filmovým režisérem je Alfred Hitchcock. Dva Oscary má režisér Richard Attenborough, jednoho si odnesl Anthony Minghella, John Schlesinger, Ken Russell a Tony Richardson. David Lean se stal známým svými velkofilmy jako Most přes řeku Kwai (1957), Lawrence z Arábie (1962) nebo Doktor Živago (1965). Představitelem britské nové vlny byl Lindsay Anderson, který získal Zlatou palmu v Cannes. Stejné pocty se dostalo dokonce dvakrát Kenu Loachovi, autoru sociálních dramat. V Cannes uspěli i Carol Reed, Richard Lester nebo Mike Leigh. Mnoho populárních snímků natočil Ridley Scott. Terry Gilliam vždy nalezl zcela osobitou poetiku. Richard Curtis je králem romantických komedií. K nejúspěšnějším režisérům současnosti patří Christopher Nolan či Danny Boyle. Guy Ritchie proslul novým, dosti hollywoodským pojetím Sherlocka Holmese.

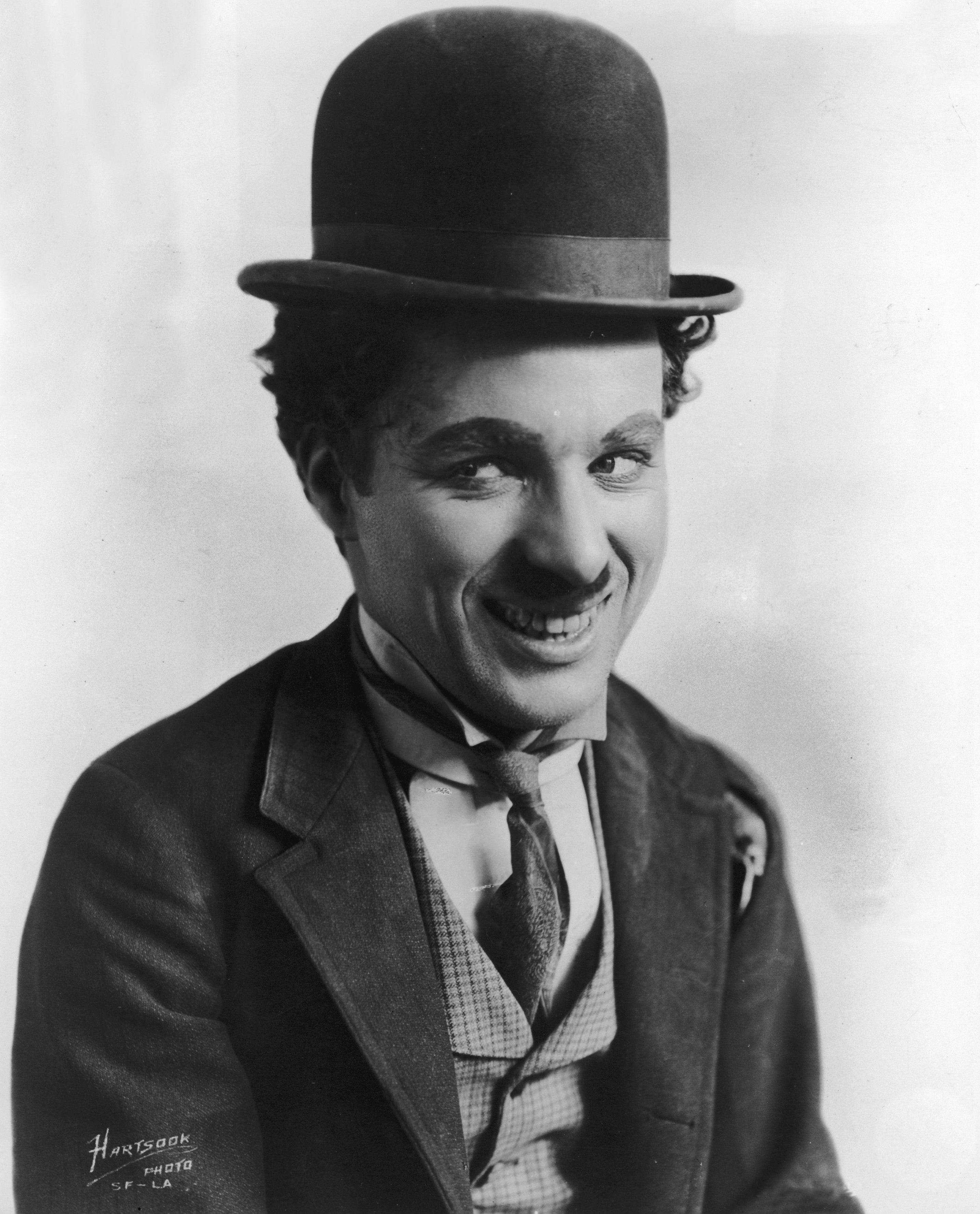
Charlie Chaplin

Nejslavnějším hercem němé éry se stal Charlie Chaplin. K dalším ikonám světového filmového umění patří Elizabeth Taylorová, Michael Caine, Laurence Olivier, Vivien Leighová, Cary Grant, Peter Ustinov. Tři Oscary má Daniel Day-Lewis. Role inspektora Clouseaua proslavila Petera Sellerse. Role v Pánu prstenů udělala globální celebritu z Christophera Lee, Orlando Blooma či Iana McKellena, série o Harrym Potterovi proslavila Emmu Watsonovou, Daniela Radcliffa, Garyho Oldmana, Richarda Griffithse a Alana Rickmana, série Matrix Hugo Weavinga, velkofilm Titanic Kate Winsletovou, komediální cyklus o Mr. Beanovi Rowana Atkinsona, série o Jamesi Bondovi především Daniela Craiga, Judi Denchovou a Rogera Moorea, seriál Dr. House Hugha Laurieho, sága Stmívání Roberta Pattinsona. K legendám patří i Bob Hoskins, Donald Pleasence, Malcolm McDowell, Christian Bale, Ben Kingsley, Jeremy Irons, Alec Guinness, Colin Firth, Emma Thompsonová, Helen Mirrenová, Hugh Grant či David Niven. Jacqueline Bissetová zůstane pro většinu Středoevropanů už asi navždy především kráskou z belmondovské klasiky Muž z Acapulca. K proslulé komické skupině Monty Python patřili herci John Cleese, Michael Palin, Graham Chapman či Eric Idle. Megahvězdou současnosti je Keira Knightleyová. Jako Spider-Man se v posledních letech proslavil Andrew Garfield, v sérii Mission: Impossible a Star Trek Simon Pegg. Brutální komika je typická pro Sachu Barona Cohena.

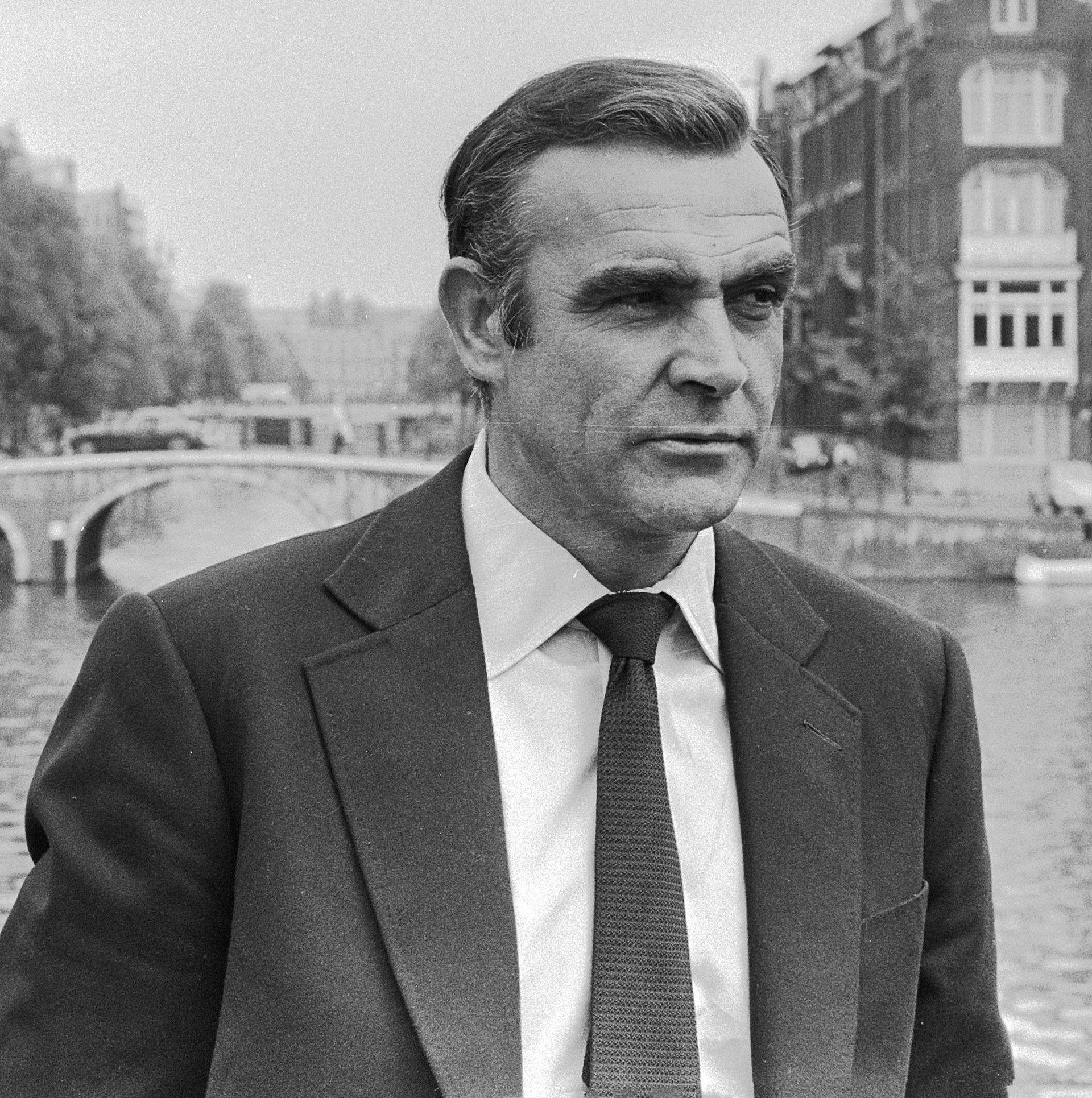
Sean Connery

Skotem byl první představitel Jamese Bonda a herecká legenda Sean Connery. Série o Harrym Potterovi proslavila Robbie Coltranea, série Pán prstenů Billy Boyda, seriál Doctor Who Karen Gillanovou a Petera Capaldiho.
Z Velšanů proslul scenárista, režisér a spisovatel Terry Jones, člen komediální skupiny Monty Python. Nejslavnějšími velšskými herci jsou Catherine Zeta-Jonesová, Richard Burton a Anthony Hopkins. Ray Milland získal Oscara. Velkofilm Titanic učinil všeobecně známým Ioana Gruffudda, sága Twilight Michaela Sheena, romantická klasika Notting Hill Rhyse Ifanse, série o Jamesi Bondovi Desmonda Llewelyna (ztvárnil výstrojního důstojník Q v sedmnácti bondovkách), série Piráti z Karibiku Jonathana Pryce, seriály Misfits a Hra o trůny Iwana Rheona.
V modelingu proslula Naomi Campbellová či Kate Mossová. Legendou dokumentárních pořadů BBC je zoolog David Attenborough. Další televizní hvězdou, která překročila hranice Británie, je kuchař Jamie Oliver, moderátor motoristického pořadu Jeremy Clarkson či porotce Simon Cowell z formátů typu Pop Idol.

### Památky

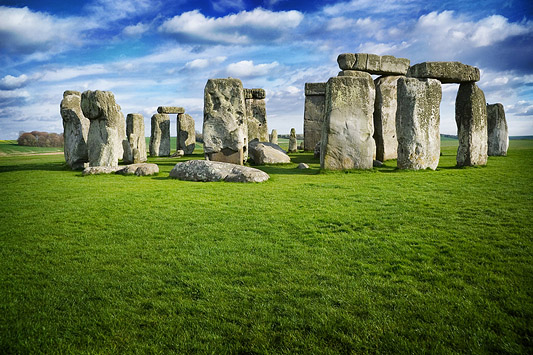
Stonehenge

Z prehistorických památek jsou nejvýznamnější Stonehenge, Avebury a neolitická osada Skara Brae ve Skotsku. Z římských časů jsou to především zbytky Hadriánova valu, kterým Římané oddělili Skotsko od Anglie.

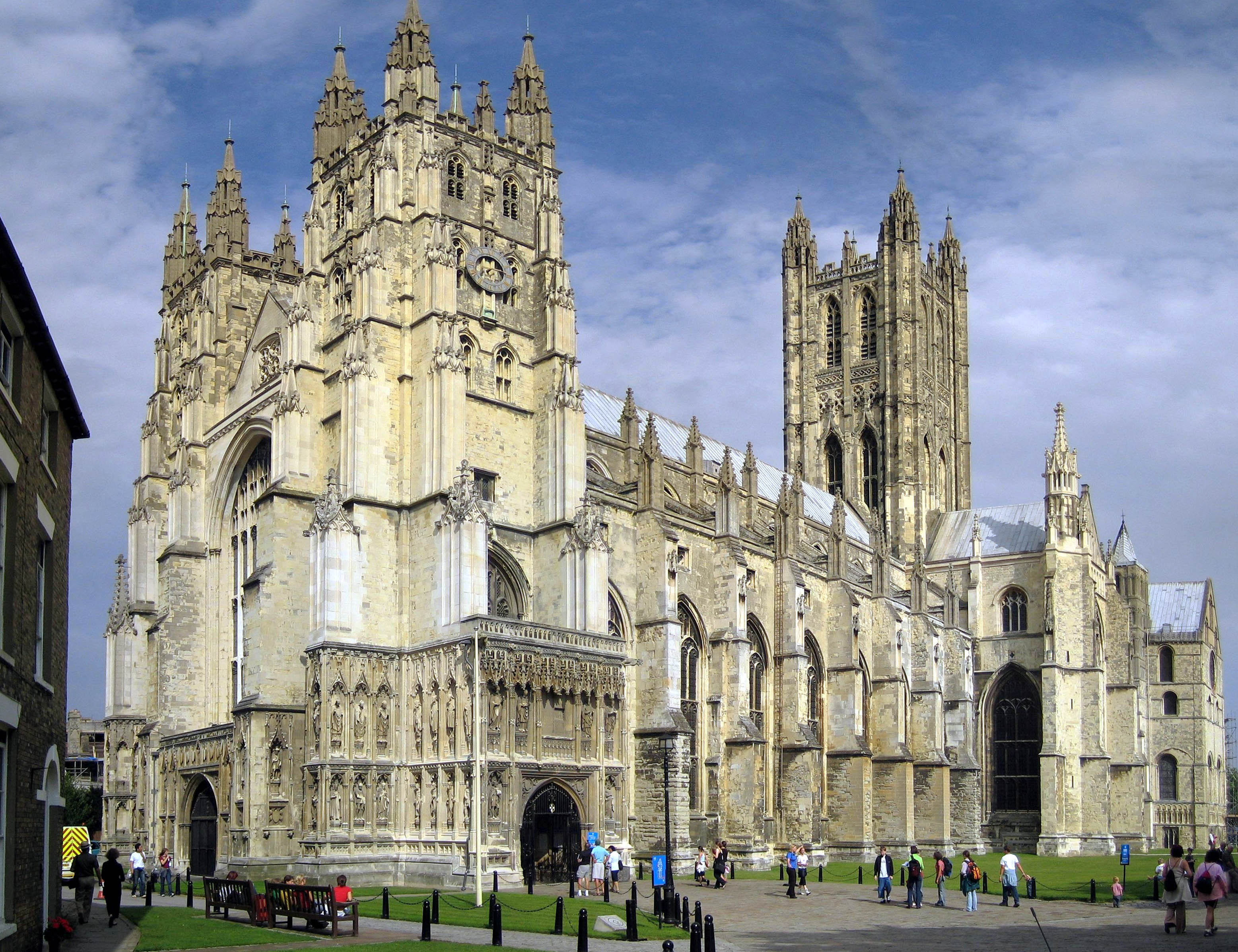
Canterburská katedrála

Počátky románské architektury, přesněji její specifické ostrovní verze zvané normanský sloh, reprezentuje Durhamský hrad a Durhamská katedrála. Normanské základy má i hrad Windsor, druhý největší obývaný hrad na světě (hned po Pražském hradě) a jedno ze sídel britské královské rodiny, stejně jako londýnský hrad Tower. Ze sakrálních staveb pak Canterburská katedrála, kde byl zavražděn Tomáš Becket, která ale již přechází v gotiku. Podobné prolínání je typické i u dalších primárně románských staveb, jako je Elyská katedrála nebo Norwichská katedrála.

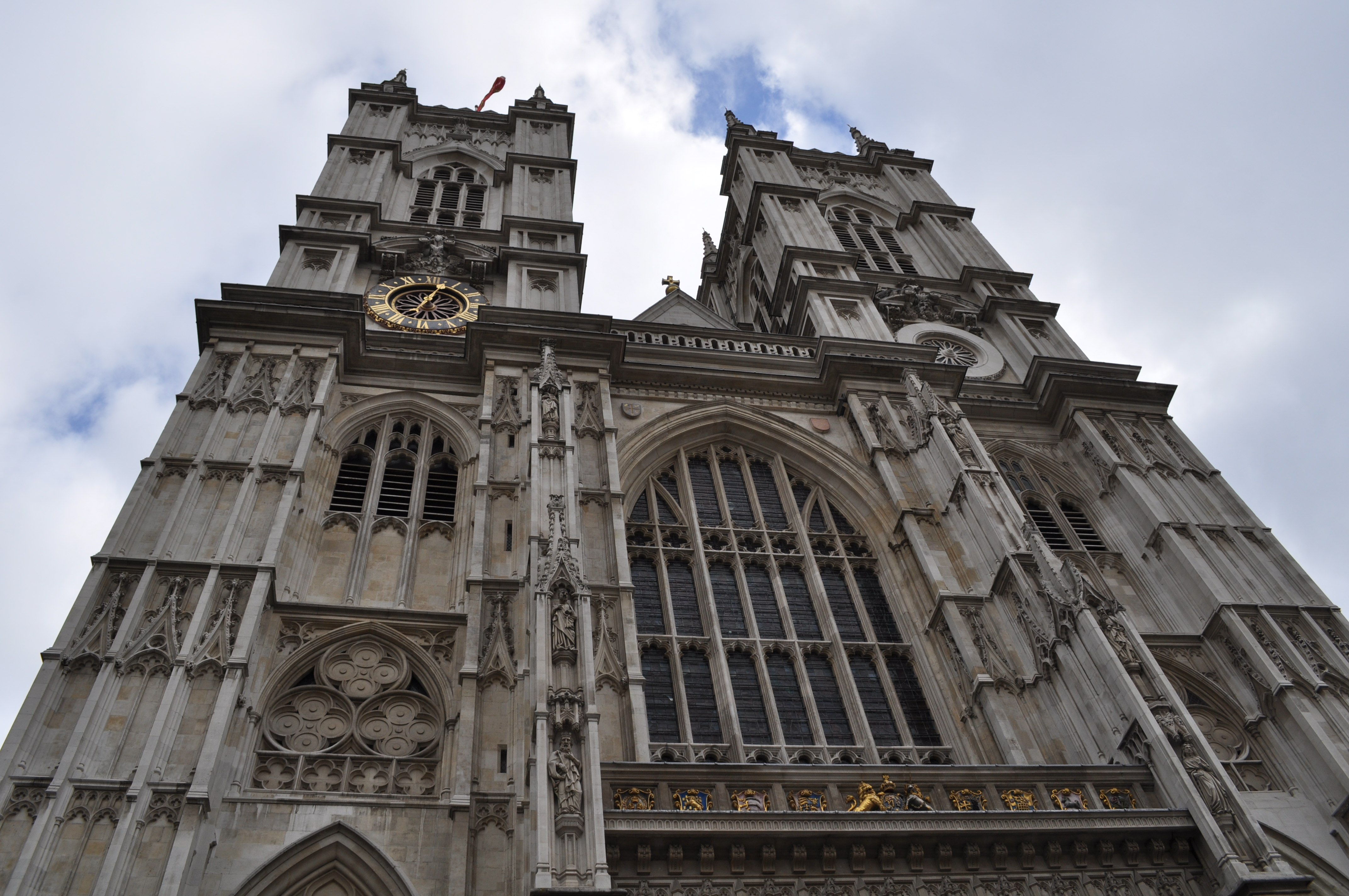
Westminsterské opatství

V Peterboroughské katedrále už se gotika prosadila velmi dravě. Její velmi čistý výraz lze spatřit ve Westminsterském opatství, známém to místě korunovací, svateb a posledního odpočinku anglických panovníků. Britskou gotiku reprezentuje také Salisburská katedrála, Lincolnská katedrála nebo Winchesterská katedrála disponující nejdelší hlavní chrámovou lodí mezi všemi gotickými katedrálami v Evropě. Yorská katedrála je zase největší svého druhu na severu Evropy. Z hradů pak je gotika dobře cítit na vodním hradě Bodiam v hrabství Východní Sussex nebo na největším anglickém hradě Dover. Ve Skotsku je to Edinburský hrad nebo Palác Linlithgow, ve Walesu pak hrady Caernarfon, Beaumaris nebo Conwy. Z klášterů Fountains, který je součástí královského parku Studley, jenž je celý zapsán mezi památky UNESCO (jinak ovšem reformace, která na ostrovech zvítězila, klášternímu životu nepřála, i známé opatství v Canterbury se například proměnilo v ruinu).

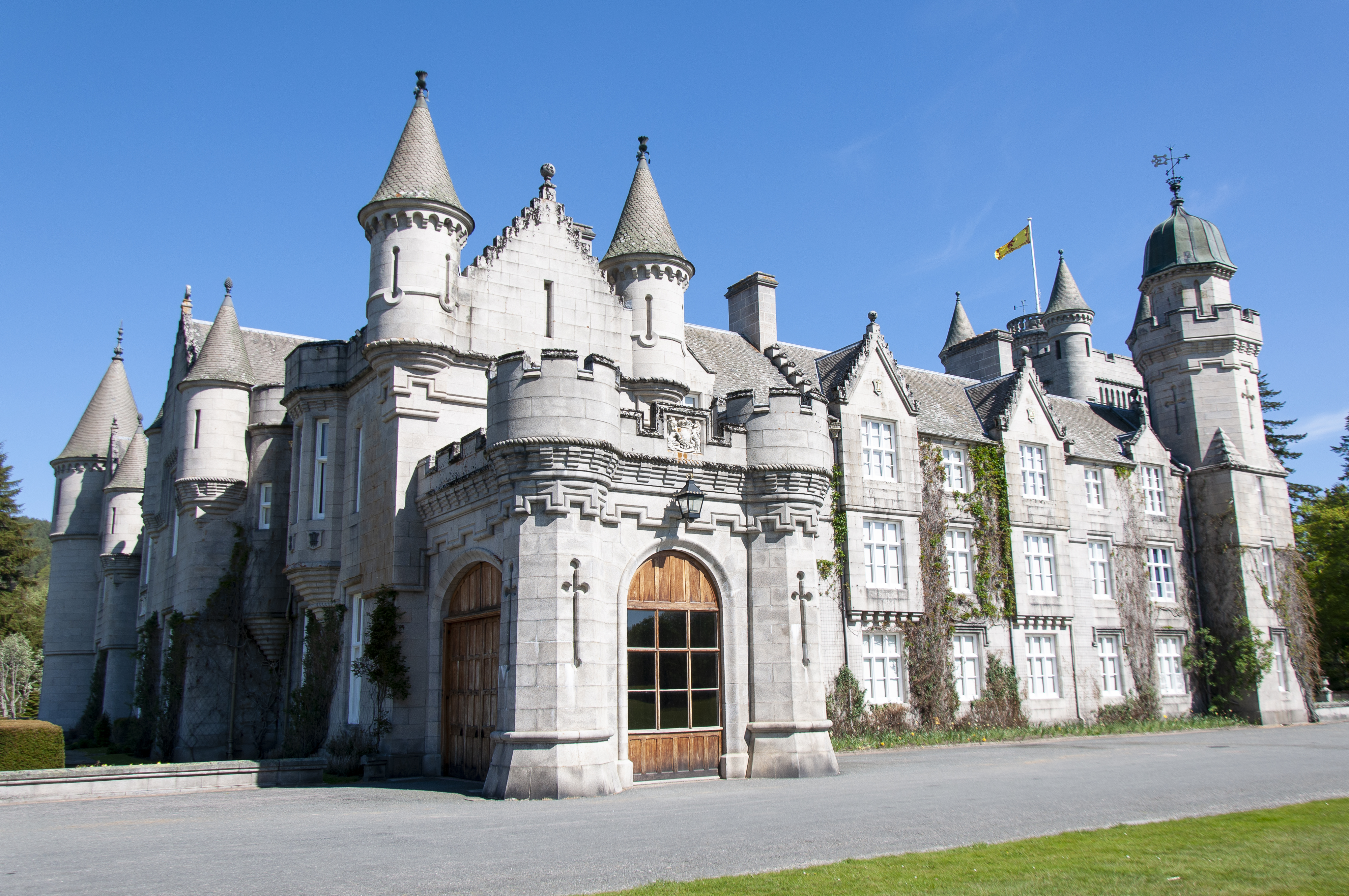
Zámek Balmoral

Renesanci uváděli na ostrovy Tudorovci. Tzv. tudorovskou architekturu reprezentuje zejména Hampton Court Palace a St James's Palace, oba v Londýně. Renesanční prvky již dominují i na skotském hradě Stirling. Nejčistší renesanční výraz, jak je znám z kontinentální Evropy, má však skotský zámek Balmoral, letní byt britské královské rodiny, v němž zemřela královna Alžběta II.

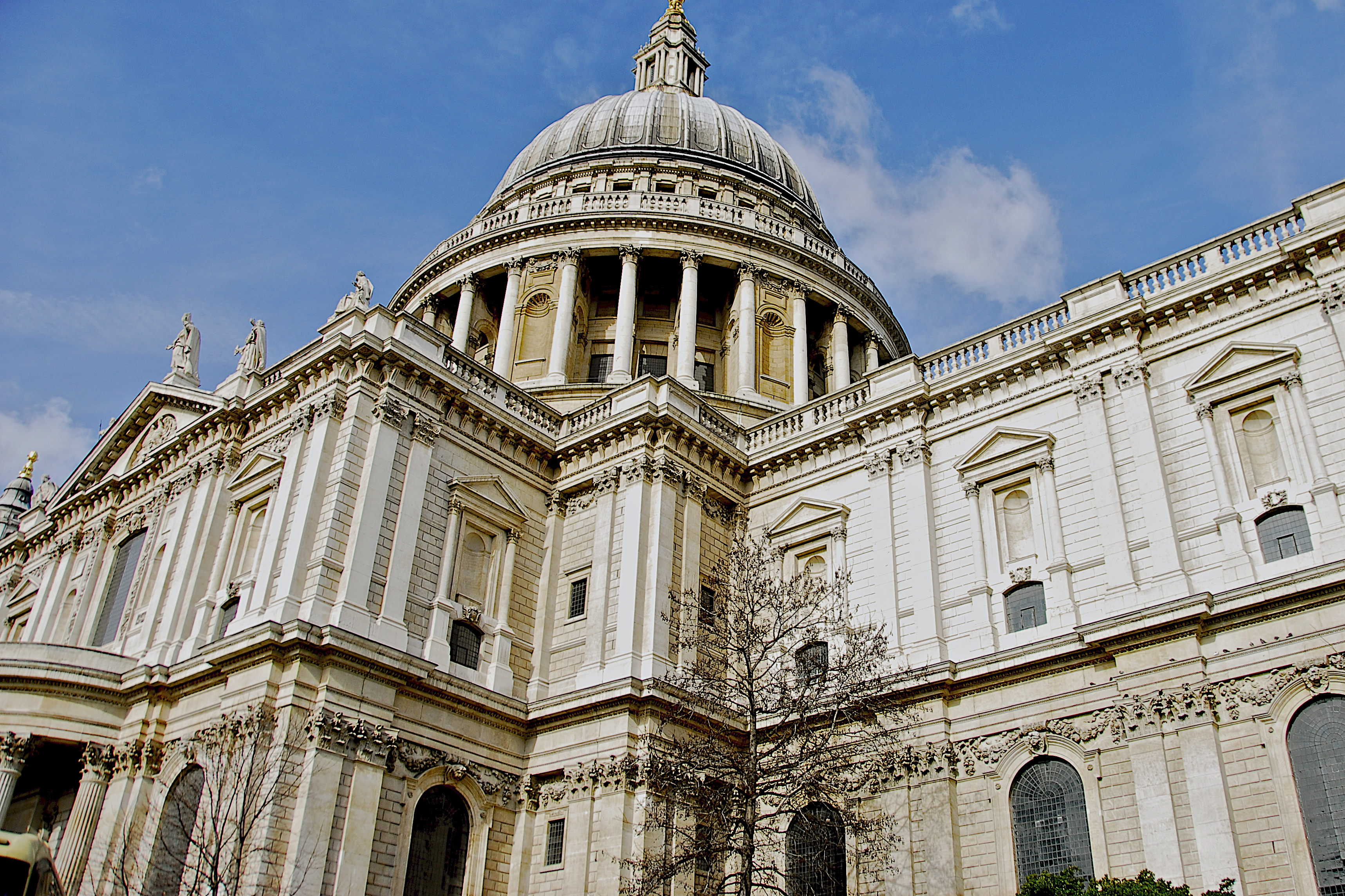
Katedrála svatého Pavla

V 17. a 18. století vznikala venkovská sídla, která měla nezaměnitelný styl, k nejslavnějším patří Blenheimský palác, proslulý rovněž tím, že se zde narodil Winston Churchill. Lze ho řadit k baroku, stejně jako Kensingtonský palác v Londýně z dílny Christophera Wrena. Ovšem zdaleka nejproslulejším projevem tohoto stylu v Británii je jiné Wrenovo dílo, Katedrála svatého Pavla v Londýně. Oblíben byl na ostrovech i klasicismus. Klasicistní je zámek Holyrood ve Skotsku, ještě mnohem známější je pak Buckinghamský palác v Londýně, od roku 1837, s nástupem královny Viktorie, oficiální sídlo královské rodiny.

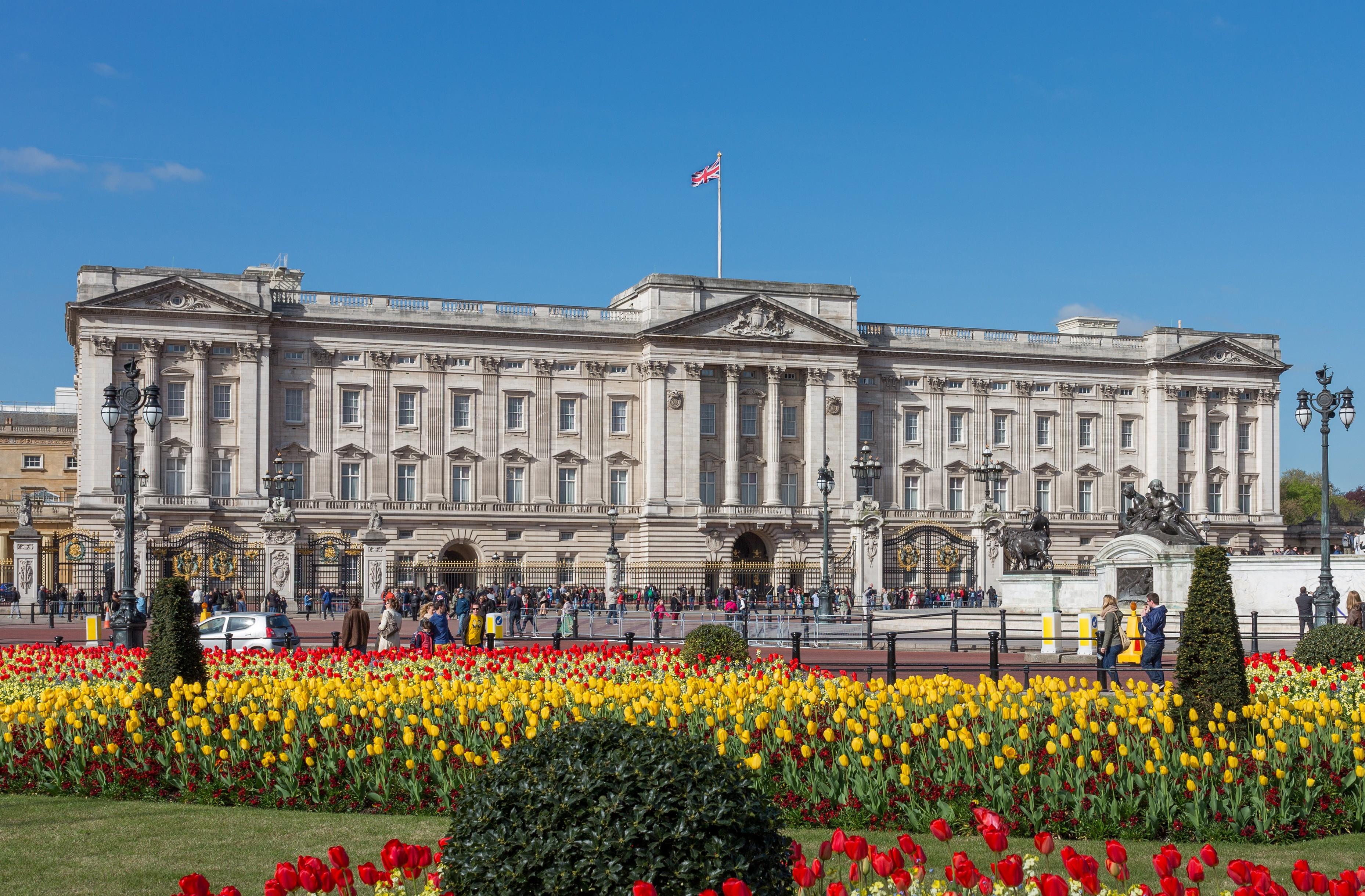
Buckinghamský palác

Royal Albert Hall

K nejslavnějším stavbám světa v historistním stylu 19. století, v tomto případě novogotickém, patří Westminsterský palác v Londýně, kde v současnosti sídlí britský parlament. Jeho součástí je i věž Big Ben, jeden z největších symbolů Británie. Originálním projevem historismu je Broadway Tower ve Worcestershiru. Proslavenými stavbami jsou koncertní sál Royal Albert Hall nebo budova Royal Opera House, obvykle zvaná Covent Garden. Průkopnickým byl Křišťálový palác v Hyde Parku postavený u příležitosti světové výstavy 1851, jedna z prvních skeletových staveb světa.

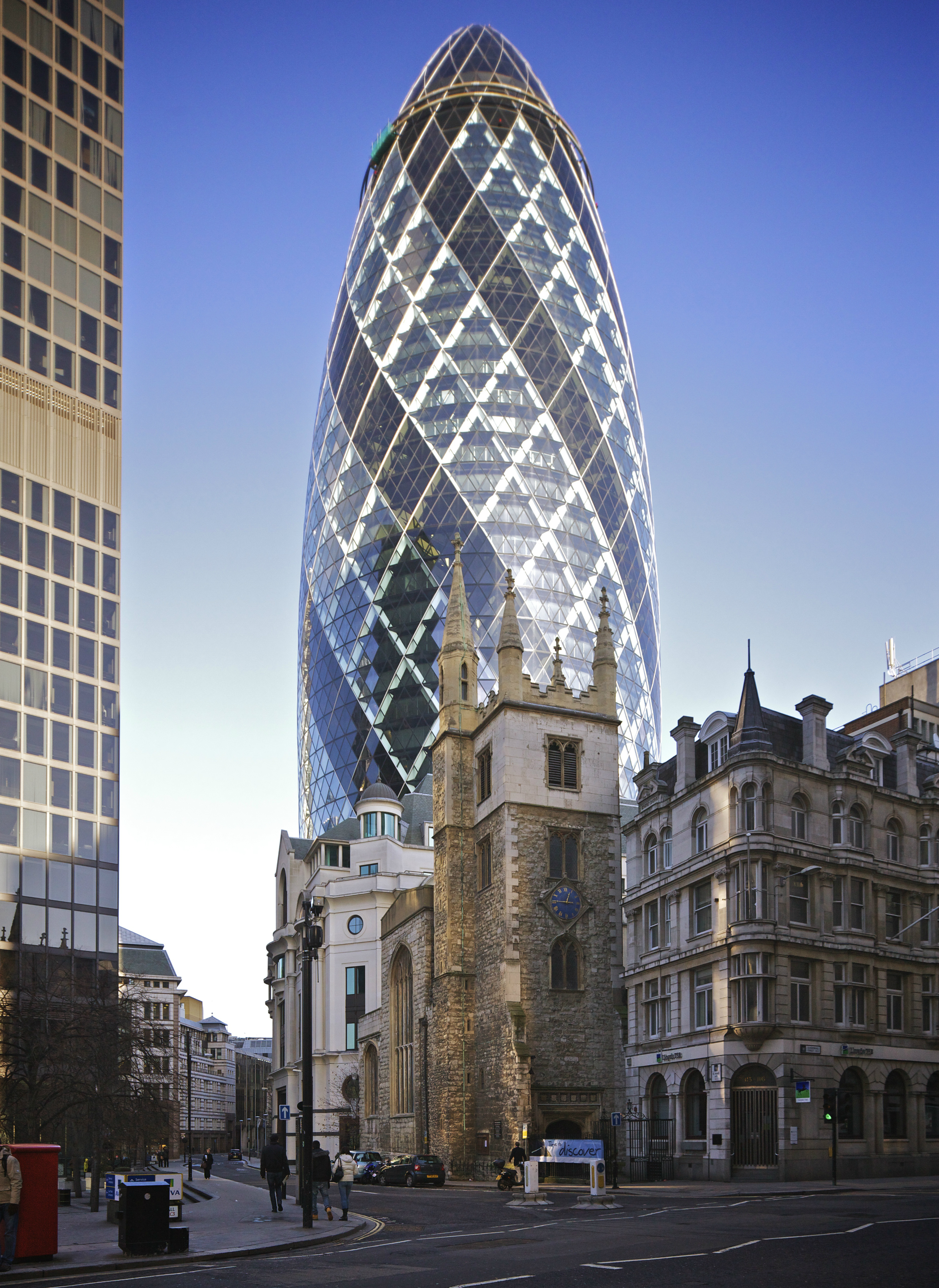
30 St Mary Axe

K nejznámějším stavbám moderní a postmoderní architektury v Británii patří budova 30 St Mary Axe, zvaná obvykle Okurka, z dílny Normana Fostera.

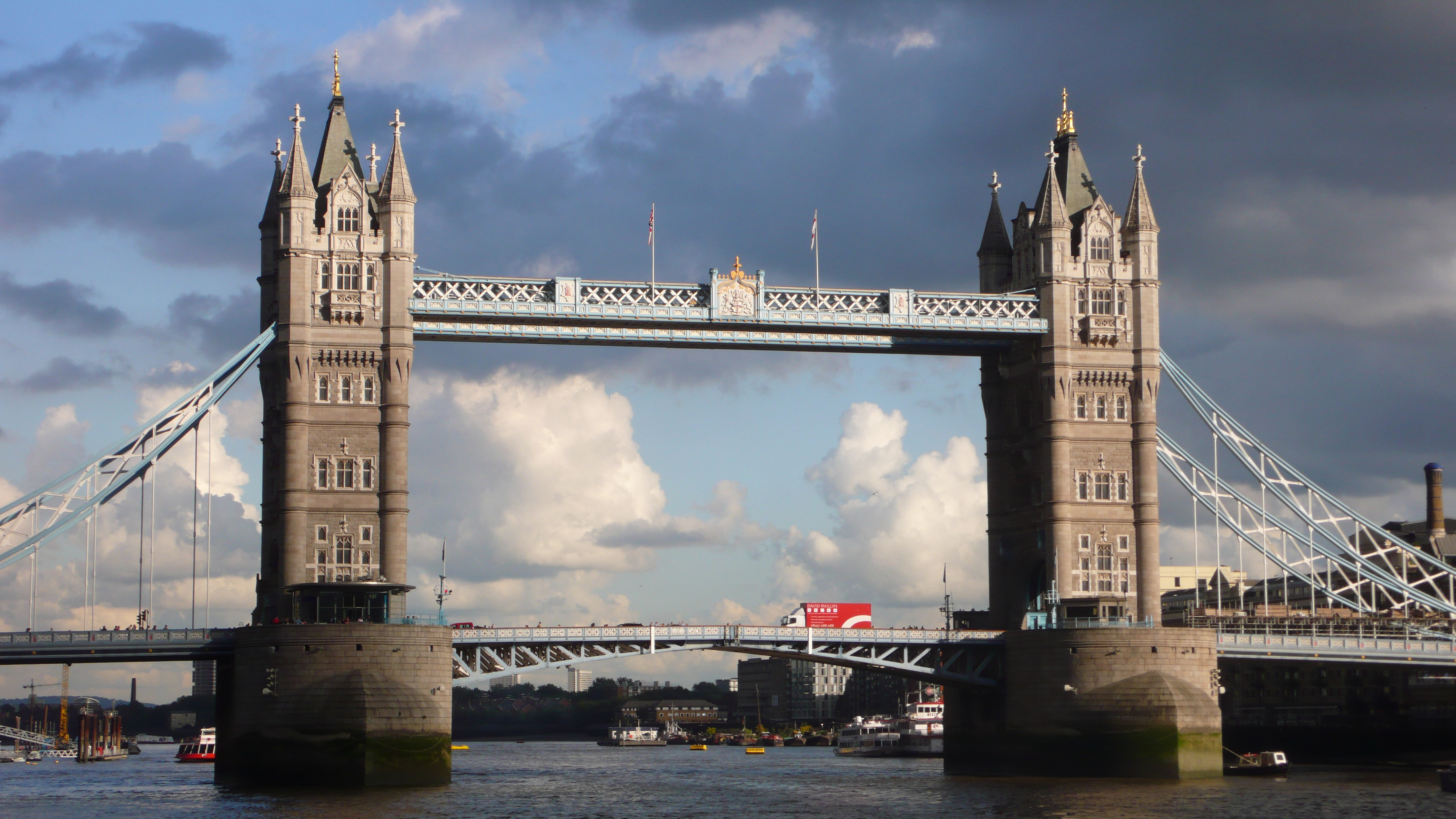
Tower Bridge

K nejvýznamnějším průmyslovým památkám patří Tower Bridge, symbol nejslavnější éry Britského impéria z konce 19. století a jeden z největších symbolů Londýna. Dále je to Pontcysyllte Aqueduct nebo Iron Bridge v hrabství Shropshire, první litinový most na světě a jeden ze symbolů průmyslové revoluce. Byl zapsán na seznam Světového dědictví UNESCO, stejně jako průkopnický Forth Bridge u Edinburghu otevřený roku 1890. Na seznamu jsou i některé městské celky, jako lázně Bath, Edinburgh, Liverpool, londýnská čtvrť Greenwich (včetně proslulé observatoře), nebo skotská vesnice New Lanark, kde se utopista Robert Owen pokusil realizovat některé své představy o ideální společnosti.

### Sport

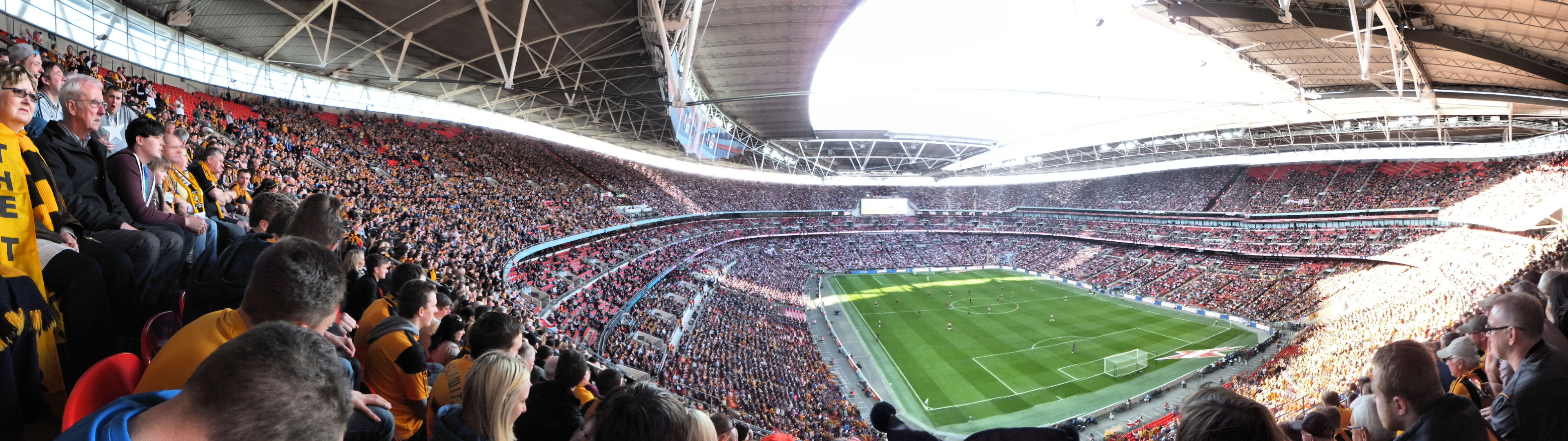
New Wembley Stadium

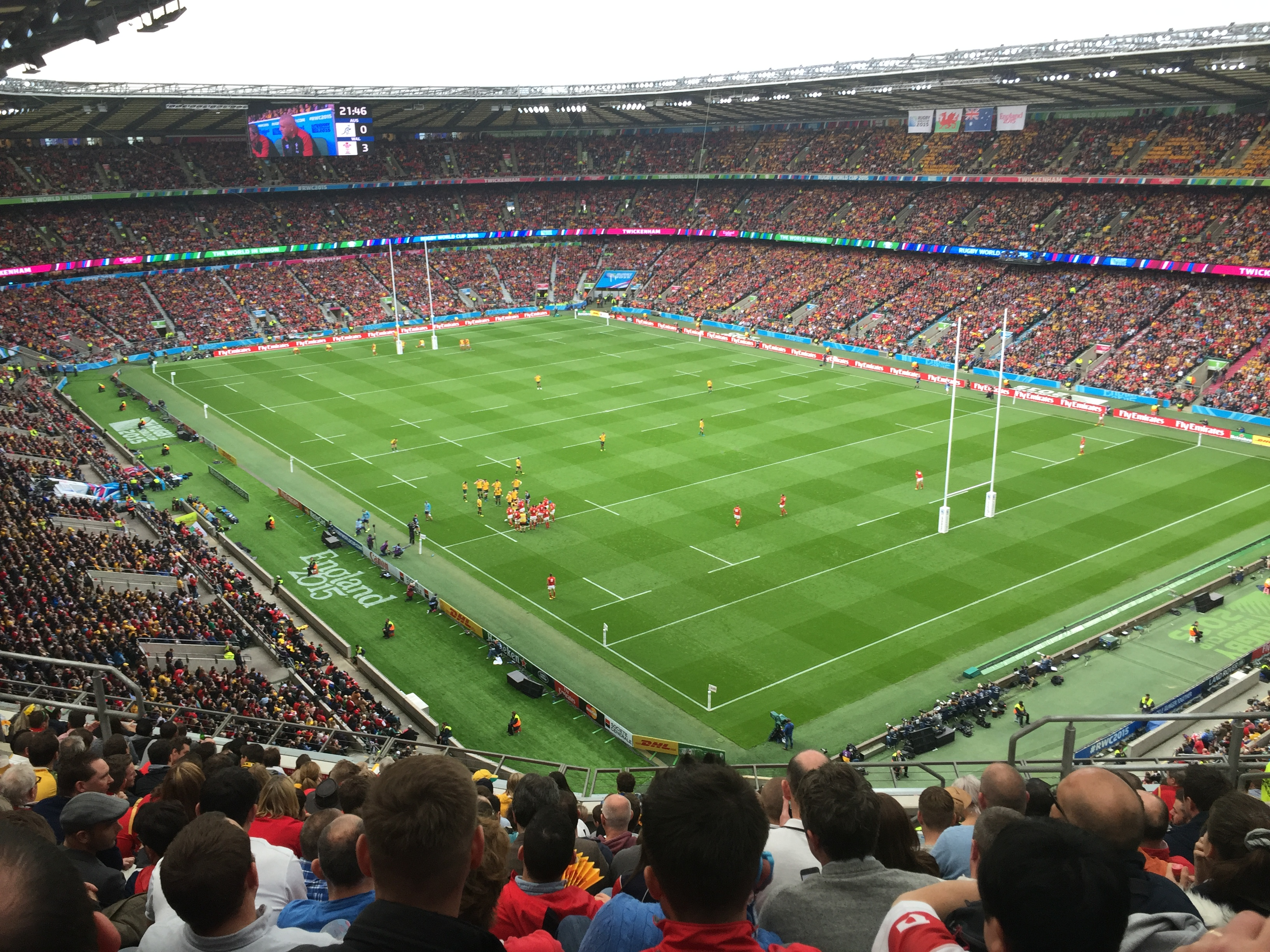
Twickenham Stadium v Londýně, kde se hraje ragby

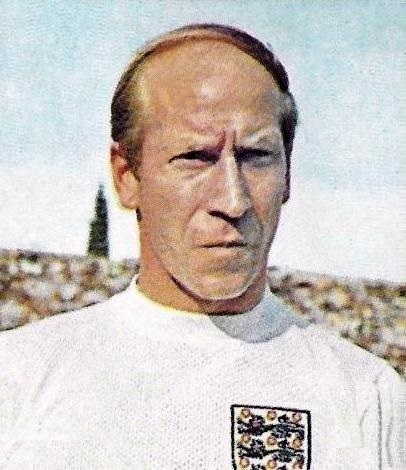
Bobby Charlton

Velká Británie je kolébkou fotbalu. Anglická liga, Premier League, patří k nejprestižnějším na světě, hraje se od srpna do května. Kluby Liverpool, Manchester United, Nottingham Forest, Chelsea a Aston Villa dokázaly vyhrát Ligu mistrů. V Poháru vítězů pohárů a Evropské lize triumfovaly i Tottenham Hotspur, West Ham United, Manchester City, Everton, Arsenal Londýn a Ipswich Town. Nejúspěšnějšími skotskými kluby jsou Glasgow Rangers a Celtic Glasgow. Anglická fotbalová reprezentace získala jeden titul mistrů světa, roku 1966. Zlatý míč pro nejlepšího fotbalistu Evropy získali Stanley Matthews (1956), Bobby Charlton (1966), George Best (1968), Kevin Keegan (1978, 1979) a Michael Owen (2001). K fotbalovým legendám patří i Bobby Moore, Gary Lineker, Frank Lampard, Steven Gerrard, Alan Shearer nebo David Beckham.
Druhým nejoblíbenějším sportem je ragby. Nejdůležitější zápasy ragbyové ligy se hrají na stadionech Twickenham v Londýně, Millennium v Cardiffu a Murrayfield v Edinburghu od března do října. Ze Skotska pochází golf, v r. 1650 se hrál už na 12 místech. Oficiální pravidla ustavil v roce 1897 Královský golfový klub sv. Andrewa a poté golf pronikl do celého světa. Ve Skotsku se hraje Scottish Open Golf a po celé zemi mnoho větších i lokálních turnajů profesionálů i amatérů. Kriket hrají od konce 18. stol. všichni a všude, po víkendech před každým domem. Největší kriketovou arénou je Lord’s v Londýně.
Jezdectví označil za sport král Karel II. Stuart Od té doby se konají pravidelně např. Grand National v Aintree v Liverpoolu, Scottish Grand National v Ayru a Derby a Oaks v Epsomu. Největším tenisovým turnajem je Wimbledon. Ve Velké Británii je také mnoho lehkoatletických mítinků, turnajů v baseballu i v dalších sportech.
Populární je aerobik, jóga, bojové umění. V parcích jsou cyklotrasy i chodníky pro jogging. Romantický venkov Východní Anglie je jednou z oblíbených oblastí pro cykloturistiku. Populární je jachting, túry na koních, horské túry, alpinismus, rafting, létání na rogalech či v balonu. Na venkov se chodí i rybařit, platí však různě přísná místní omezení. Dále tu jsou volně přístupná golfová hřiště a velmi oblíbený je běh po centru Londýna.
Britové třikrát pořádali olympijské hry, pokaždé v Londýně (1908, 1948, 2012).

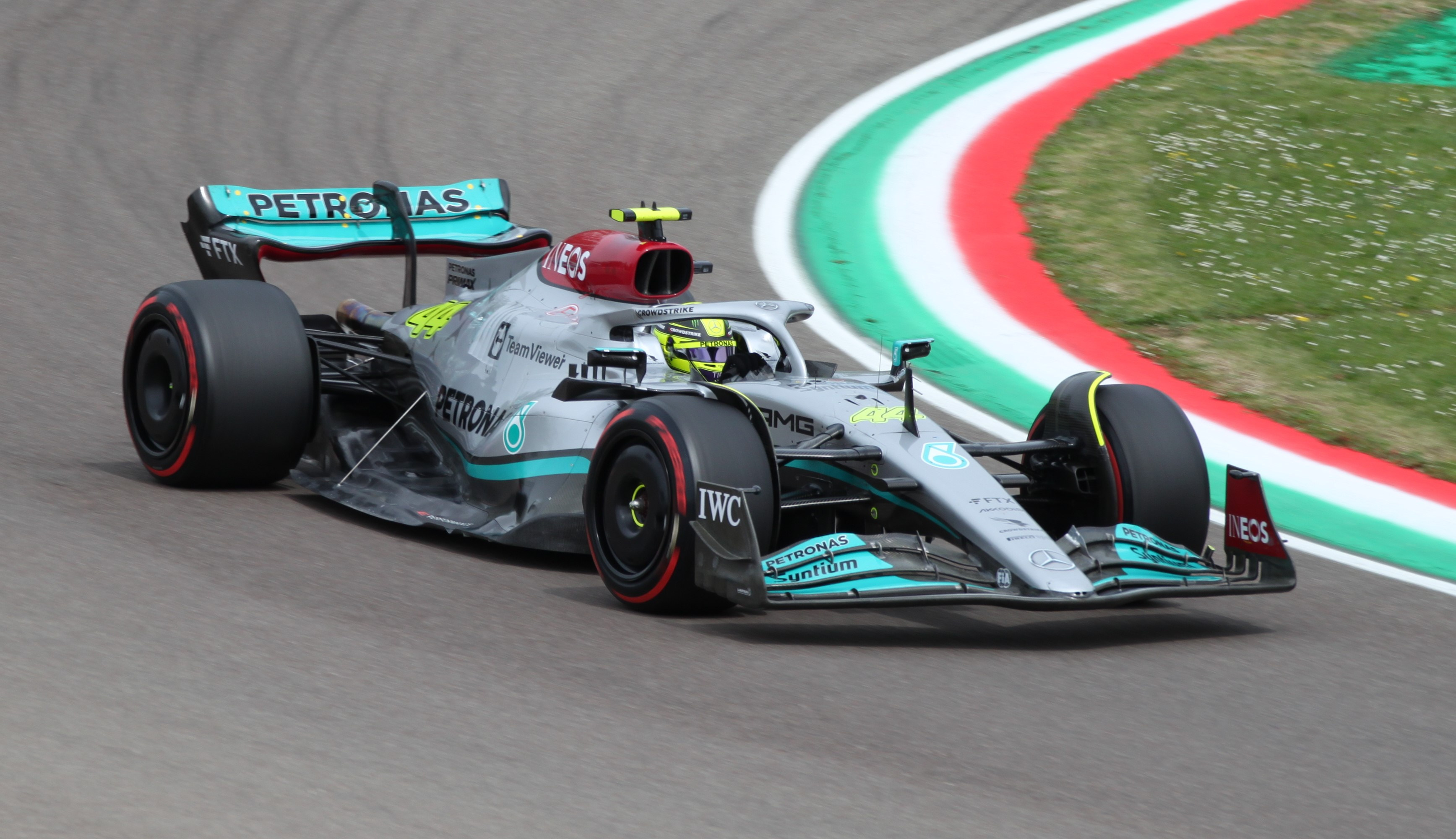
Lewis Hamilton ve voze Mercedes

Anglie dodala Británii řadu sportovních hvězd. Lewis Hamilton je sedminásobný mistr světa ve Formuli 1 (2008, 2014, 2015, 2017, 2018, 2019, 2020), čímž má vyrovnaný rekord v celkovém počtu výher šampionátu jezdců s Michaelem Schumacherem, Graham Hill dvojnásobný (1962, 1968), jeden titul má Mike Hawthorn (1958), John Surtees (1964), James Hunt (1976), Nigel Mansell (1992), Damon Hill (1996) a Jenson Button (2009). Mike Hailwood je devítinásobným mistrem světa v závodech silničních motocyklů. Chris Froome je čtyřnásobným vítězem Tour de France. Dráhový cyklista Jason Kenny má šest zlatých olympijských medailí, jeho kolega Bradley Wiggins pět (jednu ze silnice), stejně jako veslař Steve Redgrave. Jachtař Ben Ainslie má čtyři zlata ze čtyř různých her. Nejúspěšnějším britským atletem na OH je Mo Farah, rodák ze Somálska (čtyři zlaté z dlouhých běhů), k atletickým legendám patří i běžec Sebastian Coe. Alistair Brownlee je nejúspěšnější olympijský triatlonista všech dob, Lizzy Yarnoldová se může pochlubit stejnou bilancí ve skeletonu. Ikonickou postavou kriketu je William Gilbert Grace.

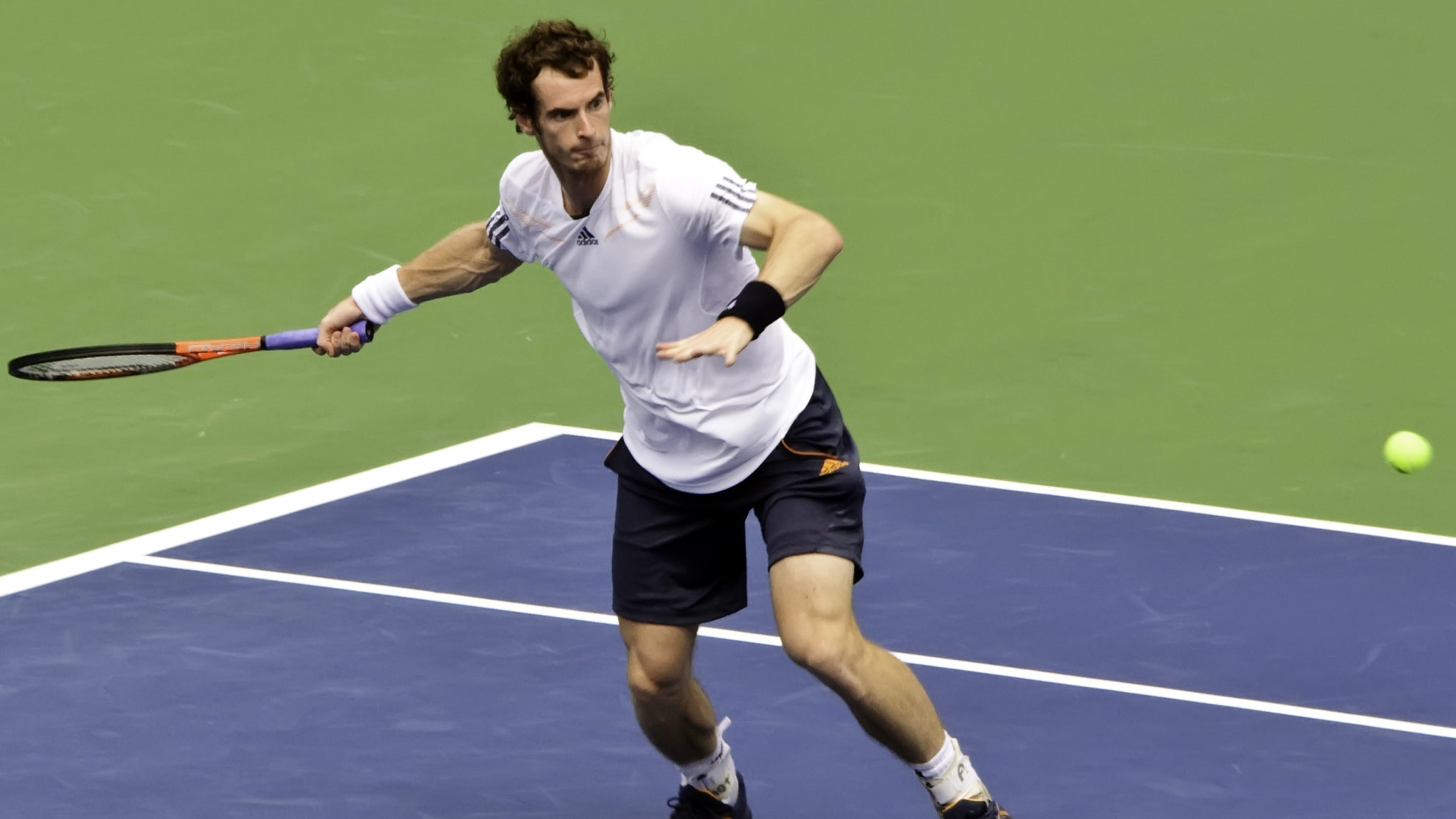
Andy Murray

Skotové ve sportu také nezaostávají. Skotskou trenérskou fotbalovou legendou je Alex Ferguson. Jeho slavným předchůdcem v Manchesteru United byl Matt Busby. Držitelem Zlatého míče je Denis Law, mnoho úspěchů si připsal i Kenny Dalglish. Nejúspěšnějším skotským (a vůbec britským) tenistou je vítěz Wimbledonu Andy Murray. Trojnásobným mistrem světa ve Formuli 1 se stal Jackie Stewart, dvojnásobným Jim Clark. V závodech rally se proslavil Colin McRae. Šest zlatých olympijských medailí má dráhový cyklista Chris Hoy.
Velšskými fotbalovými legendami jsou John Charles, Ryan Giggs, Mark Hughes či Ian Rush, na ragbyových kolbištích se proslavil Gareth Edwards.

### Kuchyně

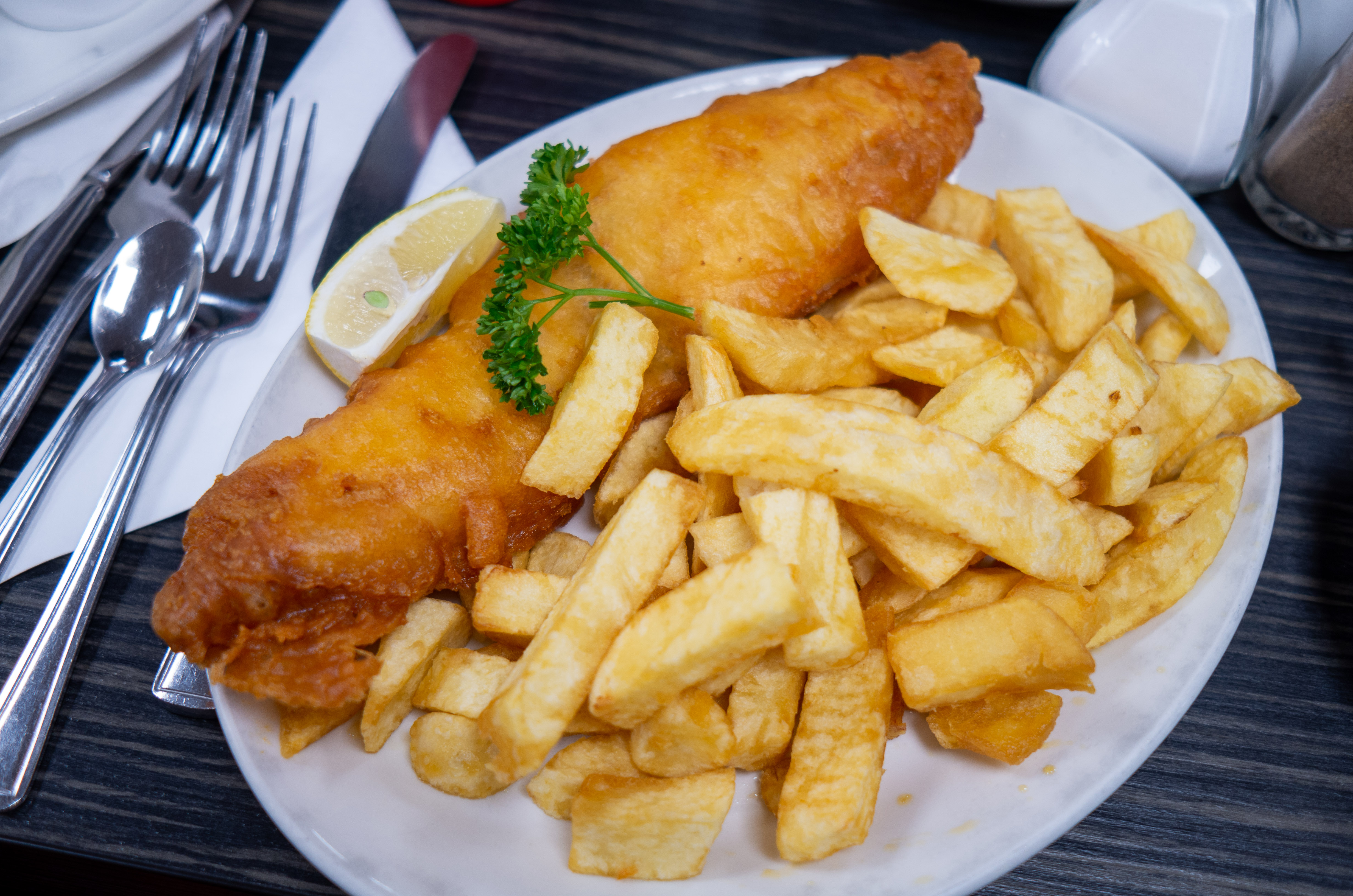
Fish and chips

Britská kuchyně vychází z keltských a anglosaských tradic, byla ale ovlivněna i kulinářskými tradicemi britských kolonií, zejména indickou kuchyní. Za národní jídlo je v celé Británii považováno fish and chips. Je tvořené rybou (obvykle treskou) smaženou v těstíčku a smaženými hranolky, které se tradičně polévají sladovým octem a sypou solí. Tradiční jsou rovněž pudinky, například yorkshirský pudink, nebo známý vánoční pudink vyráběný ze sušeného ovoce, sádla, melasy a koření, kterážto kombinace někdy ostatní Evropany překvapí. Hovězí maso se často upravuje jako tzv. rostbíf nebo steak, například Beef Wellington, což je hovězí steak obalený ve vrstvě paštiky, směsi z hub, parmské šunce upečený v listovém těstě. Oblíbené jsou také klobásy, masové koláče a sendviče. Skotskou národní specialitou je haggis, což jsou ovčí vnitřnosti s cibulí a ovesnými vločkami vařené v ovčím žaludku. Velšskou specialitou je zase polévka cawl z masa, brambor, tuřínu a mrkve.

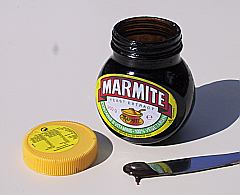
Marmite

V Británii vznikla worcestrová omáčka, která se jako dochucovadlo rozšířila po celém světě, tradičně obsahuje fermentovanou sóju, ocet, melasu, česnek, zázvor, ančovičky a další přísady. Britskou specialitou je marmite, pomazánka vyráběná z kvasnicového extraktu, který vzniká jako vedlejší produkt při vaření piva. Nejrozšířenějším druhem sýra je čedar, další britský (přesněji jihoanglický) vynález. Specifika má i britské stolování. Británie je známa bohatými snídaněmi. Tradiční britská snídaně se skládá ze smažených vajec, smažené slaniny, párků, fazolí a chleba (často toastového) a někdy i z rajčat nebo smažených hub. Pověstným rituálem je také tzv. čaj o páté. Jinak Británie má třetí největší spotřebu čaje na obyvatele (po Turecku a Irsku). Do Velké Británie se dostal čaj z Číny. Nejpopulárnější jsou silné černé čaje, často podávané s mlékem a sušenkami. Z alkoholických nápojů je v Británii populární pivo a cider (nápoj z kvašených jablek) nebo hrušková verze cideru perry. Ve Skotsku se vyrábí ceněná whisky, pálenka z ječmenného sladu. Nejstarší písemná zmínka o jejím pálení pochází z 15. století, ale tradice bude patrně ještě hlubší.